# Weinhaus Rheingold

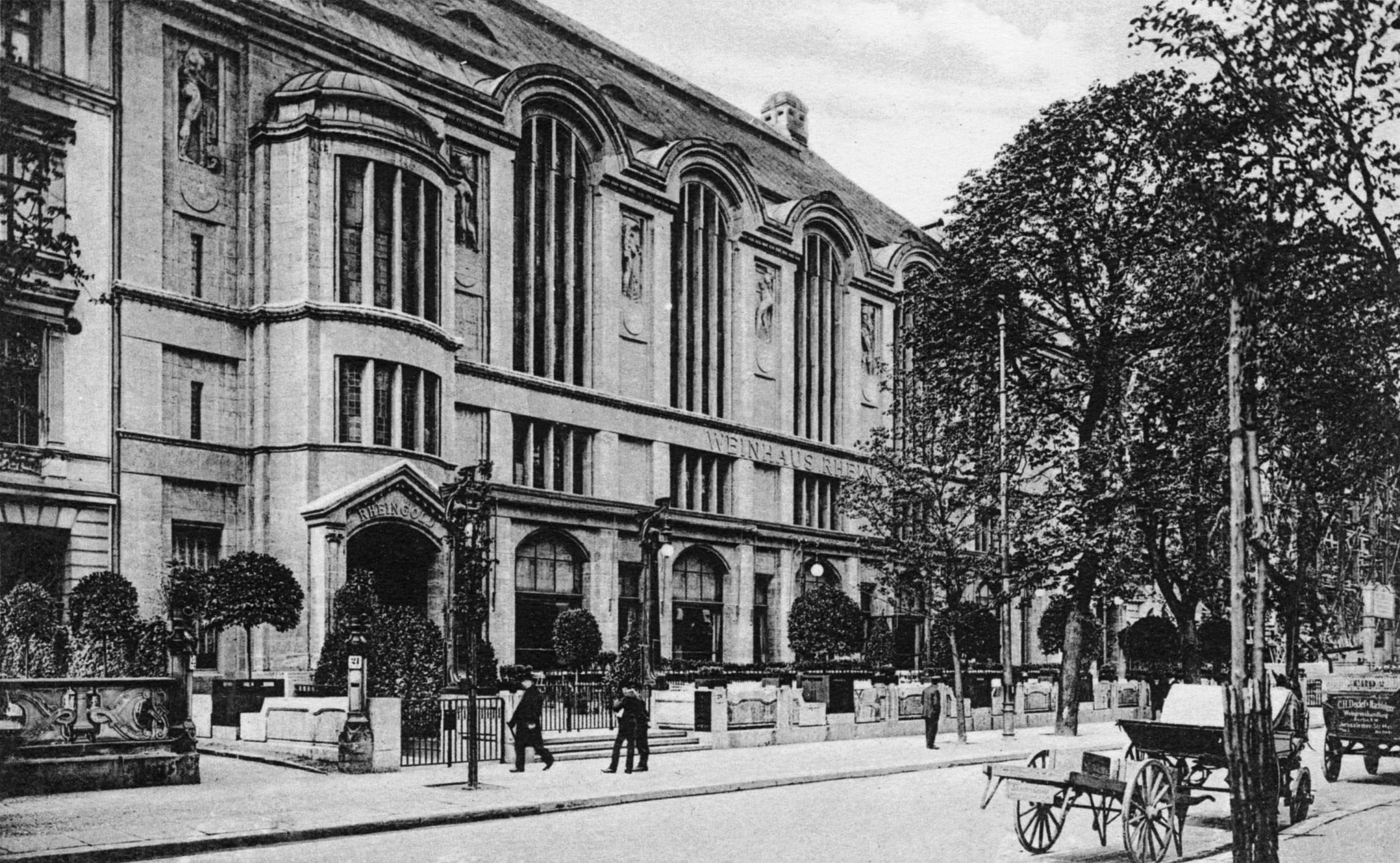
Weinhaus Rheingold, Ansicht von der Bellevuestraße, um 1907

Das Weinhaus Rheingold in Berlin war ein Großrestaurant des Aschinger-Konzerns, in dem bis zu 4000 Gäste gleichzeitig bewirtet werden konnten. Das Gebäude in der Nähe des Potsdamer Platzes wurde im Zweiten Weltkrieg bei alliierten Luftangriffen schwer beschädigt und die Ruine zu Beginn der 1950er Jahre abgetragen.
Der nach Plänen des Architekten Bruno Schmitz von 1905 bis 1907 errichtete Stahlskelettbau sollte als Konzerthaus mit angeschlossenen Versammlungsräumen und Weinrestaurant den Einstieg der Firma Aschinger in die gehobene Gastronomie markieren. Um zusätzlichen Verkehr am bereits überlasteten Potsdamer Platz zu vermeiden, wurde die Nutzung allerdings baupolizeilich auf den reinen Gastronomiebetrieb beschränkt. Bereits die schwierigen Bauarbeiten, verbunden mit Grundwasserabsenkungen und aufwendiger Sicherung der Nachbarhäuser, erregten das Interesse der Tagespresse.
Über den fertiggestellten Neubau berichtete 1907 die zeitgenössische Architekturpresse beinahe enthusiastisch. Viel Beachtung fand dabei die monumentale Fassade an der Bellevuestraße mit Reliefs des Bildhauers Franz Metzner – vielfach als gleichbedeutend eingestuft mit Alfred Messels Fassade des nahe gelegenen Warenhauses Wertheim am Leipziger Platz. Die luxuriöse Innenausstattung der vierzehn Säle, teils eher exotisch, teils mittelalterlich inspiriert, erzeugte in jedem Raum eine andere Atmosphäre und sollte die Besucher in verschiedenste Welten eintauchen lassen.
Wirtschaftlich war der Prestigebau für Aschinger ein Misserfolg. Nach Jahrzehnten mangelnder Rentabilität verkaufte der Konzern schließlich 1943 das schon vorher kriegsbedingt geschlossene Weinhaus an die Deutsche Reichspost. Im selben Jahr erlitt der Komplex schwere Schäden bei den Luftangriffen auf Berlin. Die als wiederaufbaufähig klassifizierte Ruine wurde bereits zu Beginn der 1950er Jahre abgetragen. Das Areal des ehemaligen Weinhauses Rheingold teilen sich heute nach der Wiederbebauung des Potsdamer Platzes im Wesentlichen der Bahntower, die umgelegte Potsdamer Straße und der Kollhoff-Tower.

## Die Aschingers – Bauherren mit Visionen

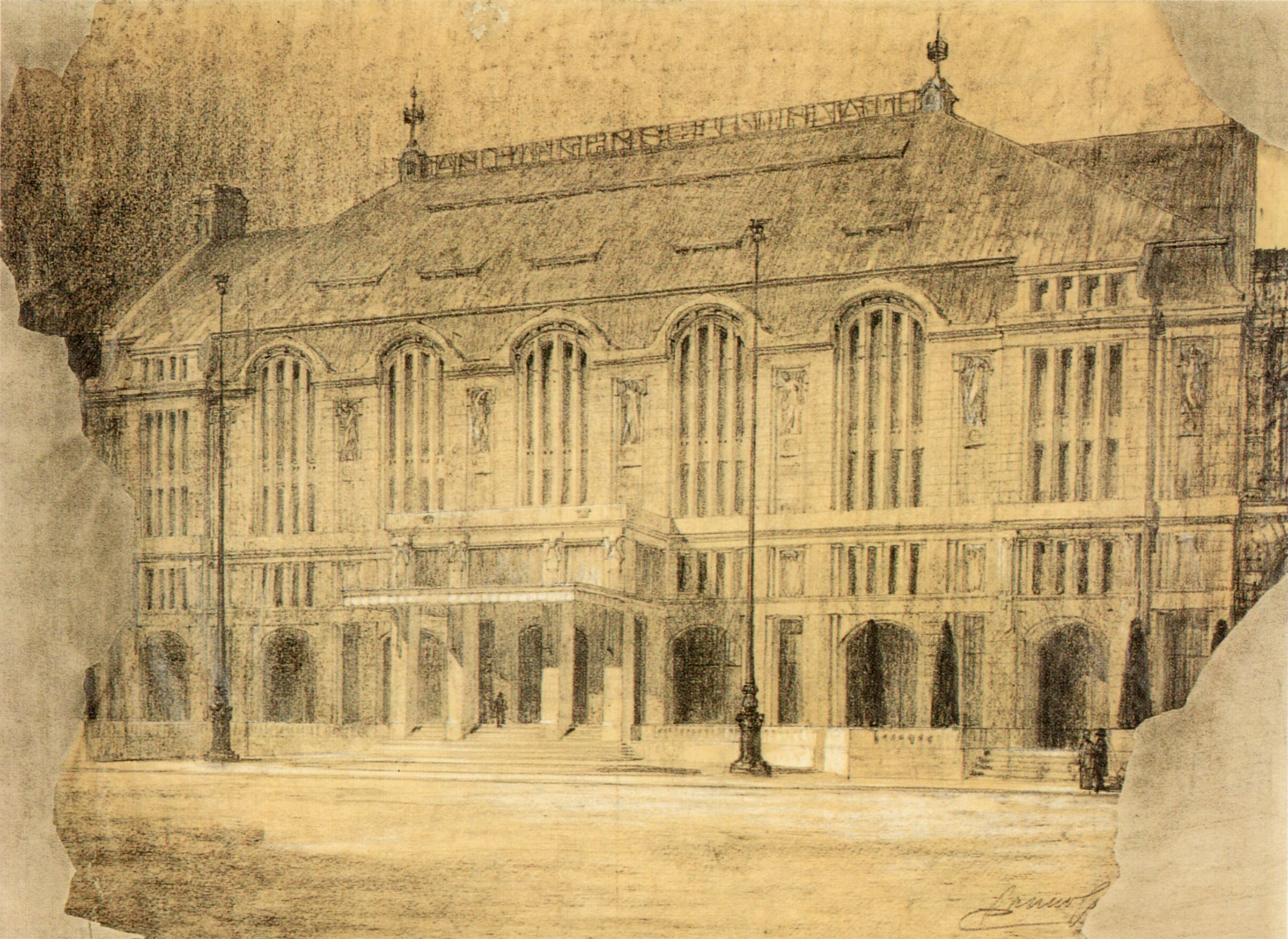
Entwurfszeichnung für das Weinhaus Rheingold als Konzerthaus von Bruno Schmitz

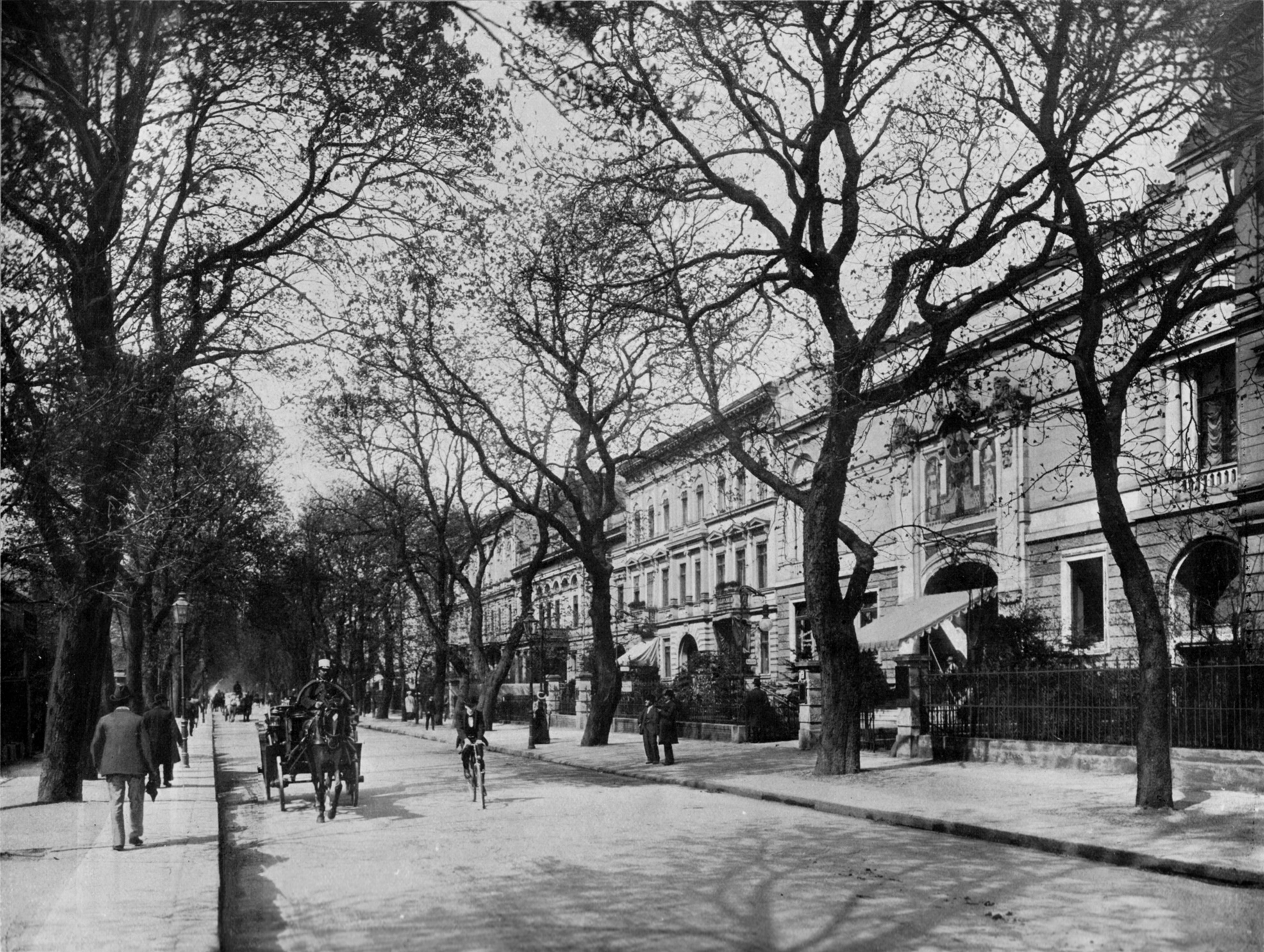
Bellevuestraße um 1900

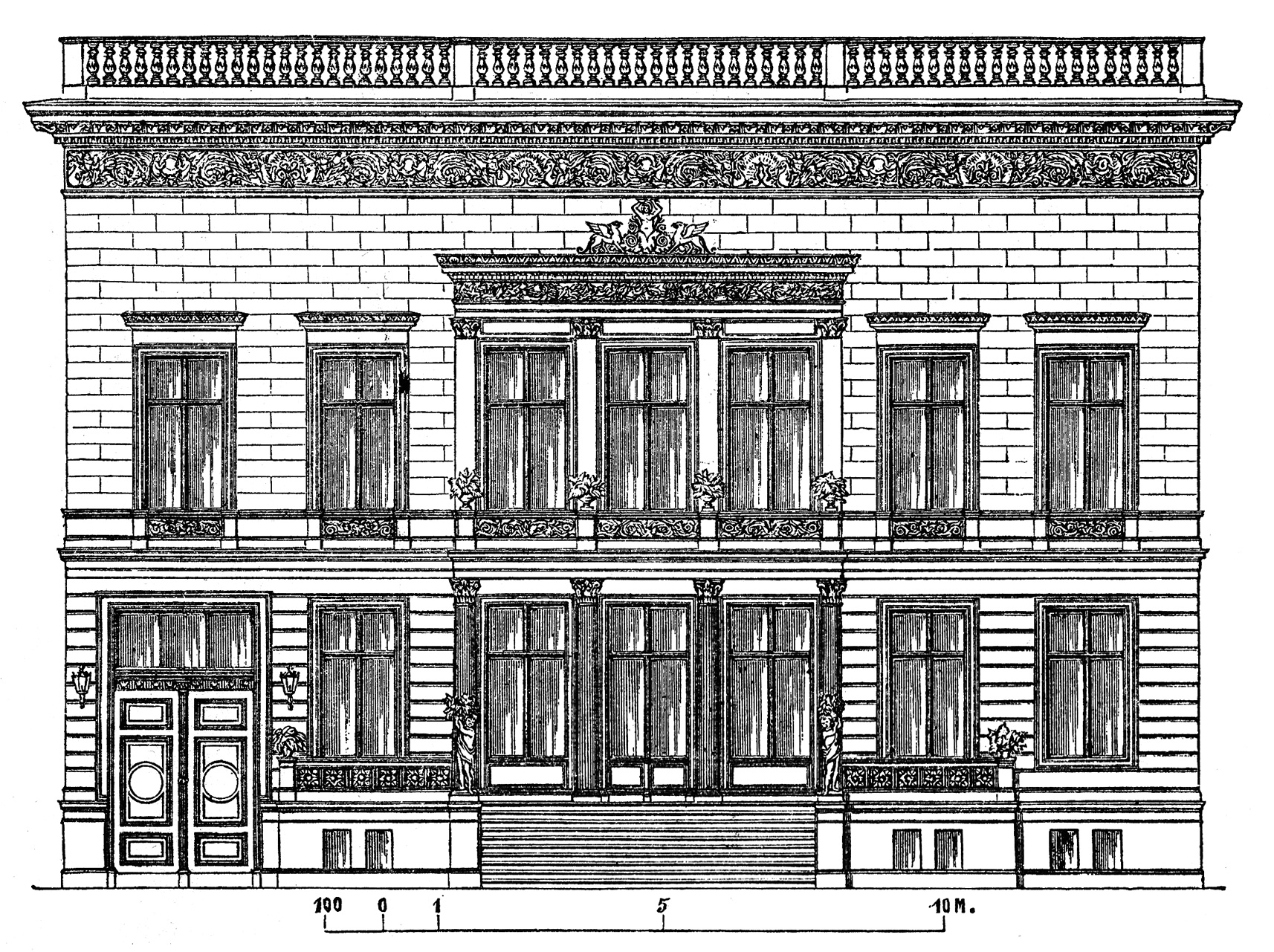
Wohnhaus Anker, der Vorgängerbau an der Bellevuestraße 19a

Das 1892 von den Brüdern Carl und August Aschinger gegründete Unternehmen Aschinger’s Bierquelle firmierte seit 1900 unter Aschinger’s Bierquelle AG als Aktiengesellschaft in Familienbesitz mit einem Grundkapital von drei Millionen Mark. Groß geworden und erfolgreich mit ihren „Bierquellen“ – Stehbierhallen mit preisgünstigen Mahlzeiten –, suchten die Aschingers ab 1905 den Einstieg in die gehobenere Gastronomie. Auch die Umbenennung der Gesellschaft im Dezember 1906 zu Aschinger’s Aktien-Gesellschaft illustriert das Bemühen, das billige Bierquellen-Image loszuwerden und neue Geschäftsfelder zu erschließen. Mit dem Erwerb des alten Hotels Fürstenhof am Potsdamer Platz war ein erster Schritt zu dieser Expansion getan. Nach einem Architekturwettbewerb 1905 entstand anstelle des Vorgängerbaues unter Einbeziehung bereits früher erworbener Nachbargrundstücke von 1906 bis November 1907 ein markanter Neubau mit luxuriöser Ausstattung.
Ein Konzerthaus mit angegliederten Versammlungssälen und Restaurant sollte die Expansion ergänzen. Das Unternehmen erwarb 1905 dazu ebenfalls in der Nähe des Potsdamer Platzes mehrere verbundene Grundstücke an der Bellevuestraße und in der Potsdamer Straße. Für die Planungen konnten die Firmeninhaber den Architekten Bruno Schmitz gewinnen, der vor allem für seine Denkmäler wie das Kyffhäuserdenkmal oder das Deutsche Eck bekannt war. Mit dem städtischen Festsaal Rosengarten in Mannheim hatte er bereits 1903 eine verwandte Bauaufgabe gelöst. Seinen Namen erhielt das für Berlin geplante Konzerthaus nach Richard Wagners Oper Das Rheingold, dem ersten Teil des Zyklus Der Ring des Nibelungen. Die ursprünglichen Absichten der Bauherren und des Architekten überlieferte der Architekturkritiker Hans Schliepmann in der Zeitschrift Berliner Architekturwelt: Geplant war „ein Saalbau für vornehmste Konzertaufführungen“, eine „Art ‚Loge‘ für die wahrhaft Höchststehenden der Berliner Gesellschaft“. Die großen Erwartungen der Bauherren schilderte Maximilian Rapsilber in der Zeitschrift Der Profanbau: „[…] in der Erwägung, daß in Berlin der große Erfolg nur durch ein wahrhaft großstilisiertes Unternehmen herbeigezaubert wird“, forderte er, „naiv ausgedrückt, das allerschönste Haus von Berlin als sein Eigen, koste es, was es wolle.“

## Lage

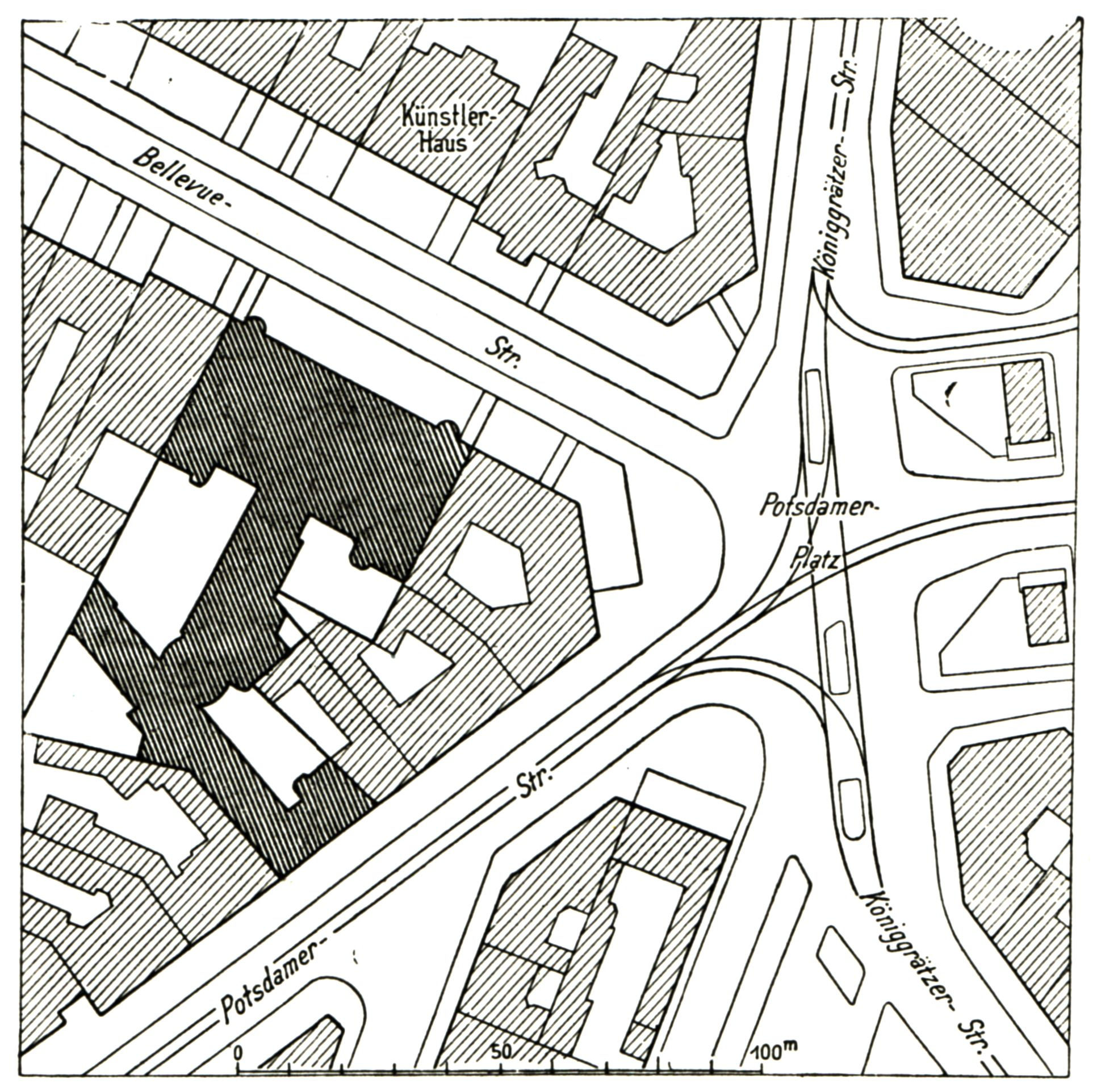
Lageplan des verwinkelten Grundstücks zwischen Bellevue- und Potsdamer Straße

Die Gegend um den Potsdamer Platz wechselte in der Entwicklung Berlins von der Residenz- zur Großstadt innerhalb weniger Jahrzehnte mehrmals ihren Charakter. Eine vorstädtische Bebauung verdrängte ab den 1820er Jahren die bisherigen Landhäuser. Diese wich bereits zwischen 1850 und 1870 vornehmen Mietshäusern und Villen, als der Potsdamer Platz mit seinen Nebenstraßen zum bevorzugten Wohngebiet wohlhabender Berliner wurde. Die zentrumsnahe Lage in der Nähe des Regierungsviertels an der Wilhelmstraße und des Potsdamer Bahnhofs steigerte die Attraktivität des Viertels nach der Reichsgründung von 1871, führte aber auch zur Verdrängung von Wohnraum durch Büro- und Verwaltungsbauten sowie Hotels und Restaurants. Viele dieser Bauten entstanden zwischen den 1890er Jahren und dem Ersten Weltkrieg.
Für den Bau des Weinhauses Rheingold erwarb die Firma Aschinger 1905 die nur wenige Meter vom Potsdamer Platz entfernt gelegenen Grundstücke Bellevuestraße 19, 19a sowie Potsdamer Straße 3. Seit der Umnummerierung der Potsdamer Straße 1938 trägt die Parzelle die Nummer 8 und liegt heute, nach der Umlegung der Potsdamer Straße, an der Alten Potsdamer Straße. Auf den angrenzenden Grundstücken Bellevuestraße 17–18a entstand wenig später mit dem Grand Hôtel Esplanade ein weiteres Großhotel.
Die drei Parzellen ergaben zusammen eine Fläche von 5044,67 Quadratmetern. Als Folge der kleinteiligen Parzellierung war das Grundstück schlecht geschnitten und verwinkelt, nur die 54 Meter breite Front an der Bellevuestraße erlaubte eine repräsentative Fassadengestaltung, die Straßenfront an der Potsdamer Straße war mit 21 Metern hierzu ungeeignet. Trotzdem zahlte Aschinger einen beträchtlichen Kaufpreis von insgesamt vier Millionen Mark. Das Grundstück an der Potsdamer Straße war mit einem fünfgeschossigen Mehrfamilienwohnhaus bebaut, während die Parzellen an der Bellevuestraße mit dem „Wohnhaus Anker“ des Architekten Christian August Hahnemann und mit dem durch den gleichen Architekten umgebauten Wohnhaus Bellevuestraße 19 noch die typische Bebauung der 1850er Jahre zeigte.

## Nutzungsänderung wegen baupolizeilicher Bedenken
Das im hohen Kaufpreis des Grundstückes gebundene Kapital sollte schnell Rendite abwerfen und die Bauzeit für den Neubau demzufolge möglichst kurz sein. Um den Bau zu beschleunigen, reichte der Bauherr zwei Vorprojekte ein, die von der Baupolizei innerhalb von drei bis vier Wochen genehmigt wurden. Die Genehmigung des Projektes selber dauerte „trotz des größten und liebenswürdigsten Entgegenkommens von allen zuständigen Behörden“ neun Monate. Ein noch während der Prüfungszeit des Projektes eingereichter Nachtrag erforderte nochmals neun Monate – Zustände, die nach Meinung der Zeitschrift Der Profanbau die Reformbedürftigkeit der Berliner Baupolizei-Ordnung aufzeigten.
Die Genehmigung war für die Firma Aschinger mit einer schweren Auflage verbunden. Die Baupolizei befürchtete durch das geplante Konzerthaus eine weitere Erhöhung des Verkehrs am sowieso bereits überlasteten Potsdamer Platz. Verschärfend kam hinzu, dass sich mit dem Künstlerhaus des Vereins Berliner Künstler in der Bellevuestraße 3 gleich gegenüber dem geplanten Konzerthaus bereits ein Veranstaltungslokal befand. So erlaubte die Baupolizei nur die Nutzung als Restaurant. Die Auflage betraf hauptsächlich den als Konzerthaus vorgesehenen Flügel an der Bellevuestraße. Für größere Änderungen waren die Planungen aber bereits zu weit fortgeschritten und die ursprüngliche Konzeption des Rheingold blieb weitgehend erhalten, auch wenn nun der Konzerthausteil ebenfalls gastronomisch genutzt werden musste. Zudem ließ die seinerzeit geplante Verlängerung der Voßstraße bis zum Tiergarten neben dem Bauherrn auch einige Architekturkritiker hoffen, dass durch die Entlastung des Potsdamer Platzes die Nutzungsbeschränkung hinfällig würde und dass das Haus doch noch ganz seiner ursprünglichen Bestimmung dienen könnte.

## Bauphase

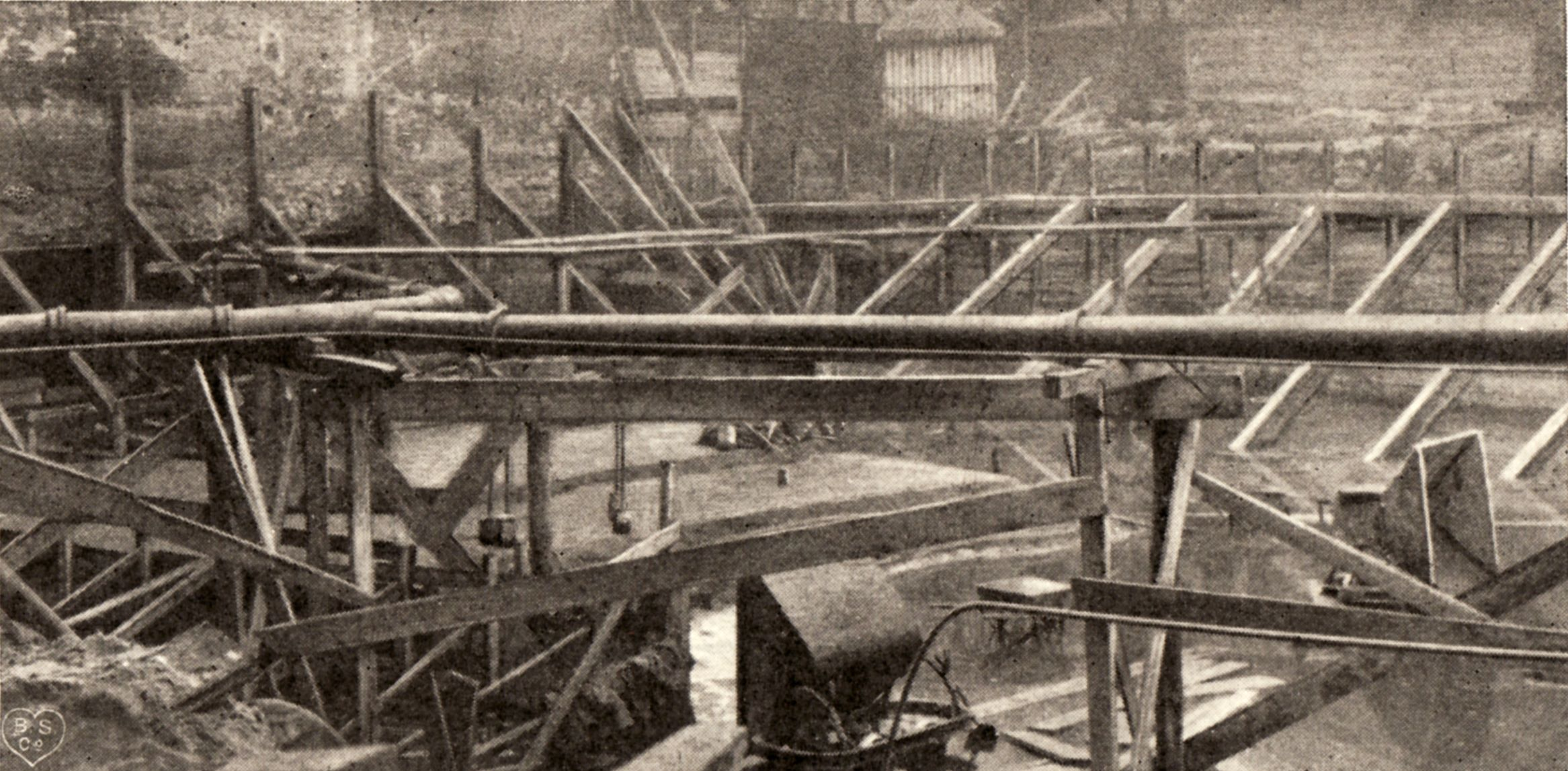
Vorrichtung zur Grundwasserabsenkung und Abstützung der Baugrube

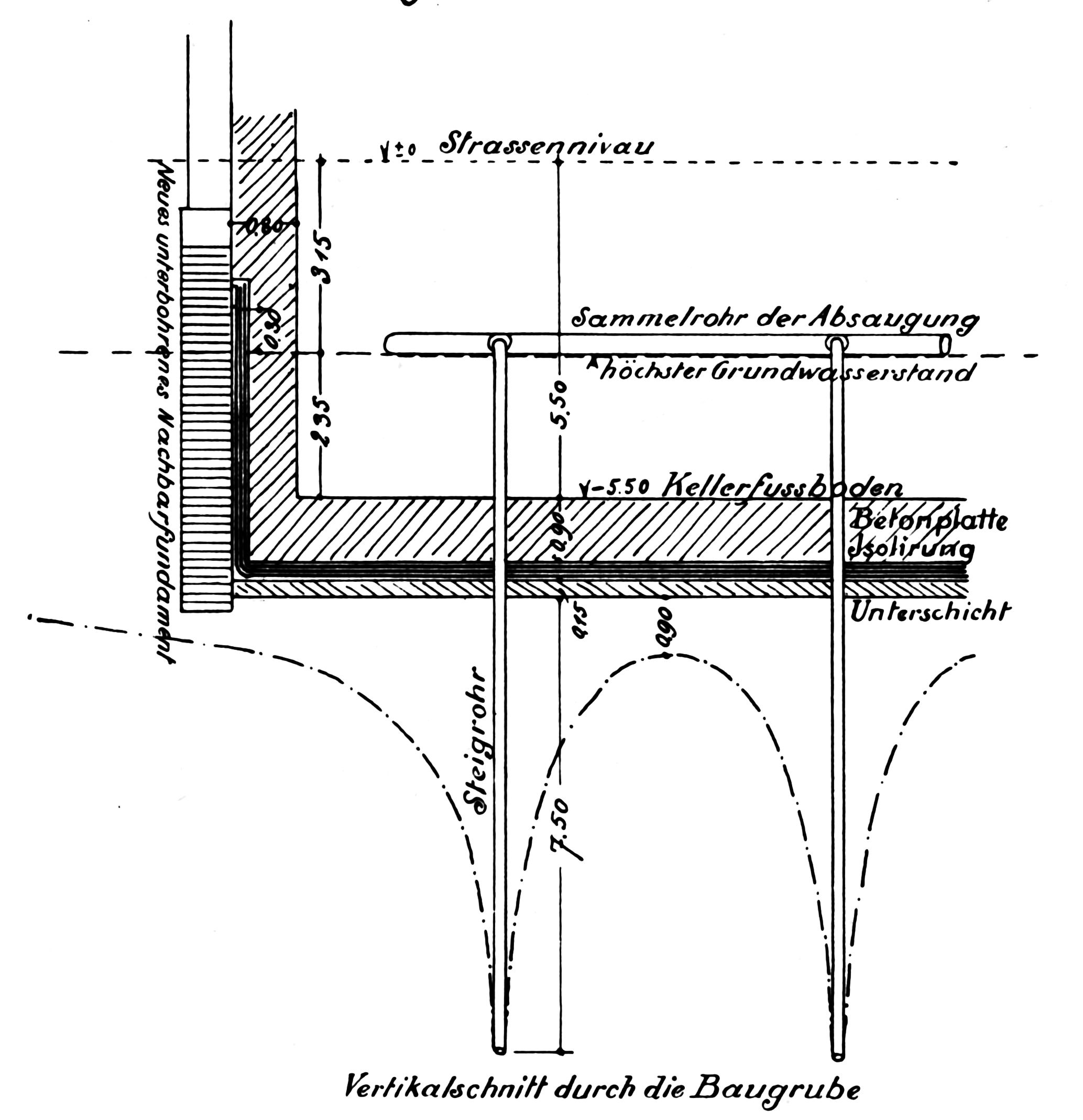
Vertikalschnitt der Baugrube mit Saugbrunnen und Sammelrohr

Die Bauarbeiten begannen Mitte November 1905 mit den Abbruch- und Aushubarbeiten an der Bellevuestraße, gefolgt von der Herstellung der Fundamente. Bereits im Februar 1906 konnten dort die Maurerarbeiten beginnen. Gleichzeitig erfolgten die Gründungsarbeiten auf dem Grundstück an der Potsdamer Straße 3, wo zusätzlich die Maschinenfundamente für die hauseigene Kraftanlage gelegt werden mussten. Diese Arbeiten waren im Mai 1906 abgeschlossen.
Die Fundierung, wie die Erdarbeiten ausgeführt von der Bauunternehmung Wayss & Freytag, waren wegen der erforderlichen Absenkung des Grundwasserspiegels und der eingebauten Lage des Grundstückes schwierig und verschlangen nahezu 500.000 Mark. Zuerst erfolgte der Aushub der Baugrube bis auf die Höhe des Grundwasserspiegels in ungefähr 3,1 Metern Tiefe. 65 im Abstand von fünf Metern nach allen Seiten gebohrte vierzöllige (ca. 10 cm) Saugbrunnen, die 7,5 Meter tief von der Baugrubensohle ins Erdreich reichten, fassten das aufsteigende Grundwasser. Das auf der Ebene des Grundwasserspiegels gelegene Hauptsammelrohr mit 250 Millimetern Durchmesser war über horizontale Rohrstränge einerseits mit den Brunnen und andererseits mit der elektrisch betriebenen Zentrifugalpumpe verbunden. Diese saugte das Grundwasser aus den Brunnen in das Hauptsammelrohr und hob es auf Straßenniveau, wo es in die städtische Kanalisation abfloss. Die Senkung des Grundwasserspiegels erfolgte in zwei Stufen: zuerst um 3,20 Meter für das Anlegen der normalen Kellerfundamente und dann um 4,60 Meter für die Maschinenfundamente. Der abgesenkte Spiegel beinhaltete eine Sicherheitsreserve von etwa 90 Zentimetern, damit bei einem Pumpenausfall die Baustelle nicht sofort geflutet wurde. Trotzdem setzte das Versagen der Pumpe die Baustelle mehrmals unter Wasser, was insgesamt zu einem Ausfall von sieben Arbeitstagen führte. Die Anlage zur Senkung des Grundwasserspiegels blieb sieben Monate in Betrieb, bis die Betonplatte des Fundamentes mit den Umfassungswänden einen dem Grundwasserauftrieb entsprechenden Gegendruck ausübte.
Das umbaute Grundstück erforderte Sicherungen an benachbarten Gebäuden in Form von Absteifungen der Giebel und der Unterfahrung von Fundamenten der Nachbarhäuser. Setzungen und Risse auch als Folge der Grundwasserabsenkung ließen sich aber trotzdem nicht ganz vermeiden. Die Tagespresse berichtete darüber in Sensationsartikeln als „Häusereinsturz am Potsdamer Platz“. Der schwerwiegendste Zwischenfall, bei dem im Seitenflügel des Hauses Potsdamer Straße 4 der Kellerfußboden riss, führte zur polizeilichen Sperrung des Hauses wegen Einsturzgefahr. Erst nach zusätzlichen Sicherungen konnten die Bauarbeiten fortgesetzt werden. Der Hausbesitzer erhielt eine Entschädigung von 30.000 Mark für die Schäden, ließ das Haus aber kurz danach abreißen, um das Grundstück, wie wohl seit längerem bereits geplant, neu zu bebauen.

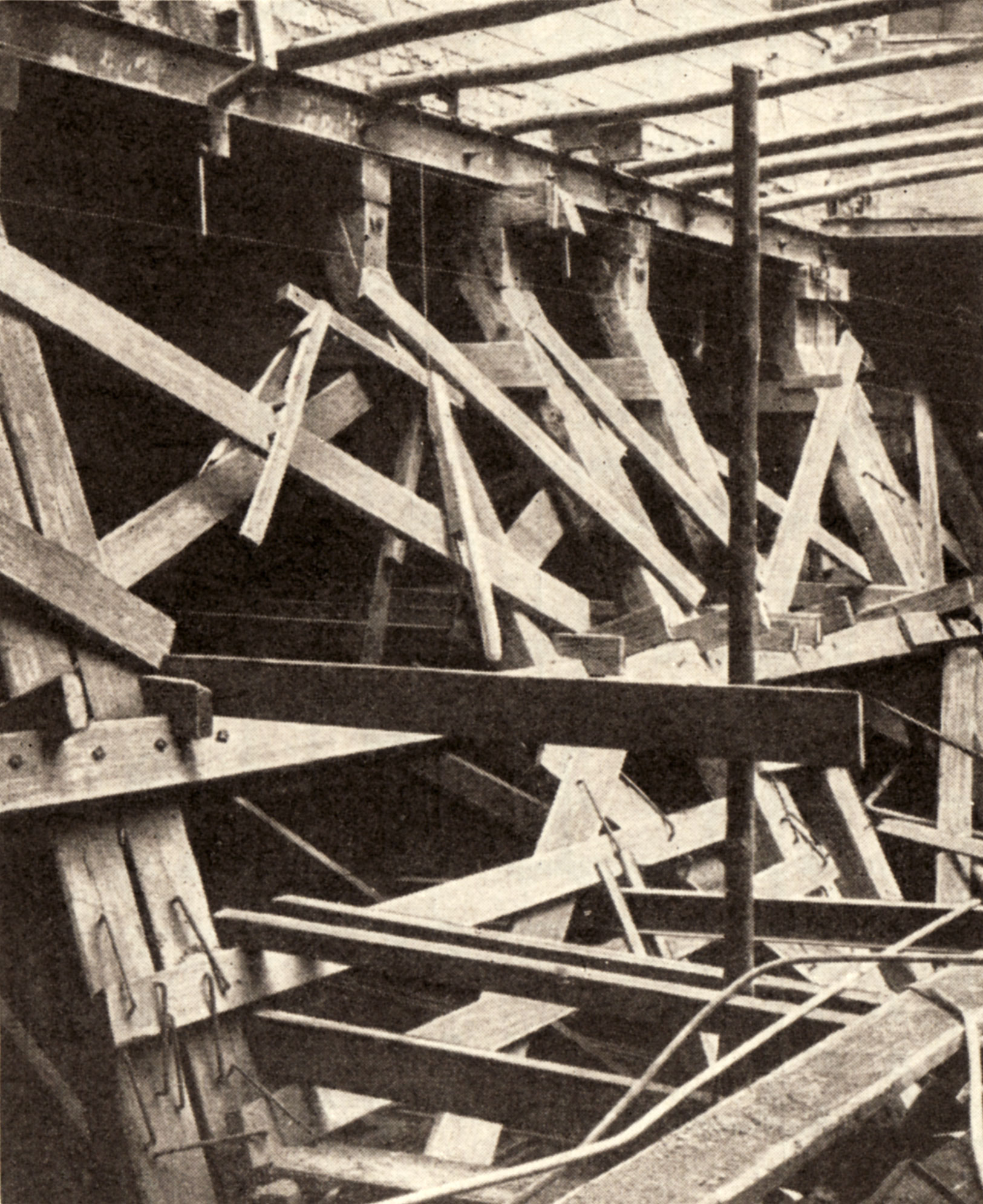
Abstützungen für den Teilabbruch an der Potsdamer Straße 3

Spezielle Vorkehrungen auf dem Baugrundstück selber erforderte das Haus an der Potsdamer Straße 3. Die Mieter, darunter eine Filiale der Annoncen-Expedition des Berliner Lokal-Anzeigers, hatten noch lange laufende Mietverträge, wofür sie entsprechend hohe Abstandssummen verlangten. Schließlich gelang es der Firma Aschinger, sich mit den Mietern von Keller, Erdgeschoss und erstem Obergeschoss des Hauses zu einigen, was den Teilabbruch des alten Hauses ermöglichte. Der alte Seitenflügel und der westliche Teil des Hauses bis zum zweiten Obergeschoss wurden schrittweise abgebrochen, während gleichzeitig der Neubau in die Höhe wuchs. Über der komplizierten Baustelle schwebten die oberen Geschosse des alten Hauses, verstärkt durch Zuganker, Fenster- und Türversteifungen und getragen von zahlreichen Abstützungen.
Der gedrängte Zeitplan erforderte oft die Arbeit in Nachtschichten. Auch mit Arbeitsniederlegungen hatte die Bauleitung zu kämpfen. Gleich zu Beginn legte ein Streik der Maurer alle Bauarbeiten still, und acht Wochen vor der geplanten Eröffnung legten die Marmorarbeiter die Arbeit nieder. Sie forderten 25 Prozent mehr Lohn und den Verzicht auf Nachtschichten – wohlwissend, dass die rechtzeitige Vollendung des Baus hauptsächlich von ihnen abhing. Die ausführende Firma ließ schließlich Arbeiter aus ihren belgischen Werken kommen, um die Arbeiten abzuschließen.
Trotz aller Widrigkeiten war der Rohbau im Juli 1906 vollendet, und bereits Anfang Februar 1907 war der Bau abgeschlossen. Die Eröffnung sollte ursprünglich am 27. Januar, dem Geburtstag Kaiser Wilhelms II., stattfinden, erfolgte aber verspätet erst am 6. Februar 1907. Die zeitgenössische Architekturpresse würdigte die kurze Bauzeit von 14 1⁄2 Monaten als Rekord angesichts der schwierigen Gründungsarbeiten und der reichen Innenausstattung.
Die aufgelaufenen Baukosten von etwa 4,5 Millionen Mark (kaufkraftbereinigt in heutiger Währung: rund 33,24 Millionen Euro) überstiegen die anfänglich kalkulierten von 3,5 Millionen Mark erheblich. Ursachen der Kostensteigerung waren Planungsänderungen und der Innenausbau mit „edelsten Baumaterialien“, der teurer war als geplant. Die für einen privaten Bauherrn beträchtlichen Baukosten illustriert der Vergleich mit den Baukosten von vier Millionen Mark für das 1897 fertiggestellte Kaiser-Wilhelm-Nationaldenkmal und von sieben Millionen Mark für das 1911 fertiggestellte Alte Stadthaus in Berlin.
Die Deutsche Bauzeitung errechnete Kosten von 560 Mark pro Quadratmeter für Rohbau einschließlich Gründung und 940 Mark für den Innenausbau. Der Kubikmeter umbauten Raumes kostete total 55,60 Mark, wovon 20,80 Mark auf den Rohbau einschließlich Gründung und 34,80 Mark auf den Innenausbau entfielen.

## Baubeschreibung
Bruno Schmitz gliederte die Baumassen in drei Flügel. Der Saalbau des geplanten Konzerthauses als größter der drei erstreckte sich entlang der Bellevuestraße und schloss lückenlos an die Bebauung der Nachbargrundstücke an. Der Gastronomietrakt an der Potsdamer Straße durchstieß in den unteren Etagen das bestehende Vorderhaus. Im rechten Winkel zur Potsdamer Straße folgte er zunächst der südwestlichen Grundstücksgrenze und reichte bis zur anstoßenden Parzelle des Grand Hôtels Esplanade. Der Verbindungstrakt, ebenfalls gastronomisch genutzt, verband die beiden anderen Flügel. Rechtwinklig von der Mittelachse des Saalbaues ausgehend traf er schiefwinklig auf den Flügel an der Potsdamer Straße, wobei eine Rotunde geschickt zwischen den verschiedenen Achsen vermittelte. Die Höfe auf den Restflächen des unregelmäßig geschnittenen Grundstückes dienten teils aufwendiger gestaltet im Sommer als Erweiterung der Restaurants, teils als reine Wirtschaftshöfe.

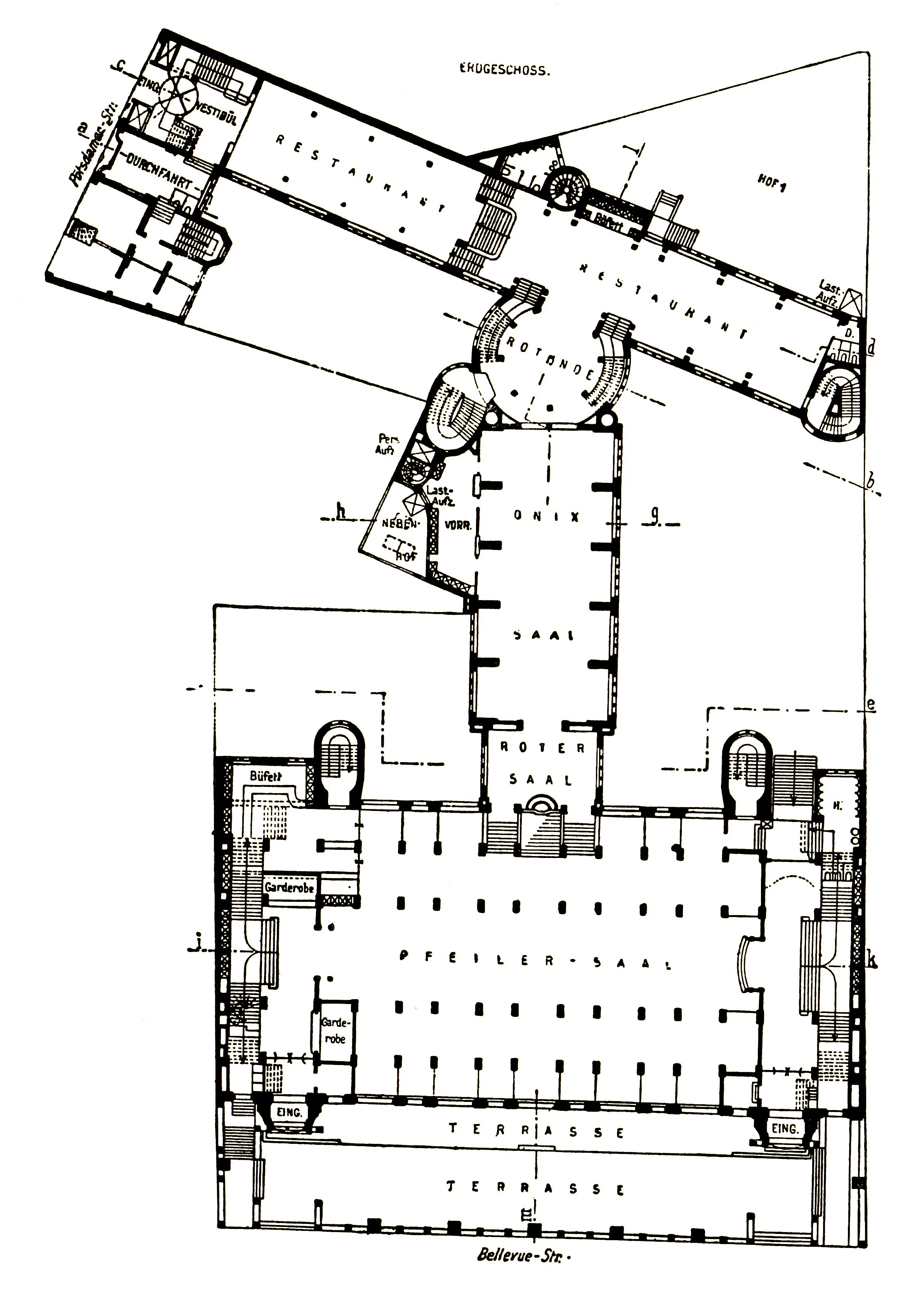
Grundriss des Erdgeschosses
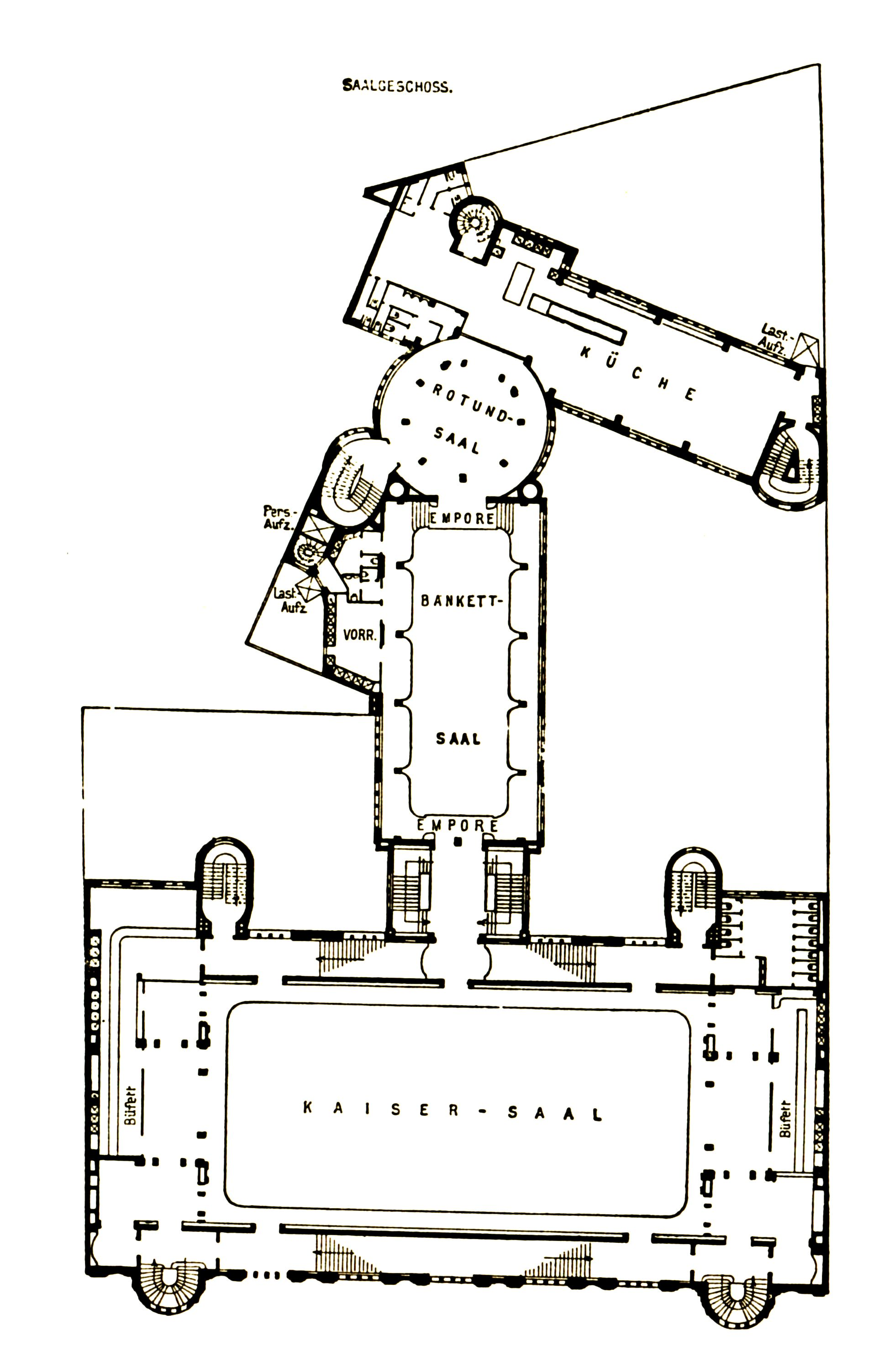
Grundriss des Saalgeschosses
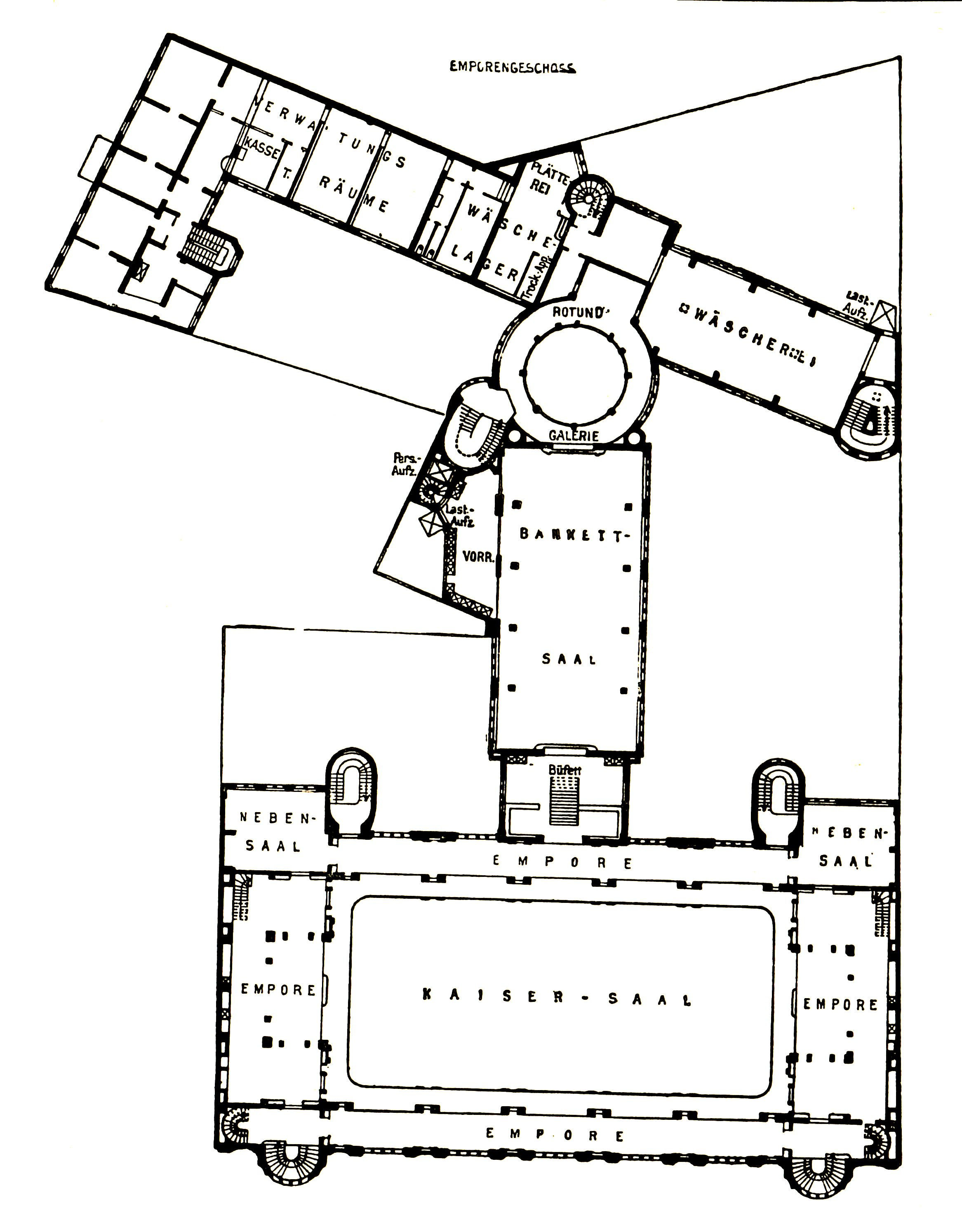
Grundriss des Emporengeschosses

Die Vorschrift der Baupolizei, gemäß der die Höfe über eine Zufahrt verfügen mussten, und der Wunsch des Bauherrn nach möglichst durchgängigen Geschossen von der Bellevuestraße zur Potsdamer Straße bestimmten die horizontale Gliederung des Gebäudekomplexes. Da die repräsentative Fassade an der Bellevuestraße nicht durch eine Durchfahrt gestört werden sollte, mussten alle Höfe von der Potsdamer Straße her erschlossen werden. Die dazu notwendigen Durchfahrten erforderten die zweimalige Querung des Verbindungsbaues und hätten ein durchgängiges Erdgeschoss verhindert. Schmitz fand die Lösung darin, dass er einerseits das Niveau der beiden zu erschließenden Höfe gegenüber dem Straßenniveau um ein halbes Geschoss absenkte und andererseits das Niveau des Erdgeschosses im Verbindungsflügel und im hinteren Teil des Flügels an der Potsdamer Straße ein halbes Geschoss anhob. So ließen sich nicht nur die Durchfahrten problemlos durchführen – unter den angehobenen Sälen des Erdgeschosses fanden zusätzliche Räume Platz. Treppenanlagen im Inneren vermittelten zwischen den verschiedenen Ebenen und ließen interessante Durchgangsräume wie den „Roten Saal“ entstehen. Zusammen mit den eigentlichen Treppenanlagen erlaubten sie den Besuchern, die abwechslungsreich gestalteten Raumfolgen im Erd-, Saal- und Emporengeschoss auf vielfältige Art zu durchlaufen.
Der vier- bis fünfgeschossige Stahlskelettbau versprach mit seiner fortschrittlichen Fassade an der Bellevuestraße eine dementsprechend moderne Innengestaltung. Diese erfolgte jedoch nach eher konservativen, dekorationsbetonten Gesichtspunkten. Ihre Motive fand sie hauptsächlich in der namensgebenden Oper Rheingold und den weiteren Opern aus Wagners Tetralogie, integrierte aber auch mittelalterliche und exotische Dekorationen sowie weitere Sagen zu einer eigenartigen Verschmelzung mythischer und nationaler Symbolik mit Jugendstil-Elementen.
Die teuren und edlen Baumaterialien, seltene Marmorsorten und Edelhölzer, erzeugten die dem „allerschönsten Haus Berlins“ angemessene luxuriöse Atmosphäre. Selbst für die Arbeiten legte die Firma Aschinger viel Wert auf Prestige – unter den ausführenden Firmen finden sich auffallend viele Hoflieferanten, vielfach beteiligt am Umbau des Berliner Stadtschlosses unter Wilhelm II.

### Der Saalbau an der Bellevuestraße

#### Fassade an der Bellevuestraße

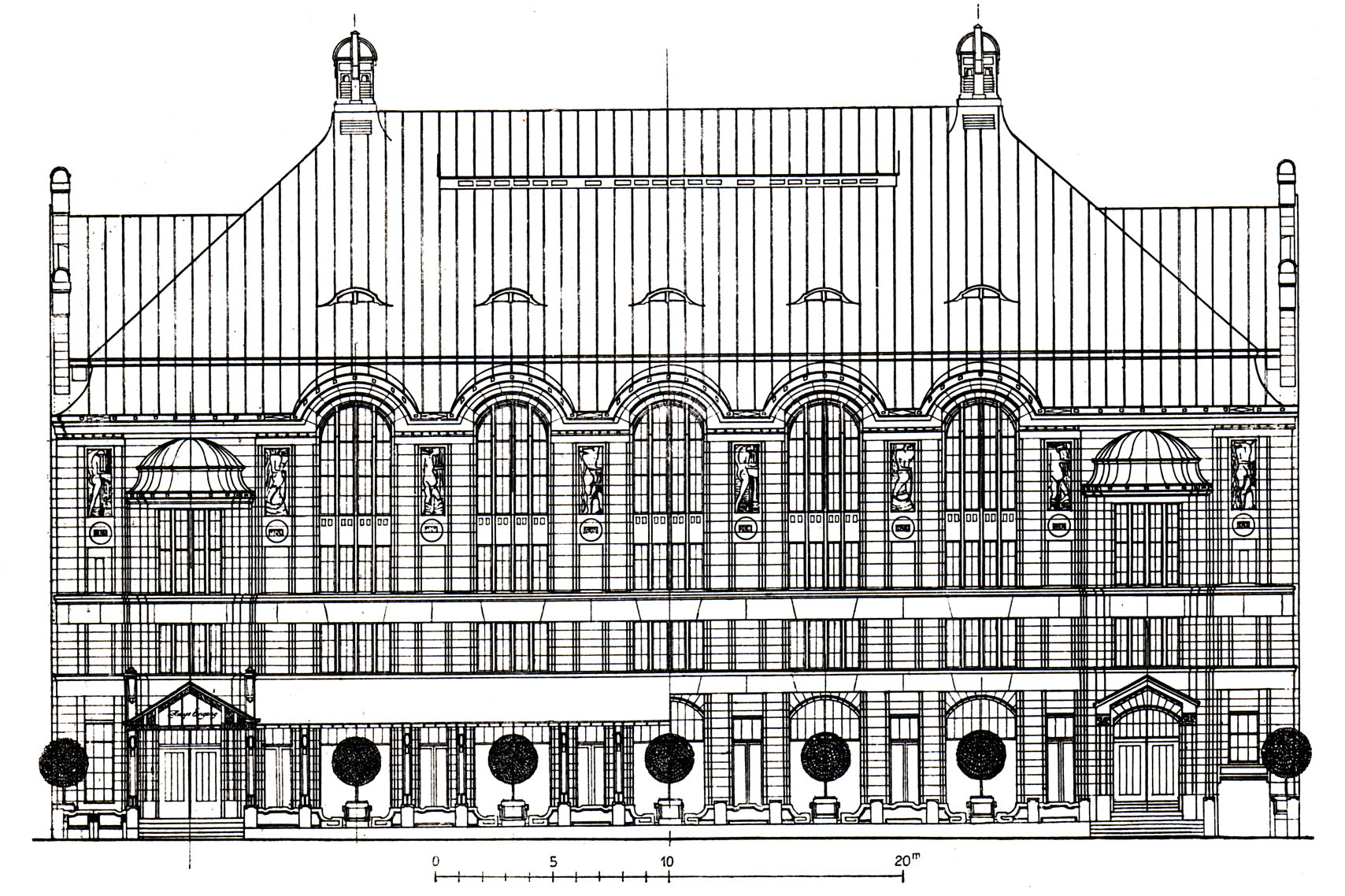
Fassade an der Bellevuestraße

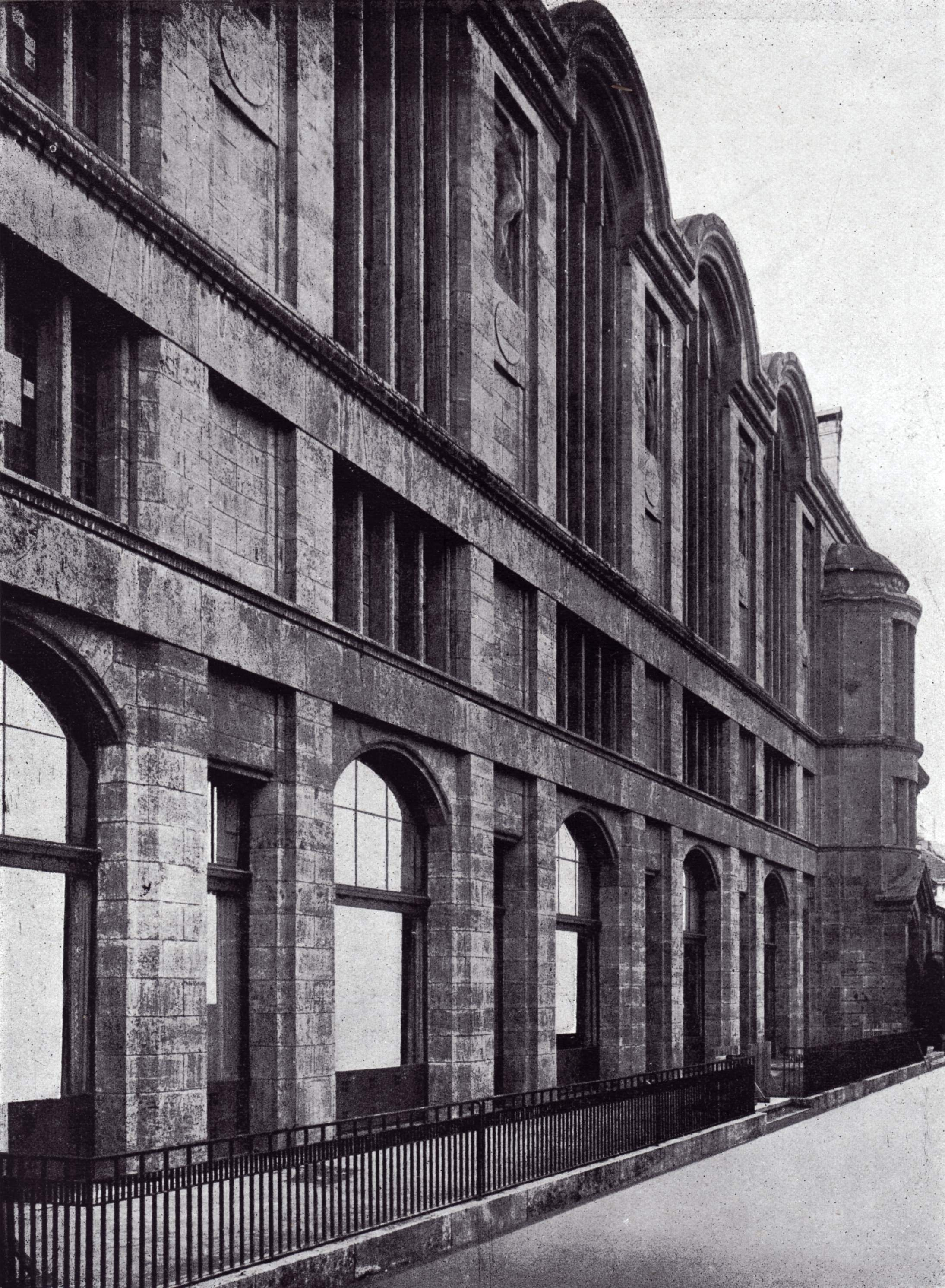
Ansicht der Fassade Bellevuestraße, 1907

Zwei risalitartige, gegen die Bauflucht um 3,5 Meter vortretende, 5,3 Meter breite Portalvorbauten fassten die fünfachsige Hauptfassade an der Bellevuestraße ein. Ihr im Wesentlichen halbkreisförmiger Grundriss war an der Schauseite durch konkave Einbuchtungen gebrochen. Im Erdgeschoss führten die mit Dreiecksgiebeln überdeckten Portale von der Terrasse in die Pfeilerhalle des Saalbaues. In den oberen zwei Geschossen erhellten mit steinernen Pfosten unterteilte Fenster die dahinterliegenden Treppenhäuser. Ein glockenförmiges Haubendach aus Kupfer schloss die Risalite unterhalb des Hauptgesims ab.
Kräftige und glatte Wandpfeiler, wie die übrige Werksteinfassade aus fränkischem Muschelkalk, gliederten die 53,21 Meter lange Front vertikal. Die Horizontale betonten ein schmaleres, ein Meter breites Gurtgesims über dem Erdgeschoss und ein mit 1,2 Meter etwas breiteres Gurtgesims über dem Zwischengeschoss. Die in der Mitte des oberen Sims mit vergoldeten Metallbuchstaben angebrachte Inschrift „WEINHAUS RHEINGOLD“ warb dezent für das Lokal. An diesen Simsen ließ sich die innere Teilung des Saalbaus in Erdgeschoss, Garderobengeschoss und Saalgeschoss von außen ablesen.
Die das Hauptgesims segmentförmig durchbrechenden Rundbogen über den durchgehenden, mit Pfosten unterteilten großen Fenstern des Saalgeschosses bezeichnete der Architekturkritiker Hans Schliepmann als „wirkungsvollstes Moment der Fassadengestaltung“. Anstoß zu dieser Lösung gab die baupolizeilich vorgeschriebene Höhe der Gebäudefront an der Bellevuestraße, die Bruno Schmitz zwang, die Deckenwölbung des geplanten Konzertsaales in das Dachgeschoss zu verlegen. So konnte er das Hauptgesims in Übereinstimmung mit den Vorschriften bringen und nur die Rundbogen der Fenster endeten darüber. Darüber folgte das ursprünglich mit Kupfer gedeckte Dach. Vermutlich verschwand das „eigenartig gestaltete und notwendig zum Gesamteindruck gehörige“ Kupferdach bereits wenige Jahre nach Vollendung des Baus als Metallspende während des Ersten Weltkriegs. Aufnahmen aus den 1920er Jahren zeigen das neu mit Ziegeln eingedeckte Dach mit dem aus weißen Ziegeln eingelegten großformatigen Schriftzug „WEINHAUS RHEINGOLD“. Das gleiche Motiv mit den das Hauptgesims durchbrechenden Rundbogenfenstern verwendete Schmitz 1910 ein zweites Mal bei seinem Wettbewerbsentwurf für das Reißmuseum in Mannheim.

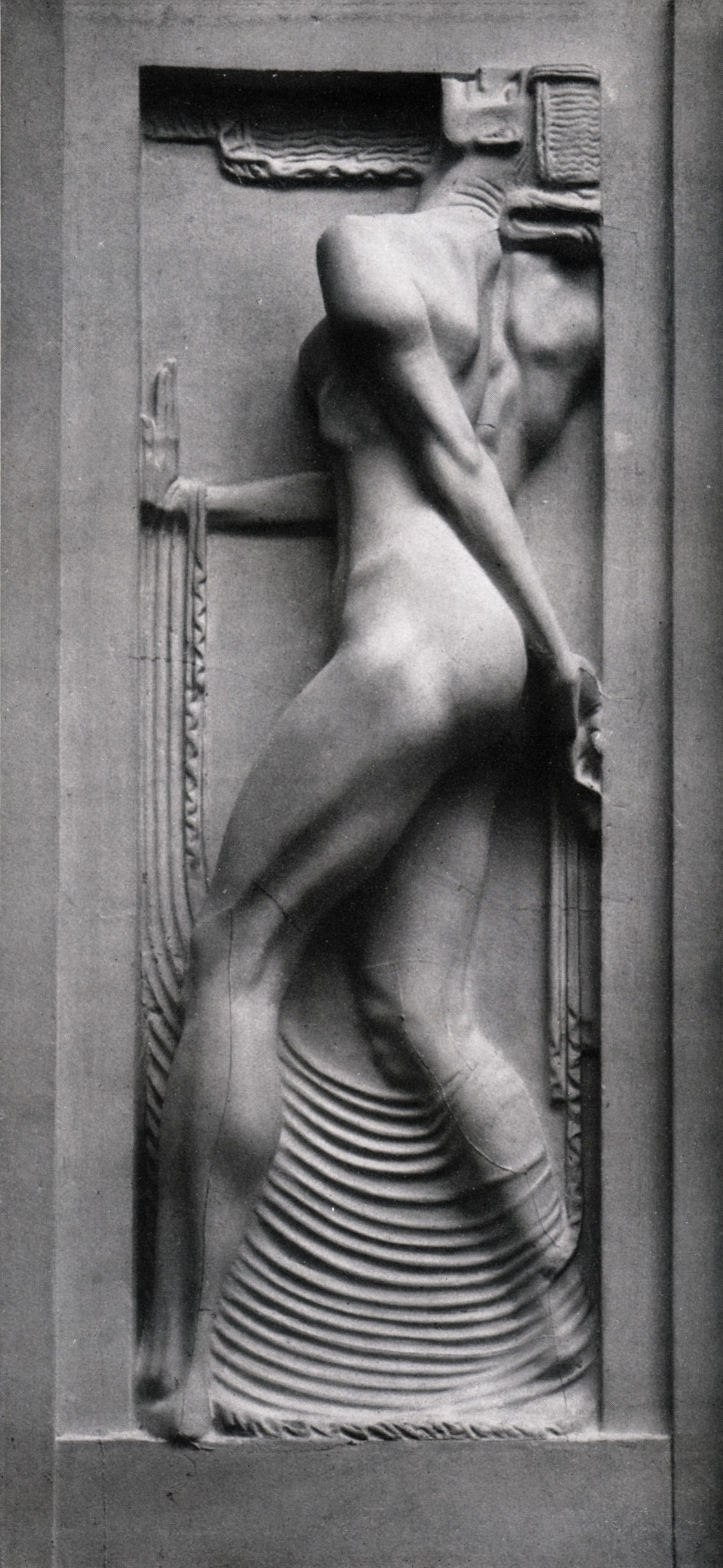
Fassadenrelief Bellevuestraße
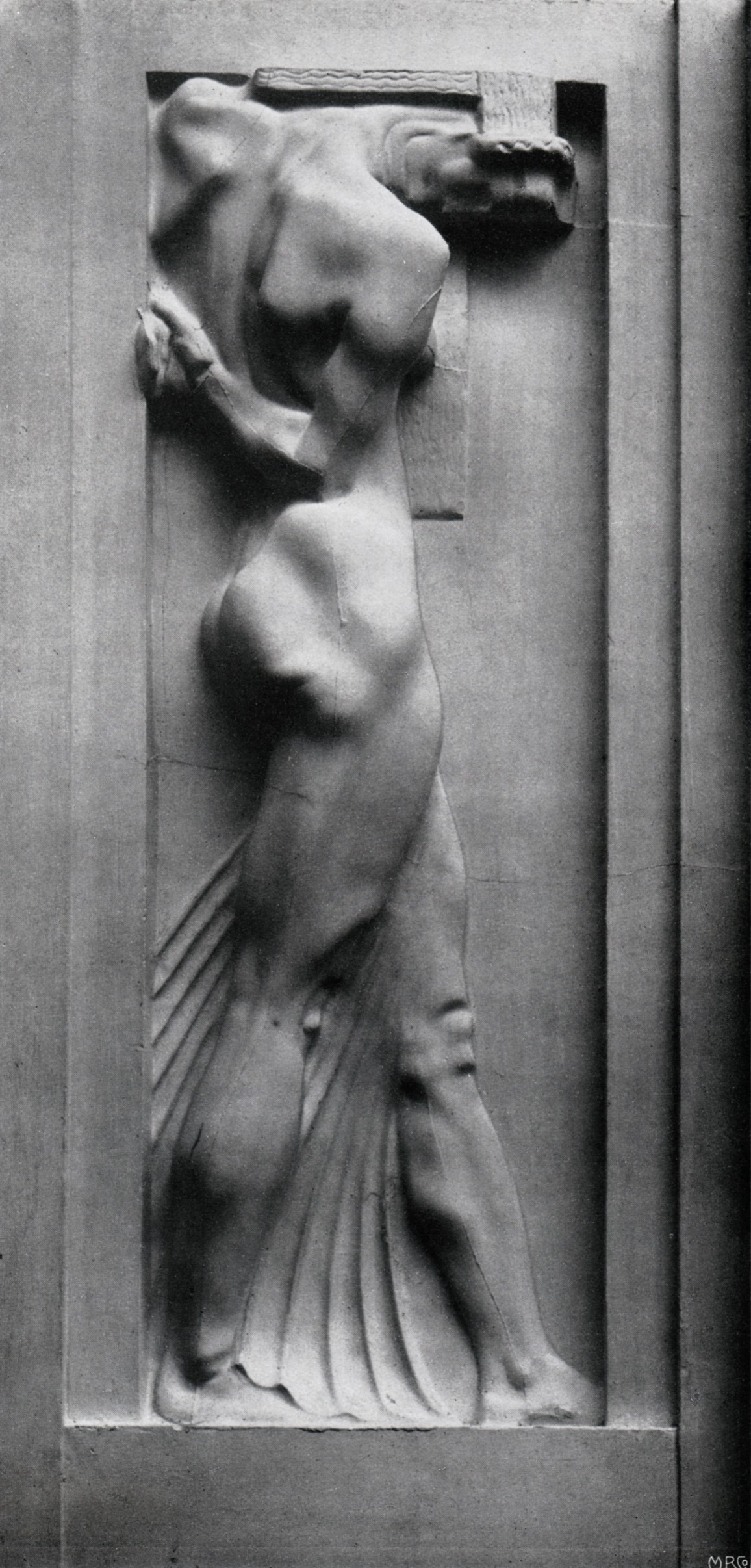
Relief Eitelkeit
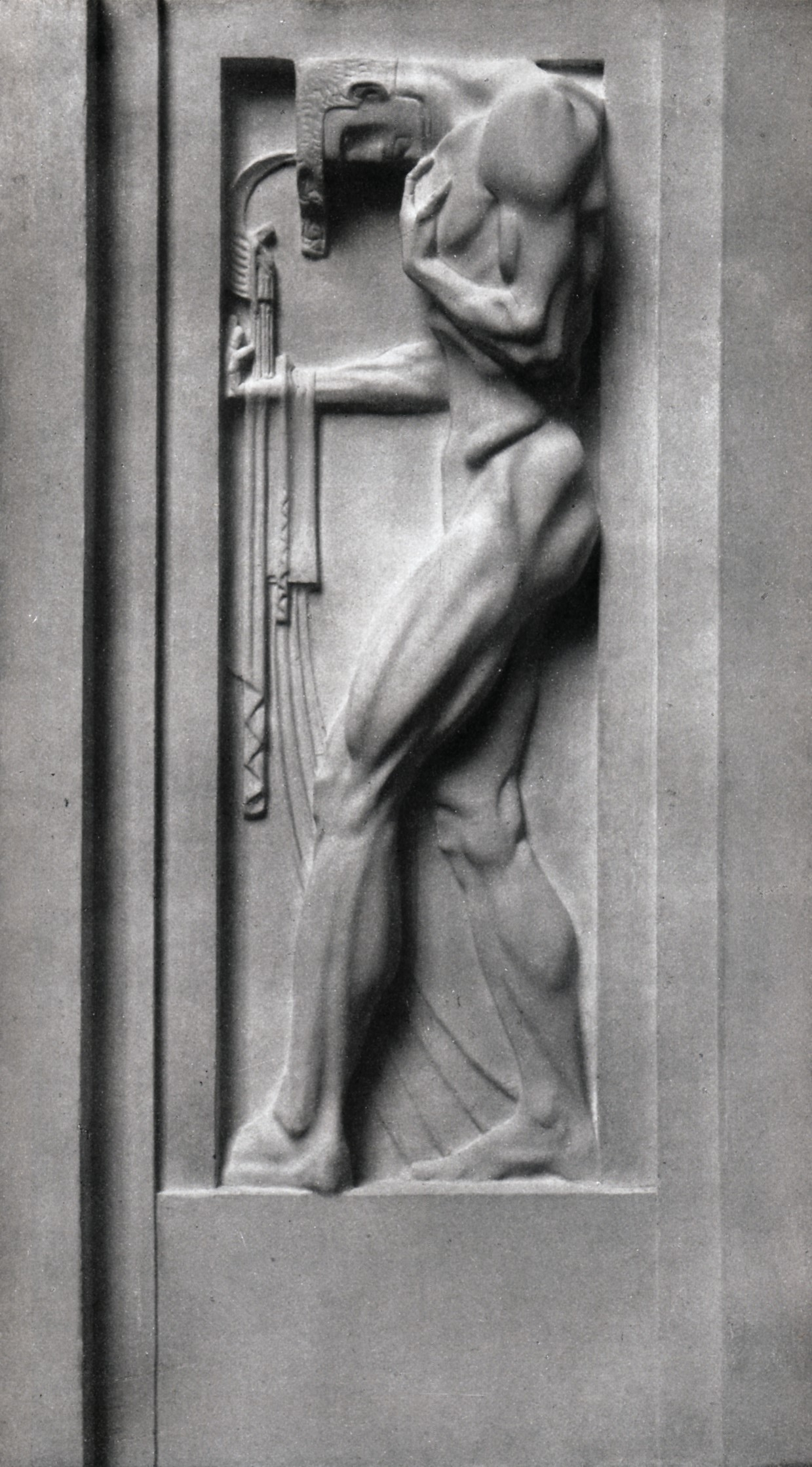
Relief Kunst
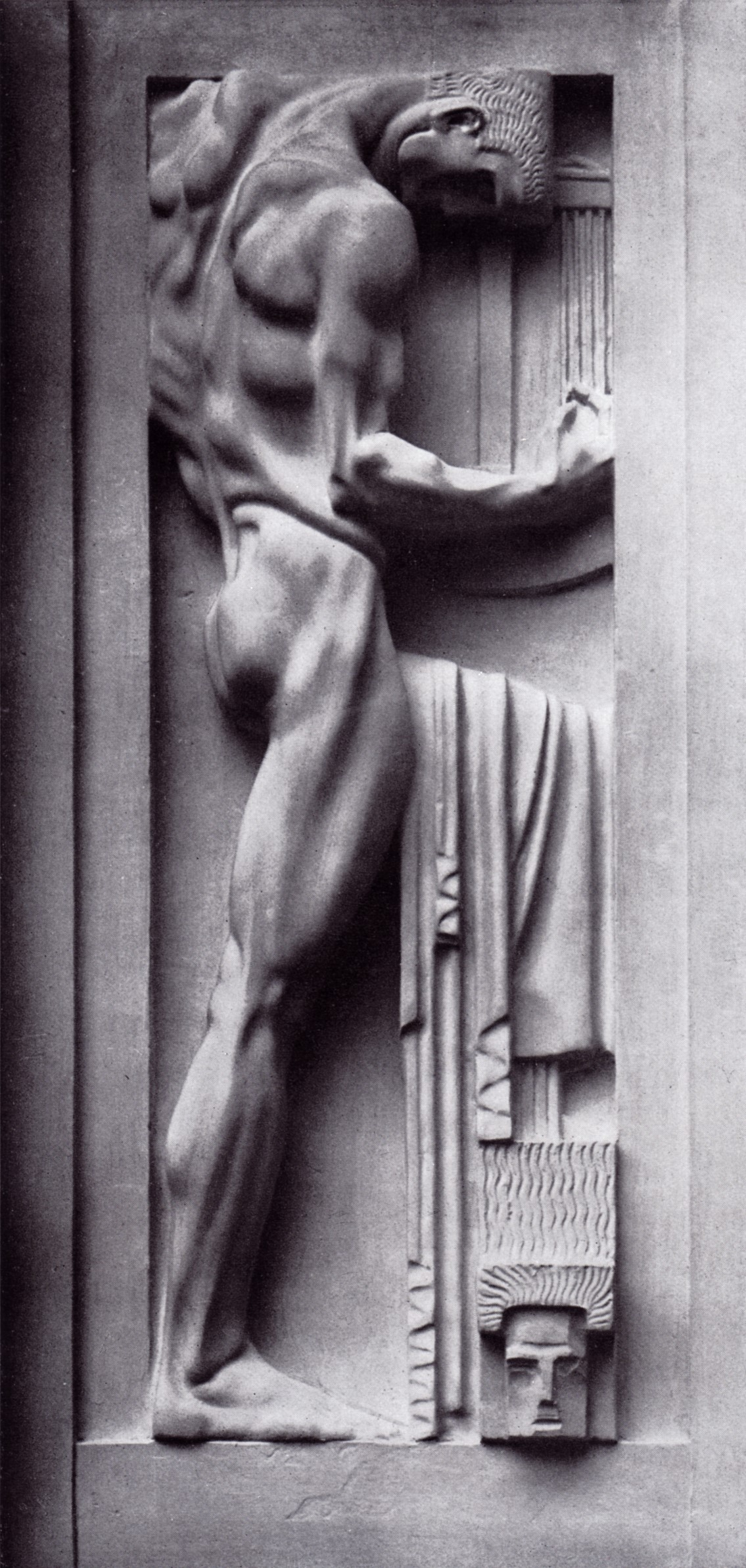
Relief Musik
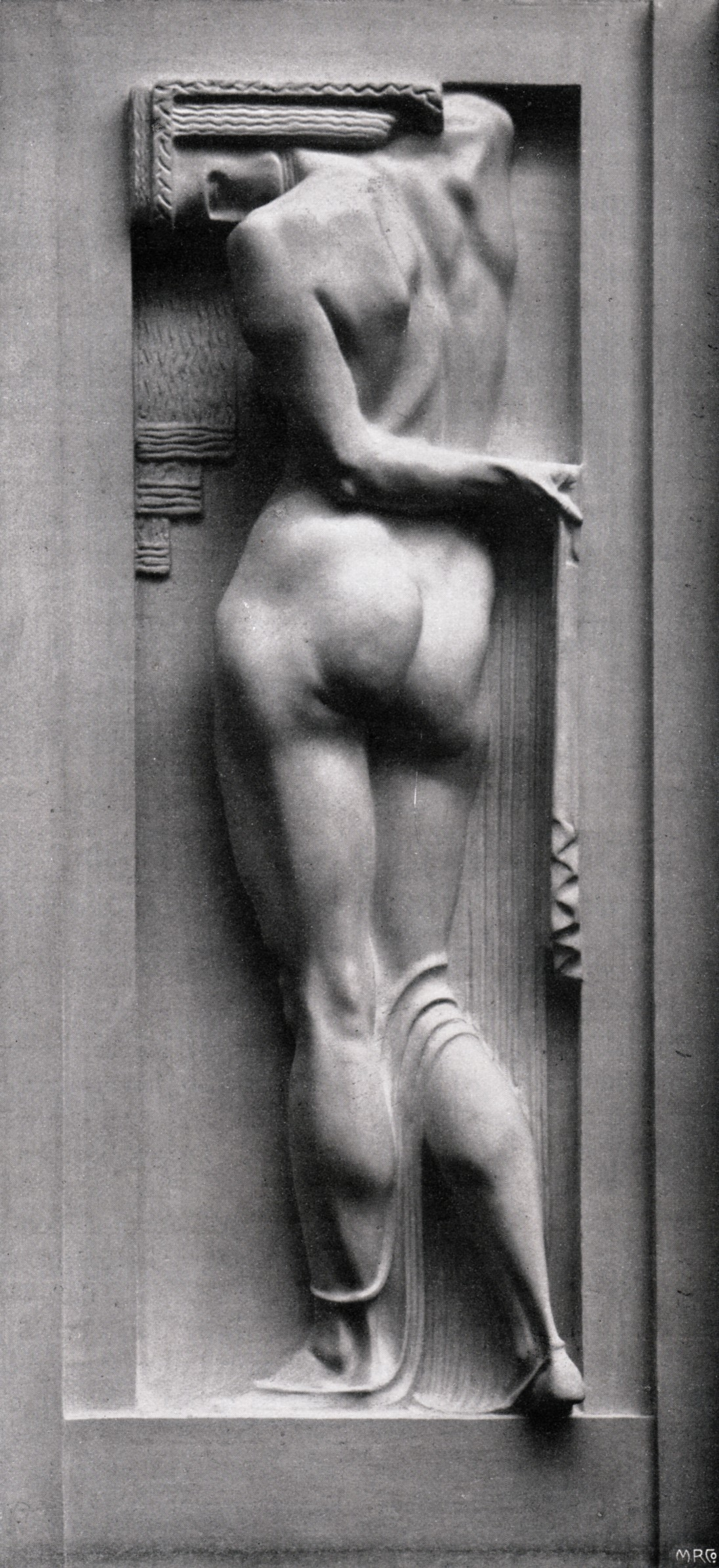
Relief Schönheit

Die monumentale Wucht der tektonischen Urformen der Wandpfeiler und Gesimse erforderte passende Bauplastik. Die acht Hochrelieftafeln mit allegorischen Darstellungen wie Eitelkeit, Kunst, Musik oder Schönheit zwischen den 3,0 Meter breiten Fenstern des Saalgeschosses und links und rechts der Portalvorbauten schuf der Bildhauer Franz Metzner, mit dem Bruno Schmitz bereits beim Völkerschlachtdenkmal in Leipzig zusammenarbeitete. Die allegorische Bedeutung scheint aber eher vorgeschoben. Hans Schliepmann sieht in der Zeitschrift Deutsche Kunst und Dekoration in den „atlantenartigen Figuren in den genannten Relieffüllungen lediglich Ausdruck strotzender Kraft des Tragens, Gegenstemmens“, der Künstler wolle „den Konflikt zwischen Stütze und Last durch das Körperliche, durch Muskelspiel zum Ausdruck bringen“. Einige Jahre später, im Sonderheft der Berliner Architekturwelt zum 55. Geburtstag von Bruno Schmitz 1913, betonte er nochmals die Bedeutung der Rheingoldfassade, an der zum ersten Mal ein „neues Schmuckmotiv, die rein dekorative Verwendung menschlicher Formen“ vor das Publikum getreten sei und prägte dafür den Begriff „Muskelornament“.
Als Konsequenz der Nutzungseinschränkung zum reinen Gastronomiebetrieb fiel die Terrasse gegenüber den ursprünglichen Entwürfen wesentlich größer aus. Insbesondere die nachträglich angebrachten Zeltdächer – bereits in der Zeichnung der Fassade eingezeichnet – beeinträchtigen die Ansicht der Front in der engen Bellevuestraße.

#### Pfeilersaal

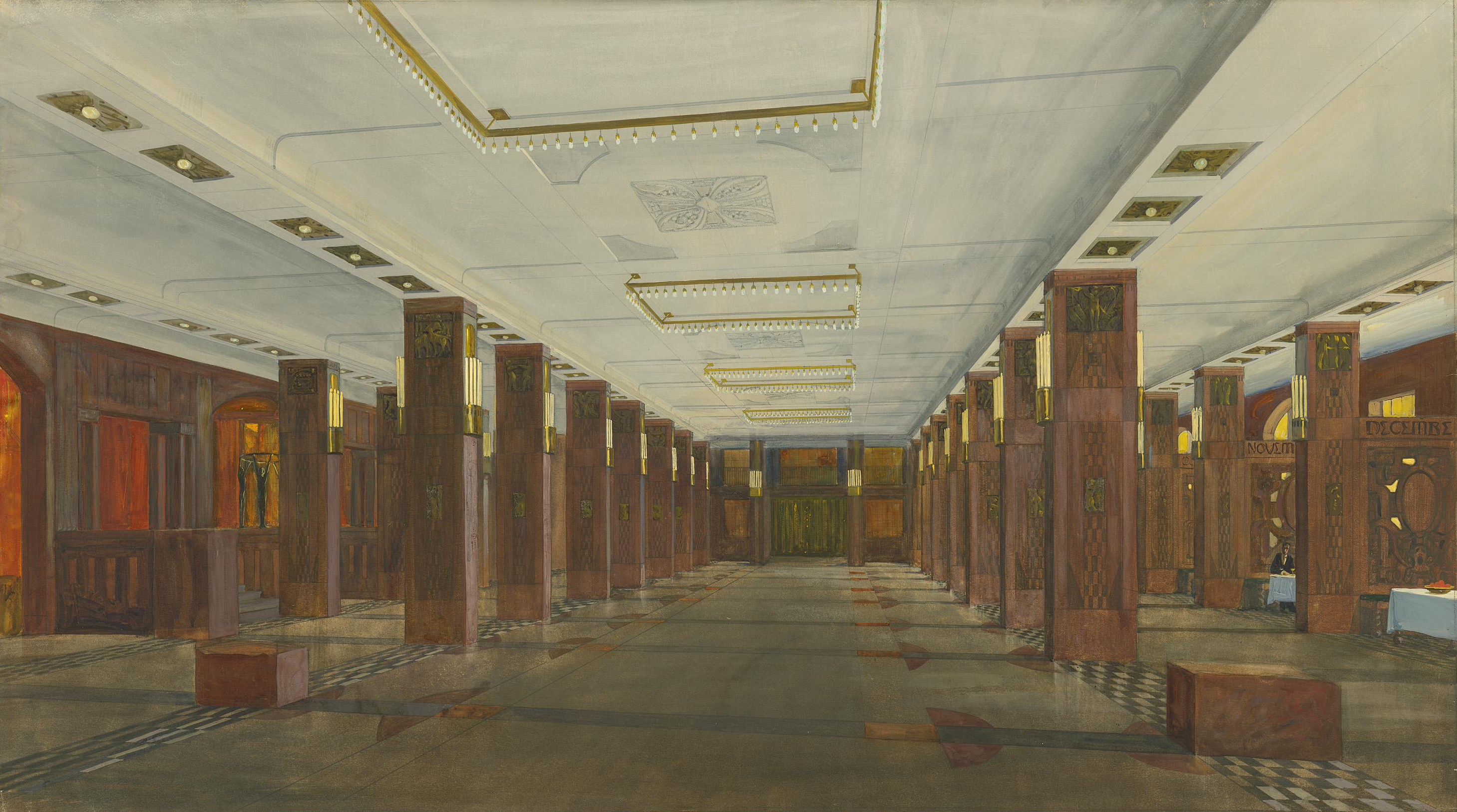
Entwurf des Pfeilersaals

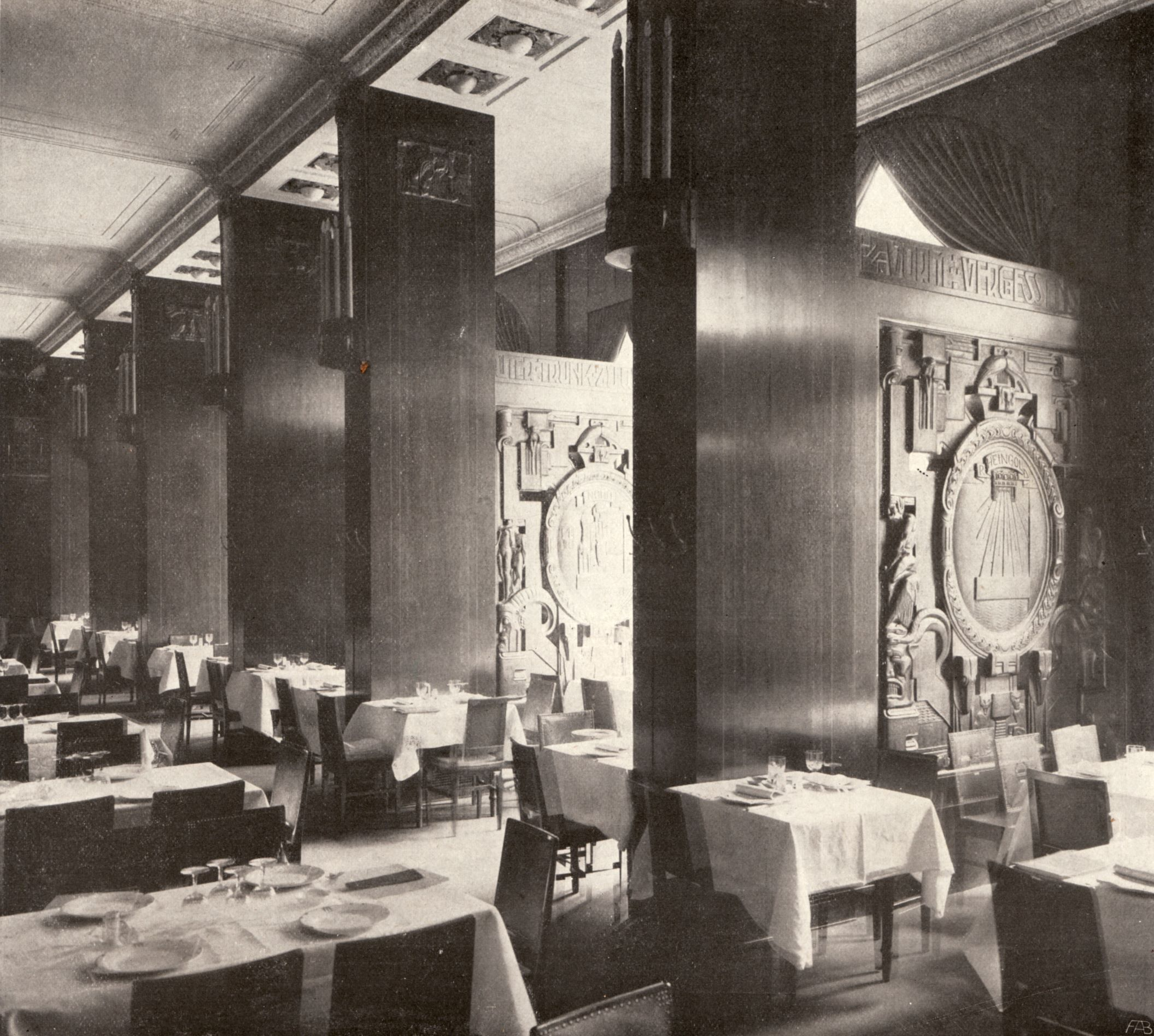
Ansicht des Pfeilersaals

Der Pfeilersaal umfasste mit gegen 700 m² Fläche den Großteil des Erdgeschosses. Der erste Raum im Erdgeschoss des Saalbaues nahm die Besuchergarderobe auf und stellte die Erschließung der weiteren Räume des Weinhauses Rheingold sicher. Bei den beiden Haupteingängen an der Bellevuestraße an den Kopfenden des Saales schlossen ihn zwei symmetrische dreiarmige Treppenanlagen ein, die zu den oberen Räumen des Weinhauses führten und den Raum auf ungefähr halber Höhe um zwei Galerien erweiterten. In der Mitte des Saales führten Treppenanlagen zu den Räumen des Verbindungsbaues.
Vier Pfeilerreihen gliederten den mit 5,2 Metern im Vergleich zur Fläche nur mäßig hohen Raum in ein breiteres Mittelschiff und je zwei schmalere Seitenschiffe. Die Pfeiler waren Teil eines den ganzen Bau an der Bellevuestraße durchziehenden Pfeilersystems, das den Boden des Kaisersaales im Saalgeschoss stützte.
Zwischen den äußeren Pfeilerreihen und den Außenwänden trennten 3,2 Meter hohe Holzpaneele kojenartige Bereiche ab. Pfeiler und Wände bekleidete tiefbraunes Palisanderholz, stellenweise mit schmückenden Einlagen anderer exotischer Hölzer. Diese Kunsttischlerarbeiten lieferte die Firma Kimbel & Friederichsen, Hoflieferant des Kaisers. Die „meisterlichen Schnitzereien“ in den Kojenwänden, die „bacchische Motive enthalten“, wie auch die Bronzereliefs an den Pfeilern schuf der Bildhauer Hermann Feuerhahn. Vom tiefen Braun des Holzes hob sich die hellgrau getupfte Putzdecke wirkungsvoll ab. Die großen Fenster gegen die Terrasse erhellten den Raum und ließen sich im Sommer im Boden versenken. Bei Dunkelheit erzeugten Wandleuchter in Kerzenform und Glühlampenreihen an der Decke „eine verschwenderische Lichtflut“.

#### Garderobenvestibül

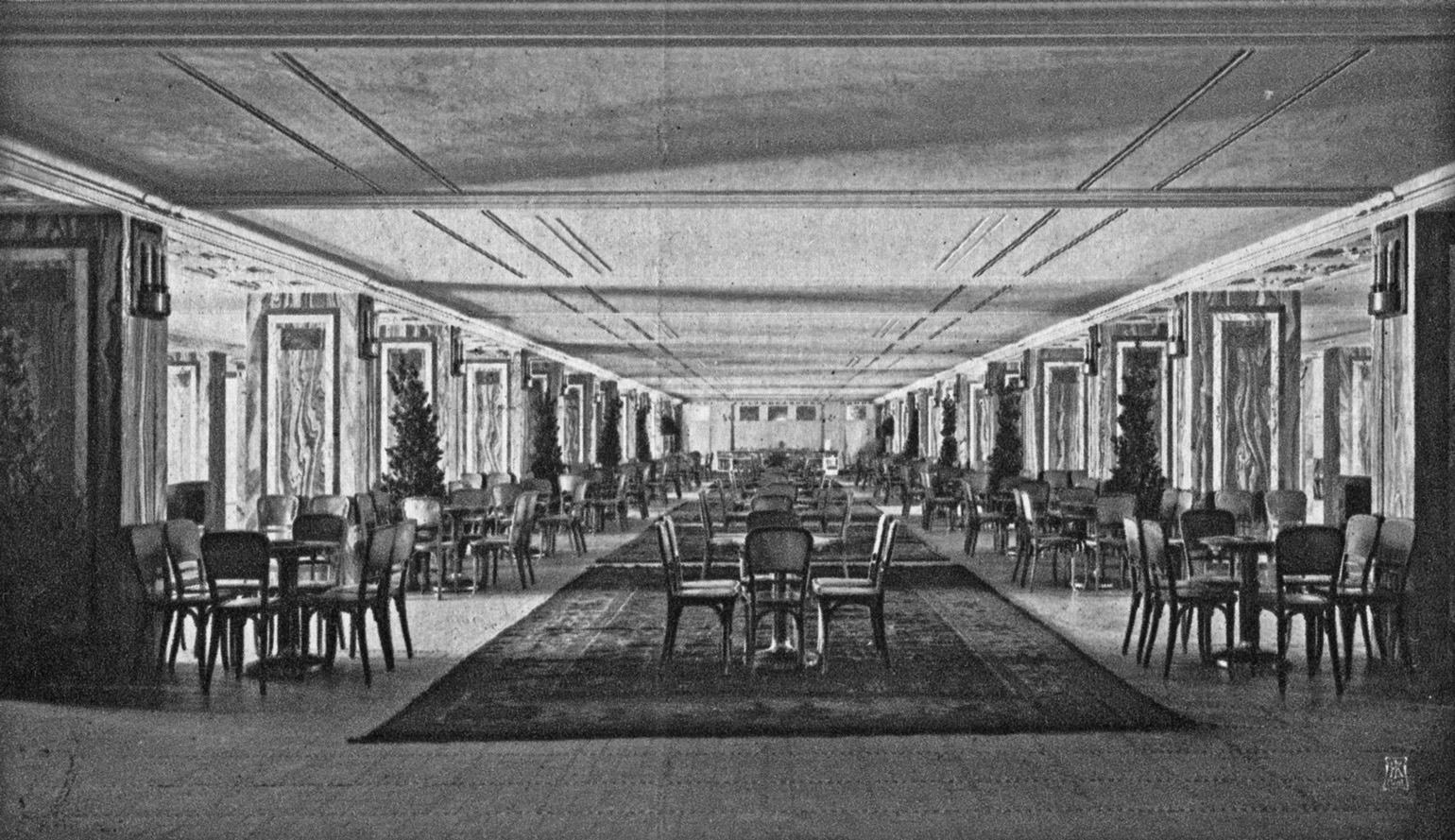
Café im Garderobenvestibül

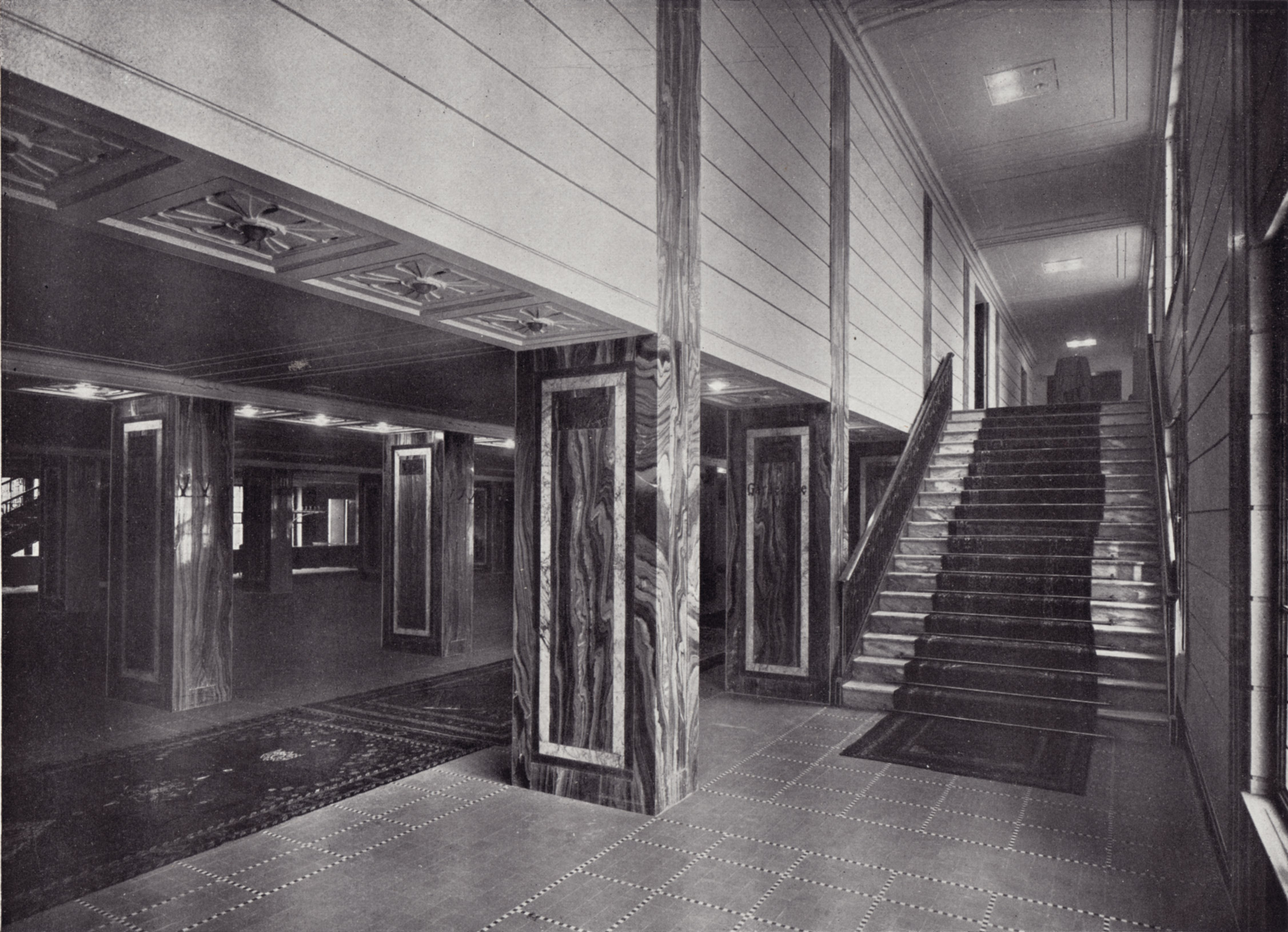
Garderobenvestibül mit einer der Treppen zum Kaisersaal

Der darüber liegende Saal im Garderobengeschoss nahm mit Ausnahme der Treppen und der von den Treppenhäusern zugänglichen Toilettenanlagen wiederum das gesamte Stockwerk ein. In den ursprünglichen Planungen sollte der Raum als Foyer die Garderobe für die Konzertbesucher aufnehmen, konnte die gleiche Funktion aber auch für Bankette im auf dem gleichen Geschoss liegenden großen Bankettsaal wahrnehmen. Nach der Planungsänderung richtete Aschinger darin ein Café und eine Americain Bar ein. Der riesige Raum erhielt wegen seines in den ursprünglichen Planungen eher untergeordneten Zweckes lediglich eine Höhe von 2,80 Metern. Wie den Pfeilersaal strukturierten vier Reihen Pfeiler den Raum, die den Boden des Kaisersaales stützten. Griechischer Cipolline-Marmor mit Skyrosmarmor-Einlagen verkleidete die Pfeiler und Marmorfliesen bedeckten den Boden. An den Kopfenden des riesigen Raumes endeten die vom Pfeilersaal kommenden Marmortreppen. Sie fanden ihre Fortsetzung in vier einläufigen Treppen an den Längsseiten, die unter den Seitenemporen des Kaisersaales endeten.

#### Kaisersaal

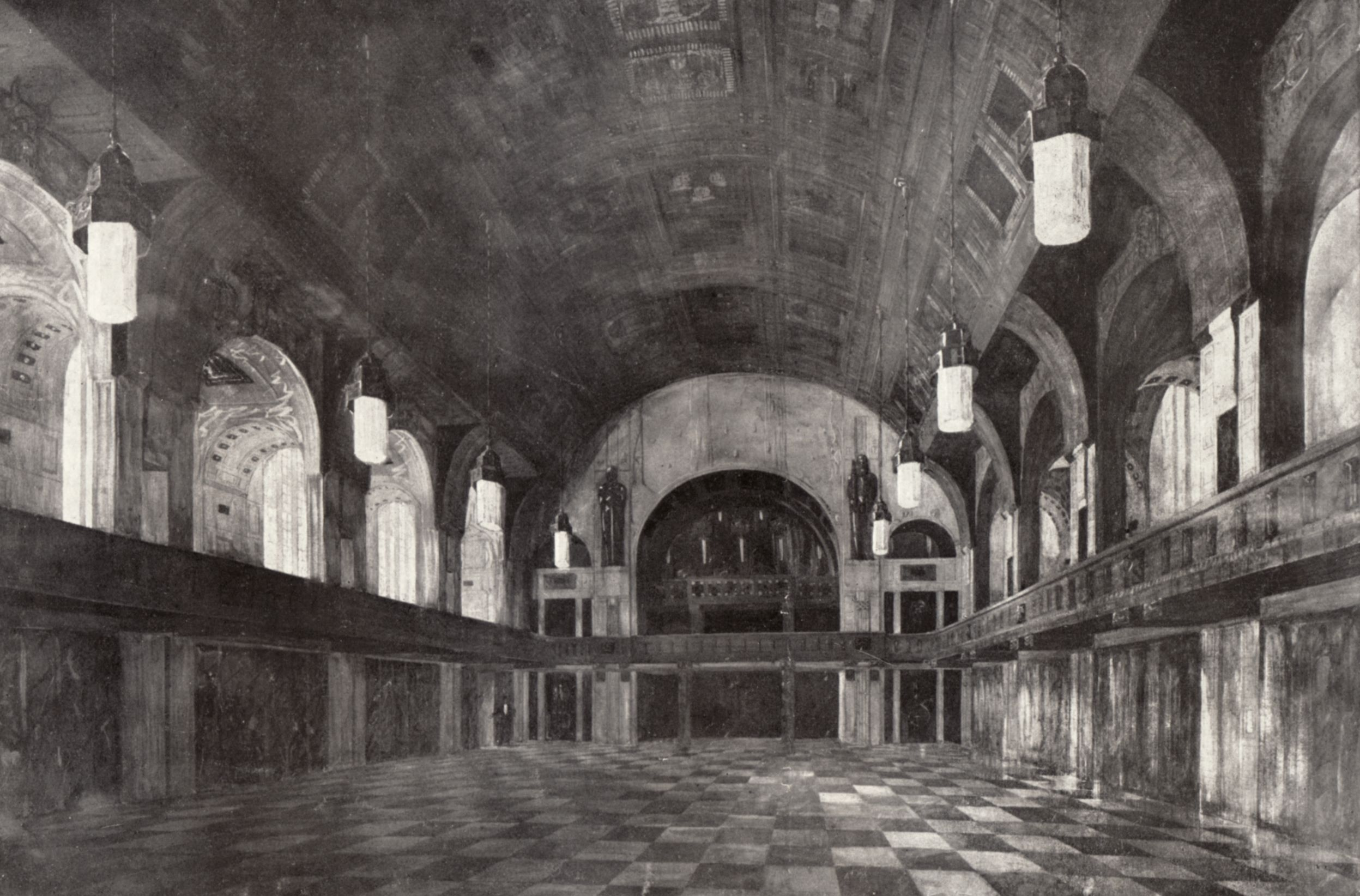
Kaisersaal – Entwurf von Bruno Schmitz

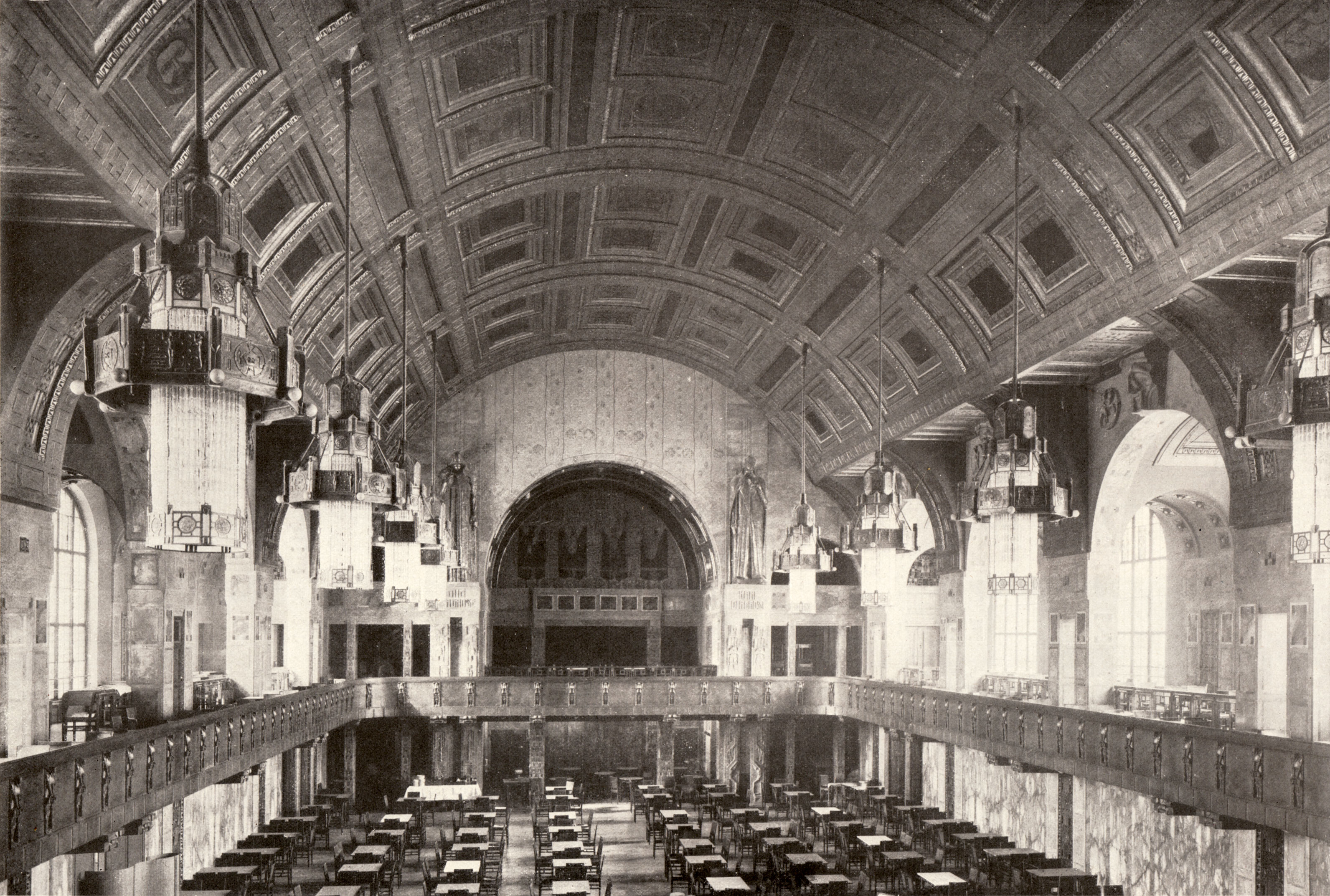
Kaisersaal

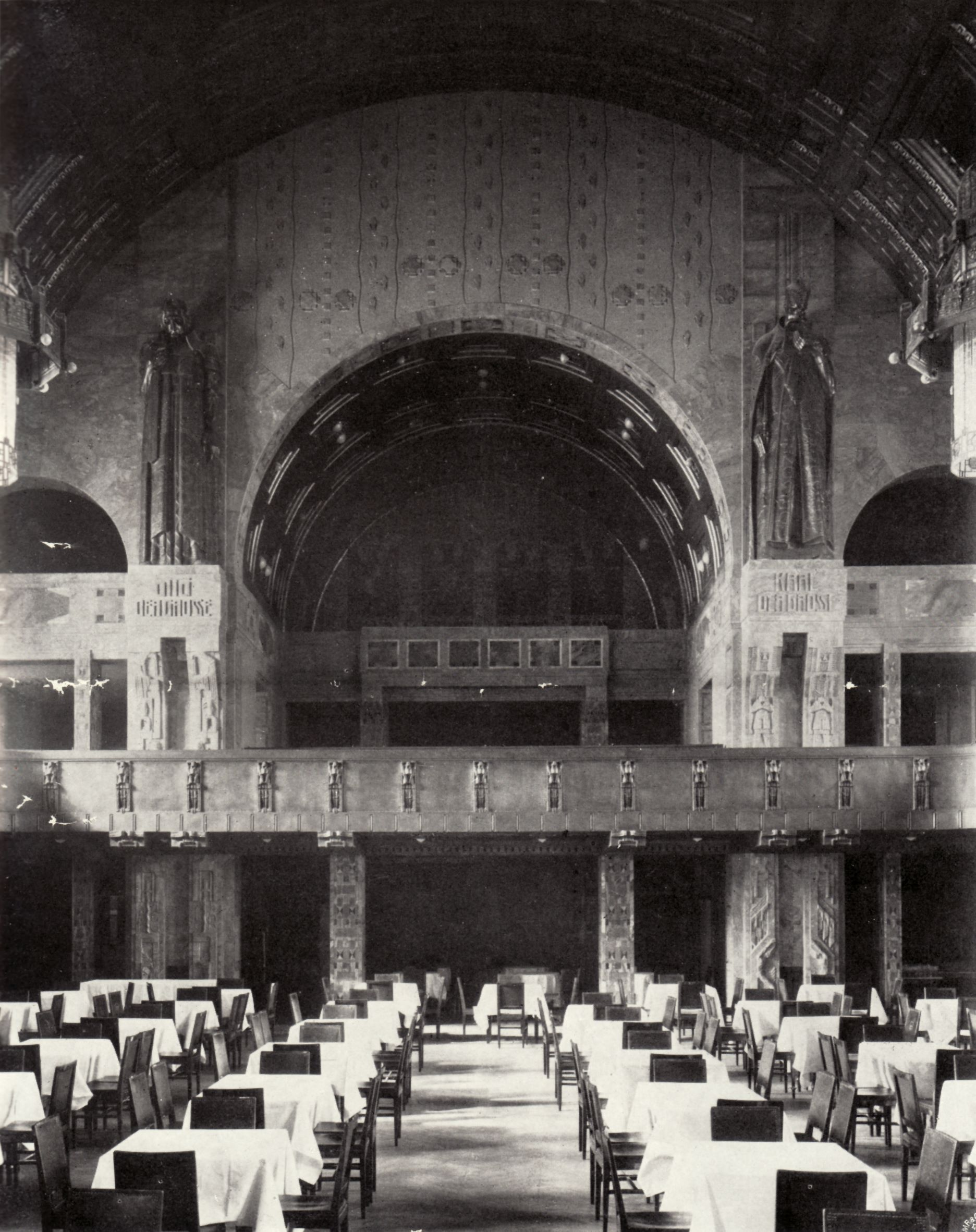
Ansicht

|  |
|  |
|  |
|  |
|  |
|  |
|  |
|  |

Im Saalgeschoss – 9,45 Meter über dem Niveau der Bellevuestraße – lag der „Kaisersaal“, der „krönender Teil der gesamten Bauanlage“ war. Der mit 17,46 Metern Breite und 35,0 Metern Länge größte Raum des Hauses war ursprünglich für Konzerte und Veranstaltungen geplant. Nach der durch die Baupolizei aufgezwungenen Konzeptänderung diente er als Restaurant mit über 1000 Plätzen.
Ein durch große, flache Kassetten und Gurtungen aus vergoldetem Stuck gegliedertes Tonnengewölbe überspannte in Längsrichtung den ungefähr 11,2 Meter hohen Saal und ragte weit in die Stahlkonstruktion des Dachstuhles. Im Hinblick auf die Nutzung als Konzertsaal hatte Bruno Schmitz eine doppelte Konstruktion gewählt. Hinter der sichtbaren inneren Schale aus Drahtputz verbarg sich eine äußere, feuerfeste gemauerte Schale. Zahlreiche Öffnungen in der inneren Decke ließen den Schall in den Hohlraum zwischen den Decken eintreten, der so als Resonanzkörper dienen sollte. Durch die gleichen Öffnungen trat auch die Abluft aus. Zwei Reihen mit je fünf großen Leuchtern aus Metall und farbigem Kristallglas in mittelalterlichen Formen hingen von der Decke.
Die Gewölbe über den Rundbogenfenstern waren nicht wie üblich als Stichkappen in das Hauptgewölbe eingeschnitten. Nur die Gurtungen des Tonnengewölbes setzten sich fort zu den Pfeilern, während die Wandflächen über den eingeschnittenen Gewölben senkrecht hochgeführt und waagrecht eingedeckt wurden. Die Wandflächen gestaltete Schmitz mit ausdrucksvollen Schlusssteinen, flankiert von je zwei Zwickelmedaillons mit Ritterfiguren – beide entworfen von Franz Metzner.
Im Saalgeschoss umgab ein Umgang den „Kaisersaal“ auf allen vier Seiten. An den Längsseiten mündeten darin die Treppen vom Garderobenvestibül sowie die Treppenhäuser an der Front- und Hofseite. Die tieferen Schmalseiten nahmen zusätzlich Nebenräume wie Toilettenanlagen oder die Buffets für das Restaurant auf. Im 3,65 Meter höher gelegenen Emporengeschoss erweiterte sich der Kaisersaal an den Längsseiten um diese Flächen, während die Empore etwa einen Meter in den Saal vorkragte. Die goldfarbene Brüstung der Empore gliederten als Baluster vorgesetzte bronzene Ritterfiguren.
An den beiden Schmalseiten schlossen sich zwei von einem Tonnengewölbe überwölbte Nischen an, die auf der Höhe des Dachgeschosses eine Orchesterloge aufnahmen. Die Goldmosaiken in den Orchesternischen mit den vier riesigen Wappenadlern lieferte die Firma Puhl & Wagner aus Berlin-Neukölln. Gegen die Hofseite fanden zwei Nebenräume Platz. Ihre Entsprechungen im Dachgeschoss dienten passend zu den benachbarten Orchesterlogen zur Aufbewahrung der Instrumente.
Vier Kaiserfiguren – Karl der Große und Otto der Große sowie Barbarossa und Wilhelm I. – rahmten auf Konsolen die östliche und westliche Nische. Die Figuren, weitere Werke Franz Metzners, ausgeführt von G. Knodt in Frankfurt, markierten für die Zeitschrift Der Profanbau wiederum „die äußerste Grenze eines künstlerischen Wagnisses, ohne sie indessen zu überschreiten“. Und weiter: „Es sieht so aus, als ob die Leichen Karls und Ottos des Großen, Friedrich Barbarossas und Kaiser Wilhelms aus den Sarkophagen hervorgeholt und da oben an die Wand genagelt wären.“
Als einer der wenigen Räume des Hauses erhielt der Raum einen Parkettboden. Die unteren Wandflächen bedeckten große Platten aus geflammtem, gelblich-bräunlichem Faune-de-Sienne-Marmor, unterbrochen durch die hochrechteckigen Gitter der Lufteinströmungsöffnungen aus getriebener Bronze. Die oberen Wandflächen bekleideten Platten aus gräulichem Napoleon-Marmor, der seinen Namen nach dem grauen Mantel Napoleons erhielt.
Die prägenden Materialien Marmor, vergoldeter Stuck und Bronze führten zu einer „wahrhaft gigantische[n] oder majestätische[n] Raumwirkung“ mit einer „feierliche[n] und mystisch getönte[n] Erhabenheit“. Die Deutsche Bauzeitung sprach von „eine[r] der bedeutendsten Saalschöpfungen der neueren Zeit“ und schloss in den Vergleich ausdrücklich den zwischen 1892 und 1902 mit Unterbrechungen durch den Architekten Ernst von Ihne umgebauten „Weißen Saal“ des Berliner Stadtschlosses mit ein. Aschingers Prestigeobjekt konnte es demnach also durchaus mit der Pracht des Residenzschlosses des Kaisers aufnehmen.

### Gebäudeflügel an der Potsdamer Straße

#### Fassade an der Potsdamer Straße

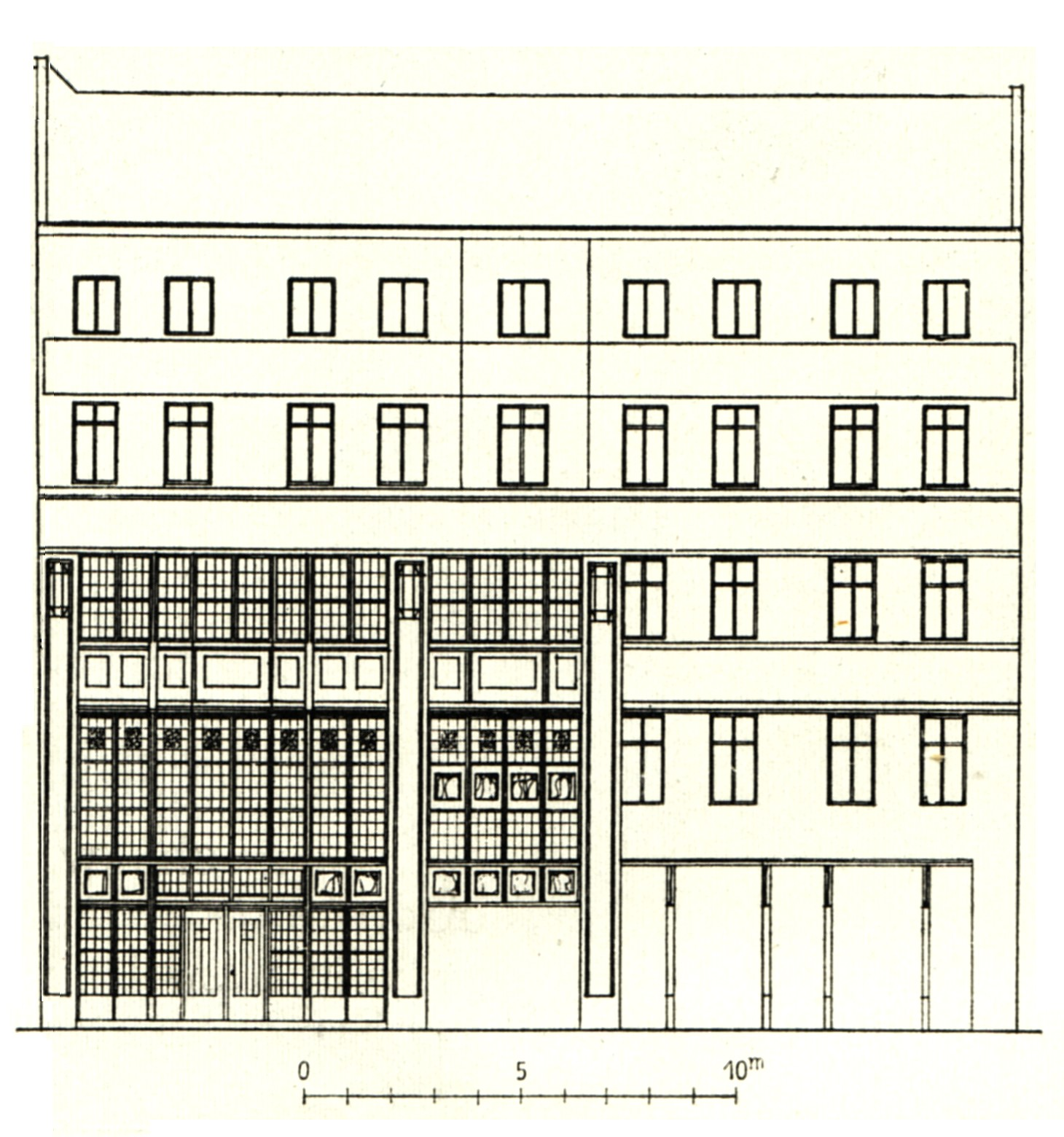
Entwurf der Gesamtfassade Potsdamer Straße 3 mit altem und neuem Teil, Ausführung teilweise abweichend

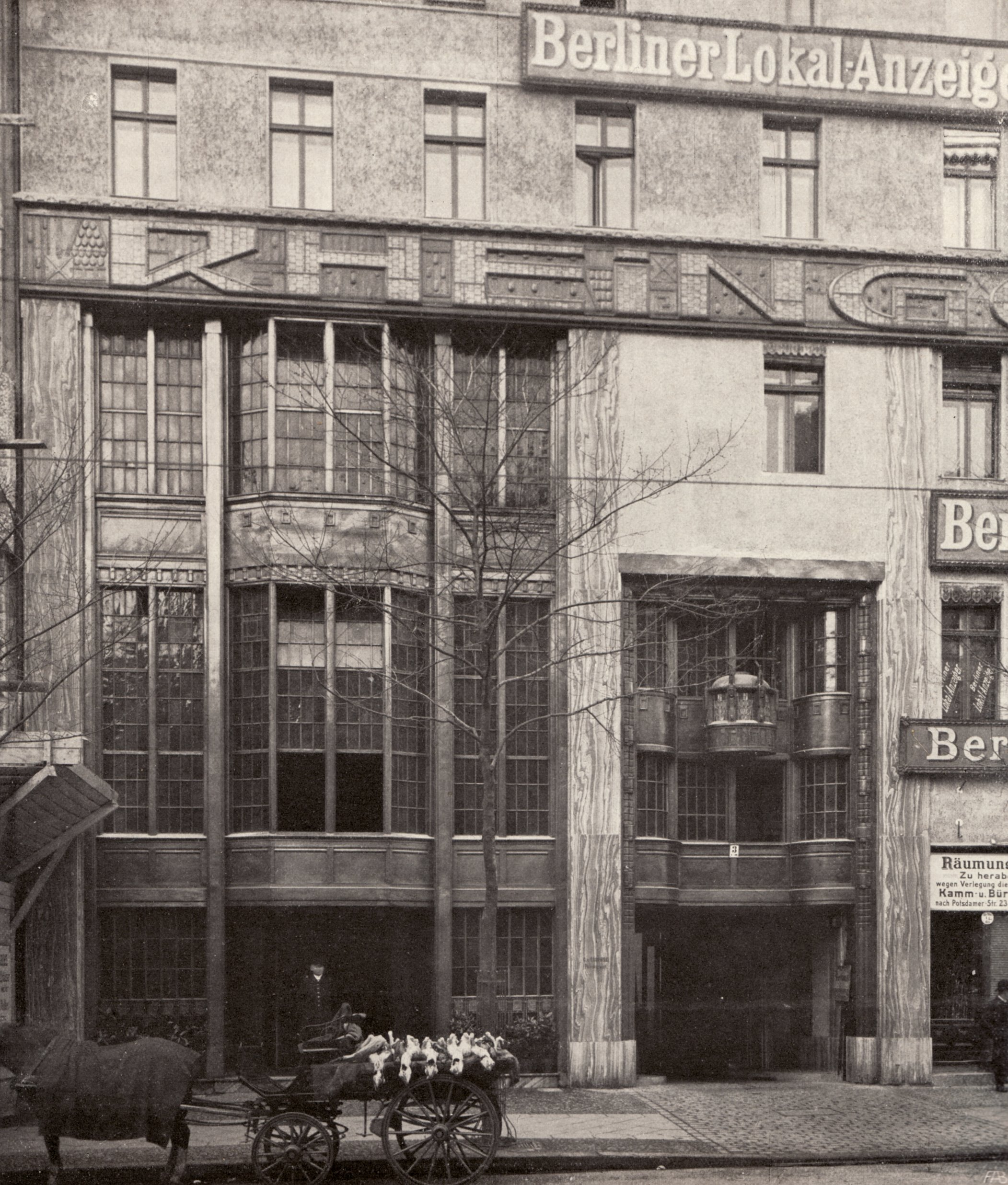
Ansicht Potsdamer Straße 1907

Im Gegensatz zur Bellevuestraße hatte Bruno Schmitz für die Fassade an der Potsdamer Straße nur eingeschränkte Gestaltungsmöglichkeiten, da das alte Haus wegen der Mieter nur teilweise abgebrochen werden konnte. Die Neugestaltung beschränkte sich so auf den Neubaubereich, also den unteren linken Teil der Fassade bis zum zweiten Obergeschoss und den Bereich über der Durchfahrt zum Hof.
Den Fassadenteil des Weinhauses setzte Schmitz durch aufwendige und farbige Materialien wie Bronze, Kupfer und Marmor ab von der eher neutralen bestehenden Fassade mit ihren aufgereihten Fenstern und schlichtem Verputz. Elf Meter hohe, mit grün geflammtem weißen Marmor verkleidete Pfeiler rahmten den Eingang zum Weinhaus Rheingold und die Durchfahrt. Den Marmor für die vom Erdgeschoss bis zum zweiten Obergeschoss durchgehenden Pfeiler lieferte die Aktiengesellschaft für Marmorindustrie Kiefer in Berlin. Darüber warb auf einem ungefähr 1,1 Meter breiten Gesims die über die gesamte Länge der Fassade von 22,5 Meter gehende kupferne Inschrift „RHEINGOLD“ für das Restaurant. Die Fläche zwischen den Pfeilern löste Bruno Schmitz in große Fenster mit Bronzerahmen und engen Sprossen auf, über dem Eingang erkerartig vortretend. Neuartig für Berlin war die Doppelfahrstuhlanlage, die links und rechts vor dem vertieften Eingang die Gäste direkt in das zweite Obergeschoss beförderte.
Die Architekturkritiker und Journalisten betrachteten diese Fassade 1907 als provisorisch und aus der Not geboren. Hans Schliepmann verteidigt den Architekten sogar mit den Worten: „Auch ein Gott hätte aus einem solchen Haus, an dem die abscheulichsten Firmenschilder noch jahrelang zu kreischen ein leider nur zu wohlverbrieftes Recht haben, kein Kunstwerk gestalten können.“ Ein Umbau ist später aber nie erfolgt, sicher auch als Folge des ausbleibenden wirtschaftlichen Erfolgs. Äußerlich unterschied sich diese Fassade jedenfalls wenig von den zahlreichen Umbauten nach der Jahrhundertwende, wo alte Häuser für Geschäfte in den unteren Geschossen moderne Fassaden erhielten, auch wenn sich in diesem Fall hinter der Fassade tatsächlich ein Neubau verbarg. Der Architekturhistoriker Julius Posener sieht denn auch Parallelen zwischen dieser Fassade an der Potsdamer Straße und der 1906 vom österreichischen Architekten Josef Hoffmann und Koloman Moser gestalteten Fassade des Geschäftslokales der Bugholzfirma Jacob & Josef Kohn an der Leipziger Straße 40.

#### Muschelsaal

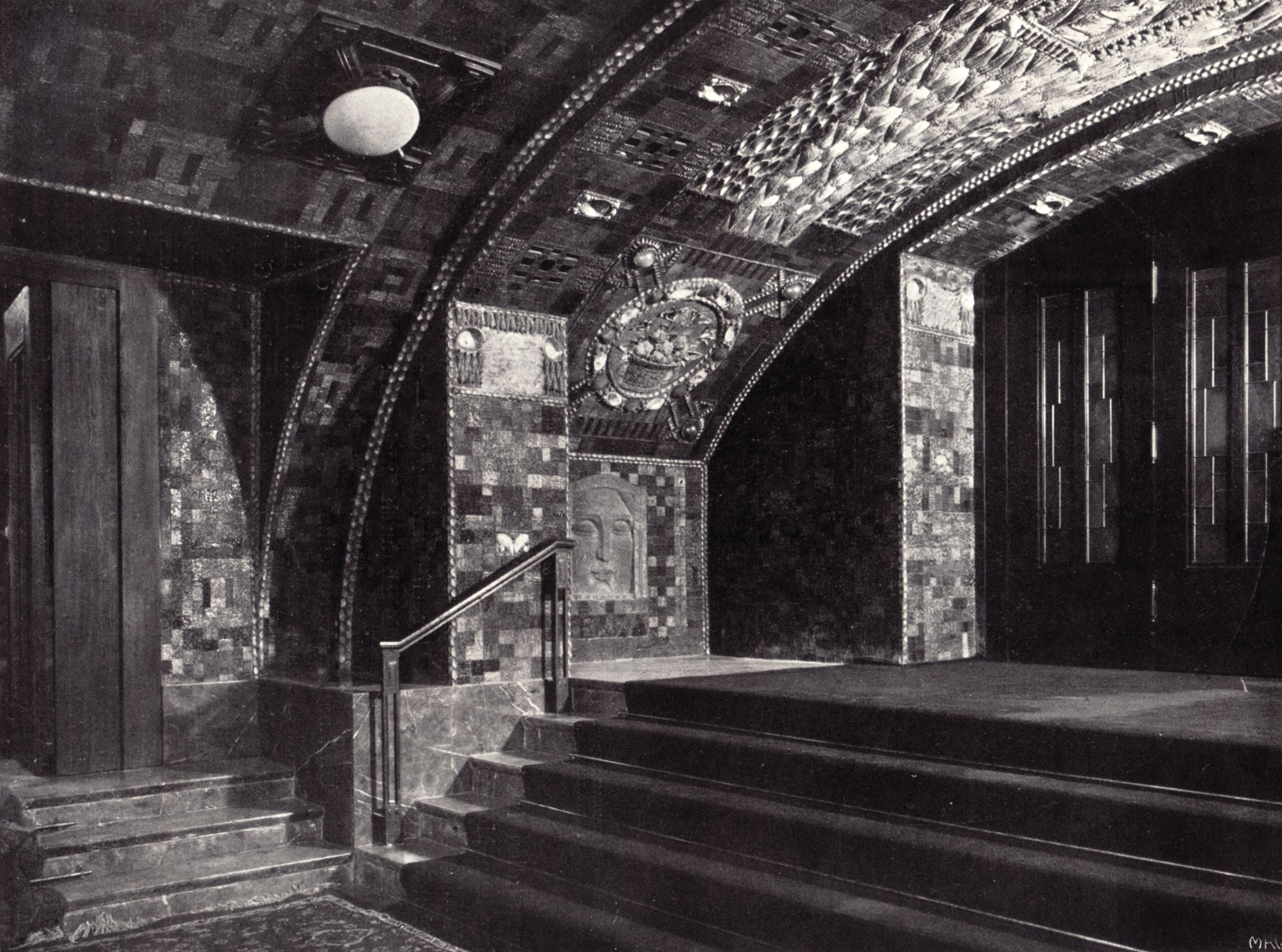
Muschelsaal, Übergang zur unteren Rotunde

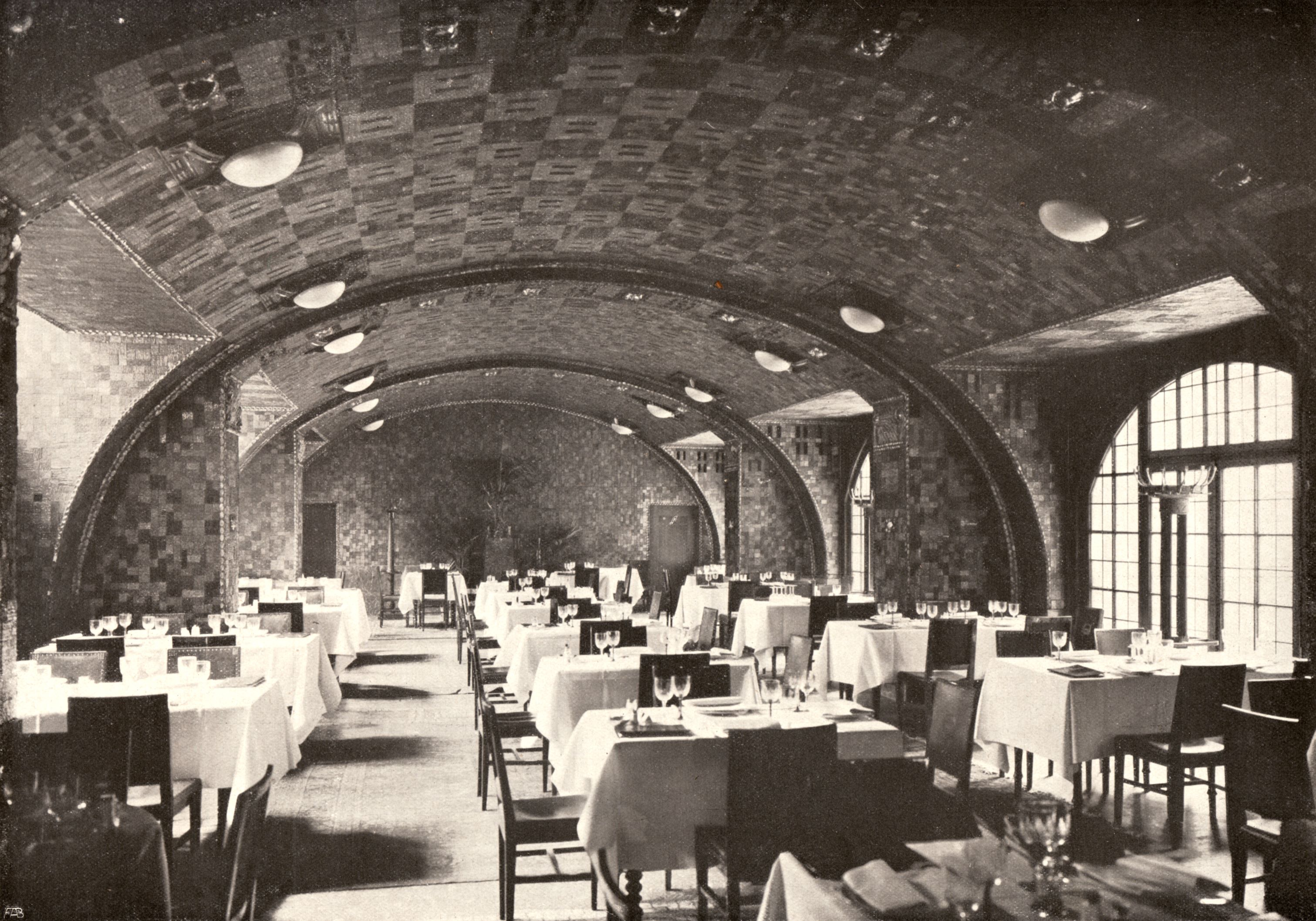
Ansicht des Muschelsaales 1907

Der Muschelsaal lag 2,20 Meter unter dem Niveau der Potsdamer Straße. Der 7,65 Meter breite und 17,28 Meter lange Saal lag im hinteren Teil des Traktes. Die Besucher erreichten ihn über eine breite, mit Goldmosaiken eingefasste Treppe aus dem Galeriesaal oder über die Durchfahrt, die zum „Steinsaal“ im Verbindungstrakt überleitete. Der Lage in den Fundamenten des Gebäudes entsprechend wählte Bruno Schmitz schwere Bauformen. Ein großes, unmittelbar über dem von der Firma Johann Odorico gelieferten Marmormosaik-Fußboden ansetzendes Tonnengewölbe überspannte den Raum in Längsrichtung und erreichte im Scheitel eine Höhe von ungefähr 3,7 Metern. Die sich seitlich in das Gewölbe einschneidenden Zungenmauern und Fenster entlarvten das schwere Gewölbe aber als Drahtputzkonstruktion. Die Fenster ließen sich vollständig im Boden versenken und erweiterten den Saal bei warmem Wetter auf den künstlerisch gestalteten Hof. Ein schlichter kleiner Wandbrunnen aus poliertem Kalkstein an der abschließenden hinteren Querwand war der einzige bildhauerische Schmuck des Raumes. Dahinter befanden sich noch eine Damen-Toilette und ein Nebentreppenhaus. Seinen Namen erhielt der Saal nach den Muscheln, die zusammen mit grünlich und braunrot schimmernden Glasplättchen Gewölbe und Wände bekleideten. Diese Inkrustationen führte die in München ansässige Firma C. Ule aus, die Treppenstufen und die Marmorsockel der Wände lieferte die Aktiengesellschaft für Marmorindustrie Kiefer in Berlin. Das unmittelbar aus dem Boden aufsteigende Tonnengewölbe mit den Inkrustationen erinnerte die Kritiker an eine Grotte eines Lustschlosses aus dem 17. oder 18. Jahrhundert, aber die Schwere der Architektur auch an eine Krypta oder ein Verlies. Die „kühlgoldige Funkelpracht, herrührend von den farbigen Glasflüssen“ mit ihrem „Märchenzauber“ ließen sich auch mit „Gnomenkönigs Thronsaal“ aus Peer Gynt assoziieren.

#### Vestibül an der Potsdamer Straße

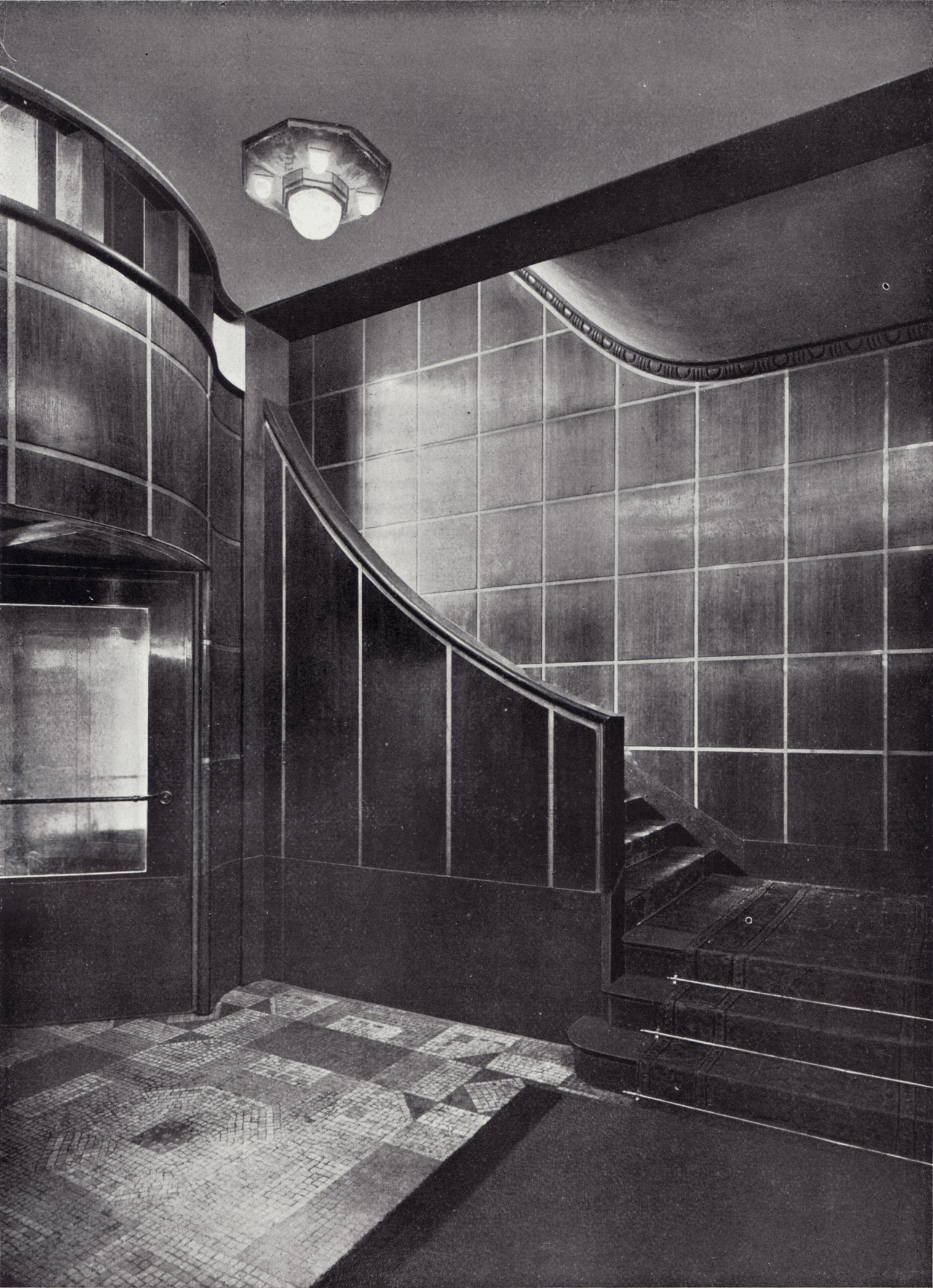
Vestibül

Das Vestibül erstreckte sich über alle drei durch das Weinhaus genutzte Geschosse im Vorderhaus an der Potsdamer Straße. Den Besuchern bot es mehrere Möglichkeiten in die Säle des Weinhauses zu gelangen. Neuartig in Berlin war die bereits bei der Beschreibung der Fassade erwähnte Doppel-Fahrstuhlanlage, geliefert von der Maschinenfabrik Carl Flohr in Berlin, die die Gäste direkt von der Straße in die beiden oberen Geschosse beförderte. Betraten die Besucher das Haus durch die Drehtür, erschloss eine elegant geschwungene Treppenanlage die oberen Geschosse. Ein Mosaikboden bedeckte den Fußboden im Erdgeschoss, Wände und Treppe waren mit Nussholz verkleidet und durch helleres Holz in Quadrate gegliedert.

#### Galeriesaal

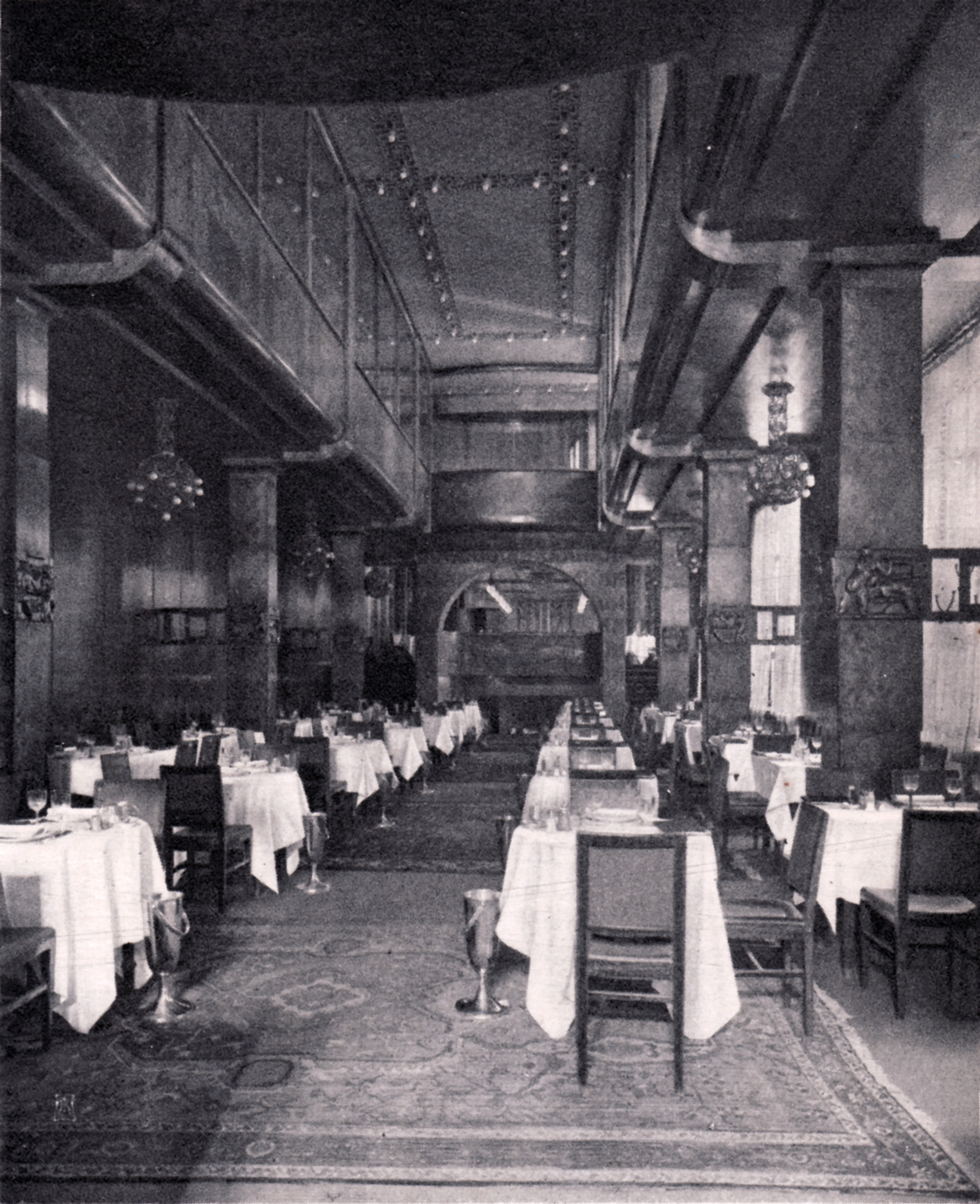
Galeriesaal in Blickrichtung des Mahagonisaals

Der erste Restaurationsraum, den die Besucher von der Potsdamer Straße her betraten, war der „Galeriesaal“ im Erdgeschoss. Seiner Bedeutung als Eingangsraum entsprechend reichte der 7,92 Meter breite und 19 Meter lange Saal mit einer Höhe von rund 7,4 Metern durch zwei Geschosse. Die in 4,5 Metern Höhe umlaufende Galerie, nur vom Vestibül und nicht vom Raum selbst erreichbar, gab dem Saal seinen Namen. Den Innenausbau des Saales gestaltete Schmitz mit Holz, ausgeführt von der Kunsttischlerei Otto Salzmann & Sohn in Berlin-Kreuzberg. Das polierte, dunkelbraunrote Palisanderholz der Wände mit eingelegten Intarsien aus vielfarbigen Hölzern und Perlmutt kontrastierte mit dem helleren, geflammten Birkenholz, das die Holzpfeiler und die glatten Brüstungen der Galerie sowie die Decke bekleidete. Eher diskreten bildhauerischen Schmuck erhielten die Pfeiler durch vergoldete Reliefs von Hermann Feuerhahn. Verglaste Wände trennten die Galerie vom Saal und schützten die oben sitzenden Gäste vor Rauch und Zugluft. Den hinteren Raumabschluss bildete eine Treppenanlage aus dunklem Marmor, der wirkungsvoll mit den von der Firma Johann Odorico ausgeführten Goldmosaiken an Wänden und Treppenwangen kontrastierte. Die mittlere Treppe führte hinunter in den „Muschelsaal“, die beiden äußeren Treppenläufe hinauf in den „Mahagonisaal“. Geätzte, mit Blumengirlanden geschmückte gelbe Fenster gaben „dem Saal eine Stimmung, wie sie sympathischer nicht gedacht werden kann“.

#### Mahagonisaal

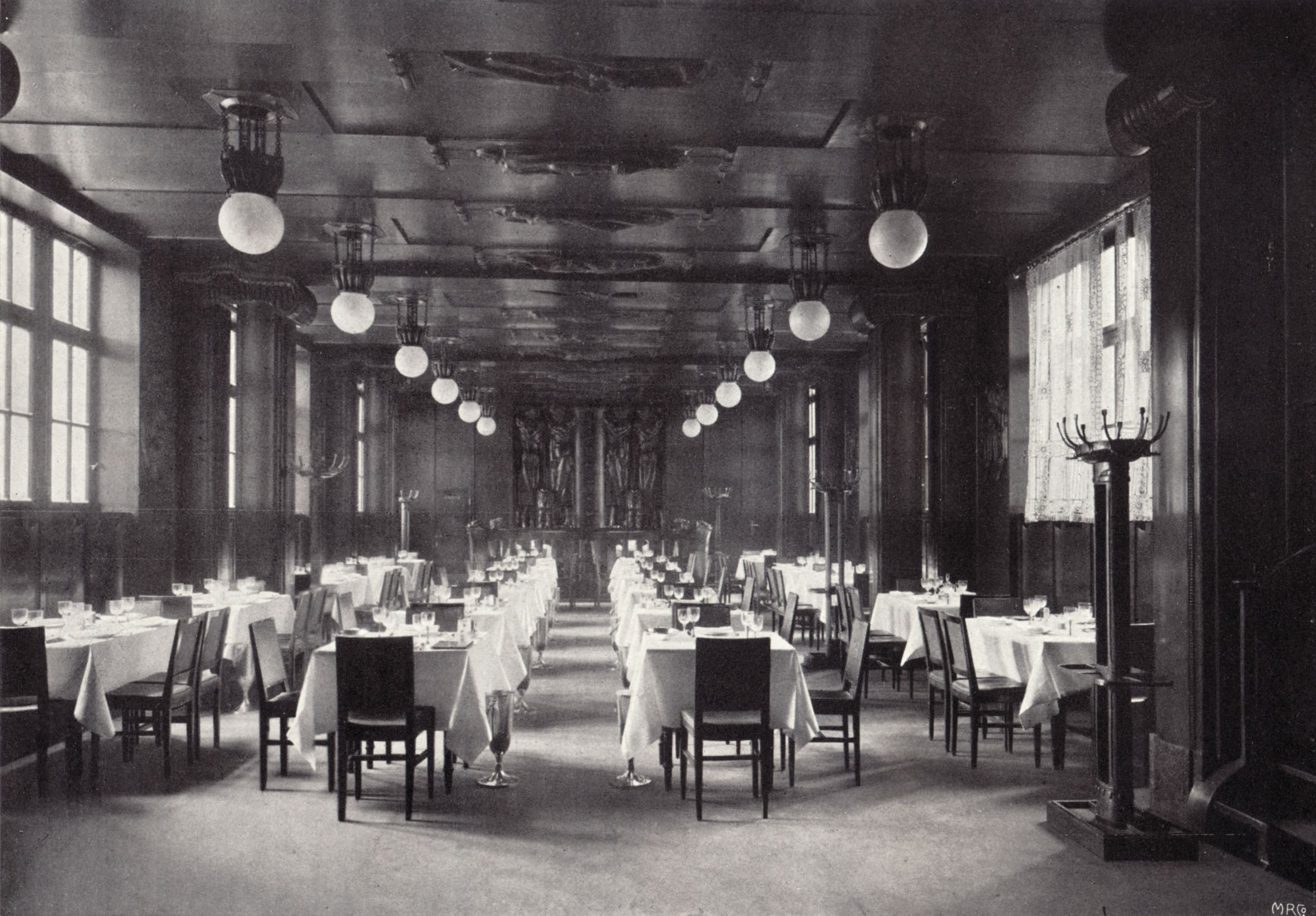
Mahagonisaal

Der anschließende, 1,84 Meter über dem Niveau der Potsdamer Straße liegende „Mahagonisaal“ ließ sich vom Galeriesaal über eine zweiläufige Treppe erreichen. Die Verbindung zur Rotunde des Verbindungsbaues lag auf gleicher Höhe. Seinen Namen erhielt der Saal von der dunklen, bordeauxfarbenen Wand- und Deckentäfelung aus Mahagoni, gefertigt von der Möbelfabrik W. Kümmel in Berlin. Wandpfeiler mit Volutenkapitellen strukturierten den 7,92 Meter breiten und ungefähr 27 Meter langen Raum, indem sie an den Längsseiten 4,8 Meter breite Nischen bei Fenstern abtrennten. Zentrales Schmuckelement war ein lebensgroßes Holzrelief Franz Metzners an der hinteren Schmalwand des Saales, zusätzlich betont durch eine davorliegende Estrade. Es zeigte das „Liebesleben der Geschlechter, derart gekennzeichnet, daß das wollüstige Weib auf Vogelkrallen, und der geile Mann auf Bocksfüßen einherstelzt, davor sitzt, ein Phantom der gemeinen Häßlichkeit, ein Kind der Sünde.“ Auch Hermann Feuerhahn war an der Ausschmückung des Raumes beteiligt mit den „poesivollen Symbolen“ an der Decke und den „exotischen Darstellungen“ an den Längswänden.

#### Ebenholzsaal

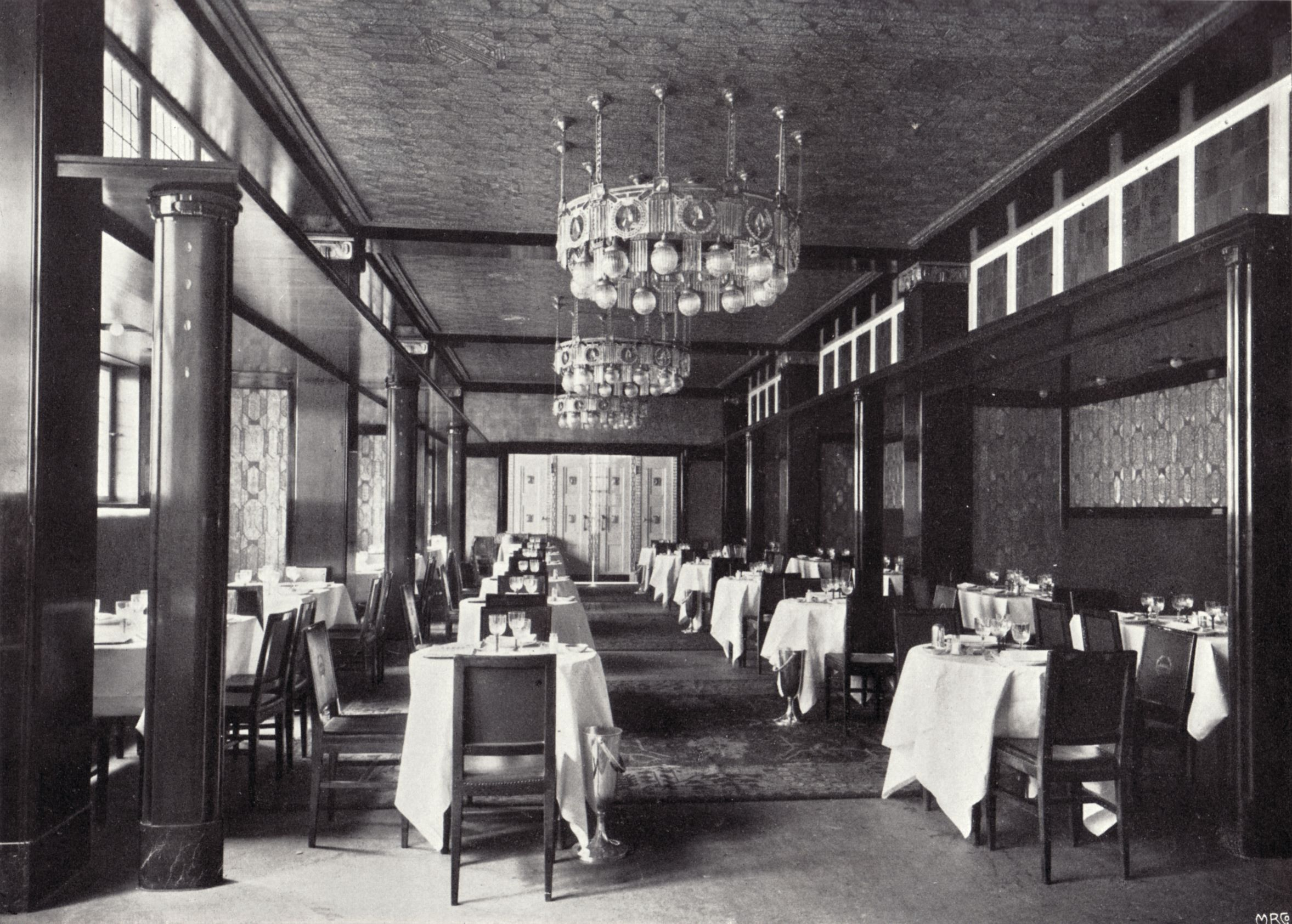
Ebenholzsaal, in Blickrichtung zum Vestibül an der Potsdamer Straße

Der „Ebenholzsaal“ erstreckte sich im Garderobengeschoss beinahe über die ganze Länge des Traktes an der Potsdamer Straße. Die Überhöhe des Galeriesaales mit seiner Galerie im Erdgeschoss führte dazu, dass die darüberliegende Hälfte des Ebenholzsaales rund 1,8 Meter höher lag als seine Entsprechung über dem Mahagonisaal. Die beiden mit 3,6 und 3,9 Meter auch in der Höhe leicht unterschiedlichen Saalhälften verband eine breite Treppe. Der Hauptzugang zum Saal erfolgte über das Vestibül an der Potsdamer Straße sowie durch die untere Rotunde, er ließ sich aber auch von der Galerie des Galeriesaales über zwei Treppen erreichen. In den Raum vortretende Pfeiler, verkleidet mit indonesischem Ebenholz aus Makassar, trennten 4,8 Meter breite Kojen ab und gliederten den langgestreckten Raum. Im „Ebenholzsaal“ verzichtete Schmitz auf eine bildhauerische Gestaltung, die „unsagbare Noblesse“ des Saales prägten die Pfeiler- und Wandverkleidungen aus dem edlen Makassar-Ebenholz „von einer merkwürdig warmen und weichen Tönung“, die Decke in silberner Kammmalerei und die aufwändigen Leuchter der Kristallmanufaktur Baccarat. Die Firma Georg Kuhnert in Berlin führte die Kunsttischlerarbeiten aus.

### Der Verbindungsflügel

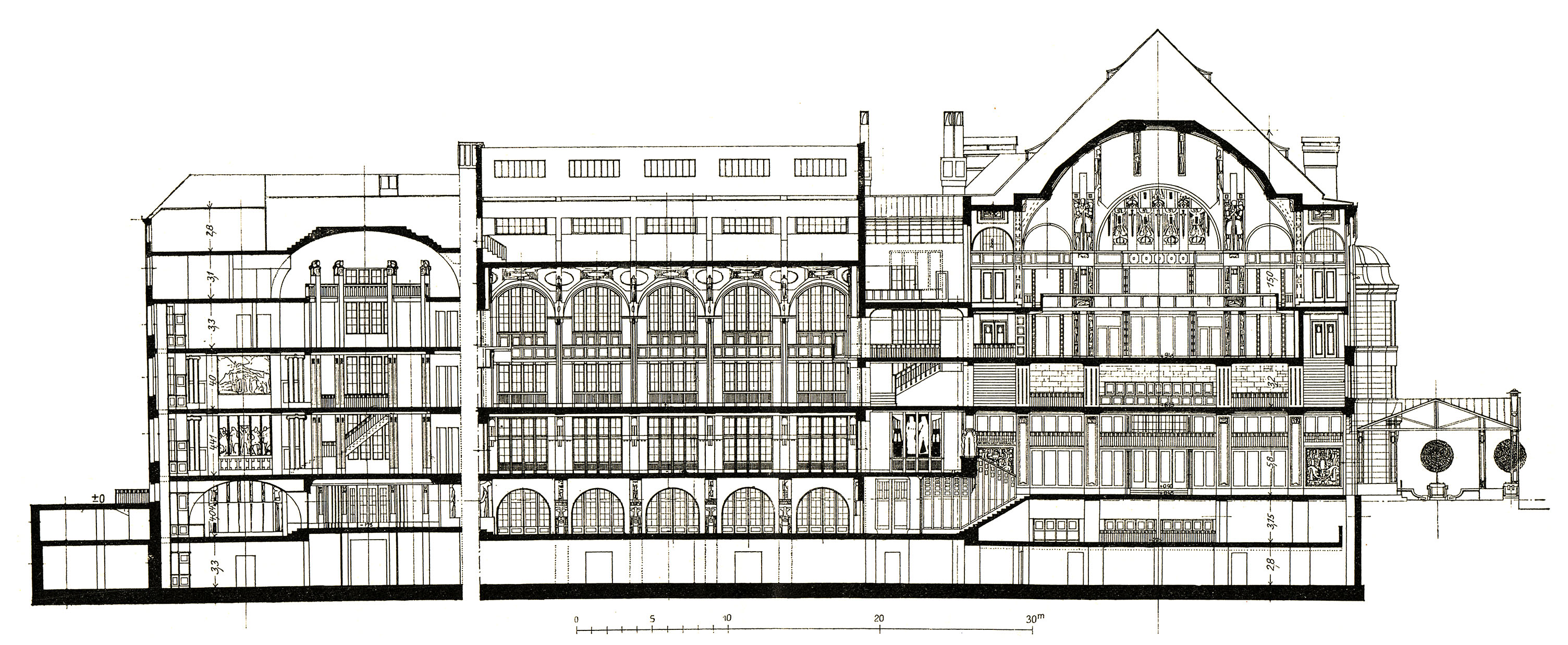
Schnitt durch den Seitenflügel, von unten nach oben: „Steinsaal“, „Roter Saal“, „Onyxsaal“ und „Bankettsaal“, links die Rotunde, rechts Schnitt durch den Flügel an der Bellevuestraße

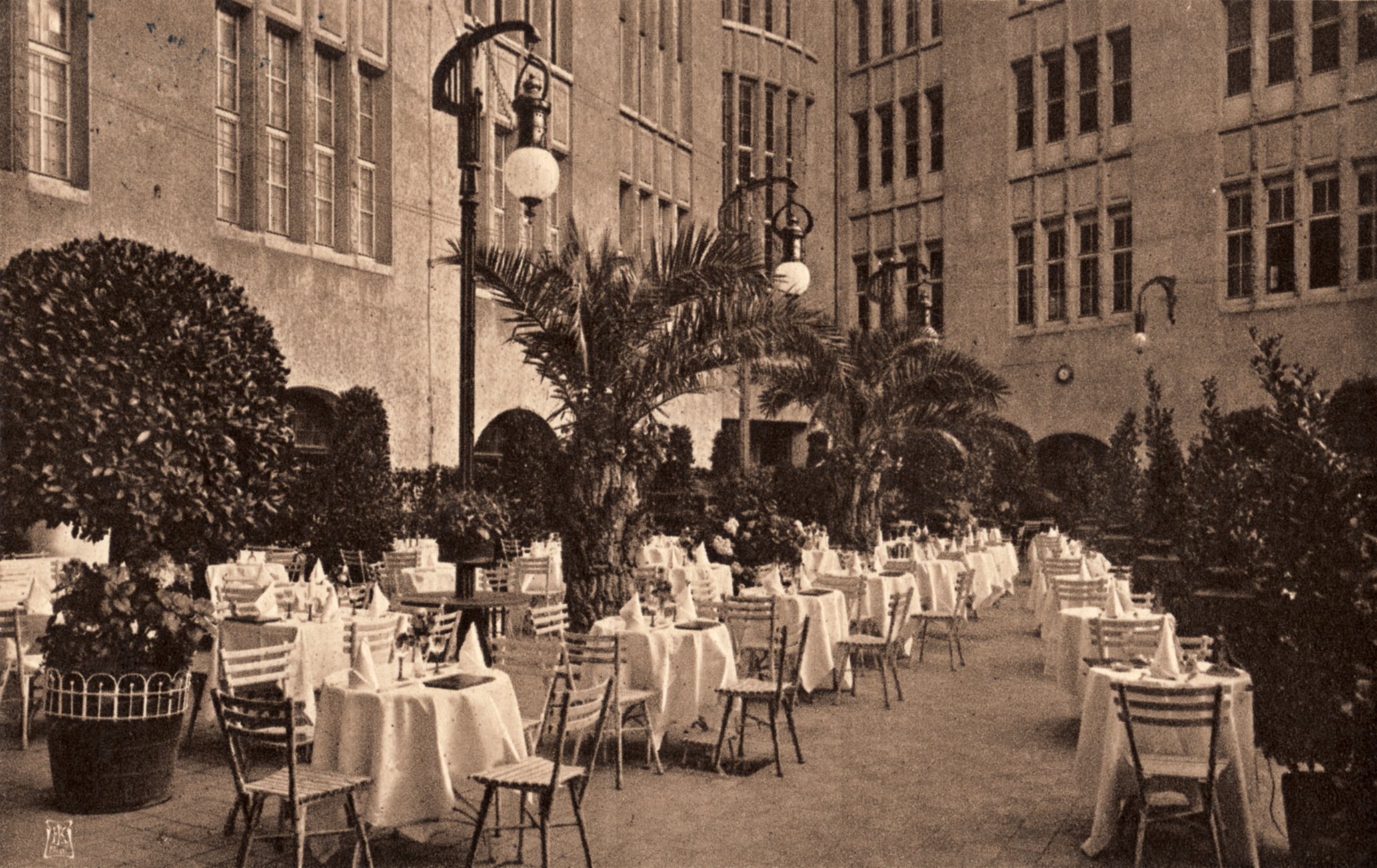
Hofansicht

Der Verbindungsflügel verband den Saalbau an der Bellevuestraße mit dem Flügel an der Potsdamer Straße. Er führte in der Mittelachse des Saalbaues zum Trakt an der Potsdamer Straße, wobei eine Rotunde zwischen den verschiedenen Achsen vermittelte. Das Erdgeschoss war gegenüber den Trakten an der Straße um ein halbes Geschoss angehoben, um die baupolizeilich erforderlichen Durchfahrten zweimal den Verbindungsflügel queren zu lassen und den Besuchern trotzdem ein durchgängiges Geschoss von der Potsdamer bis zur Bellevuestraße zu ermöglichen. Der Trakt diente ausschließlich gastronomischen Zwecken und verfügte im Dachgeschoss über eine eigene Küche zur Versorgung seiner Restaurants.
Im Inneren des Grundstückes gelegen waren seine Fassaden gegen die drei anstoßenden Innenhöfe schlicht gestaltet und entsprachen den rückwärtigen Fassaden der Straßenflügel. Die Böden aller Höfe bedeckten rutschfeste geriffelte Fliesen und der Hof gegen das Grand Hôtel Esplanade erhielt eine Gestaltung durch Laternen mit aufwendig gestalteten Masten, da er bei warmer Witterung als Erweiterung der anstoßenden Säle ins Freie diente. Kübelpflanzen wie Dattelpalmen und Lorbeerbäume begrünten den Hof.

#### Steinsaal
|  |
|  |
|  |

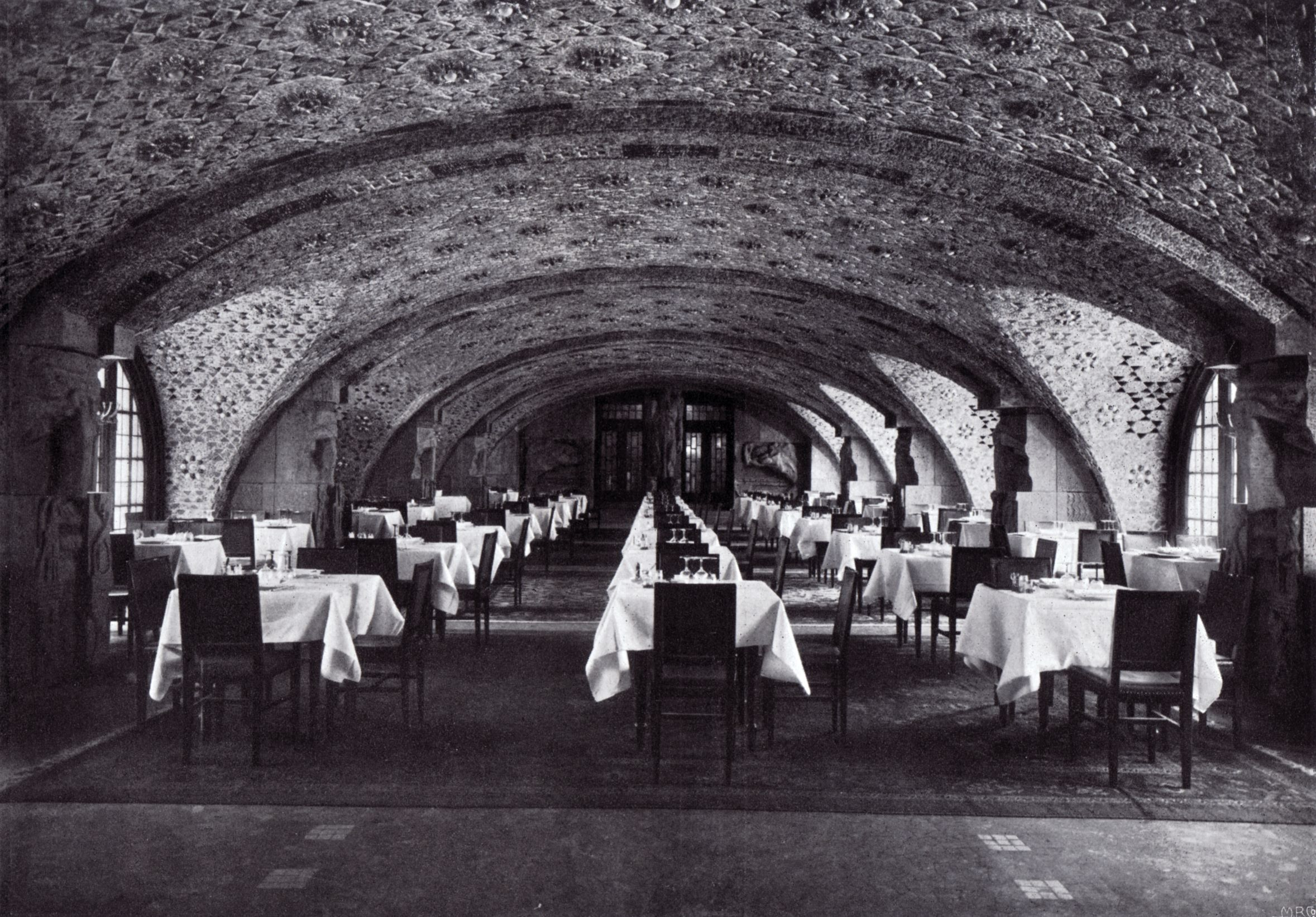
Ansicht

Der Steinsaal, auch Wotansaal oder Odinsaal genannt, lag 2,20 Meter unter dem Niveau der Bellevuestraße. Über eine Treppe ließ er sich vom Pfeilersaal des Hauptbaues an der Bellevuestraße erreichen und besaß über die Durchfahrt der Rotunde eine Verbindung zum auf gleicher Höhe liegenden Muschelsaal des Flügels an der Potsdamer Straße. Die geringere Saalhöhe von ungefähr 3,7 Metern und die dickeren Mauern, die die Last der darüber liegenden Säle aufnehmen mussten, veranlassten Bruno Schmitz zu schweren Gewölbeformen. Das Gewölbe, das unmittelbar aus dem Boden zu wachsen schien, ruhte auf riesigen mythischen Köpfen vor den Gurtungen des Gewölbes. Ähnliche Köpfe schuf Metzner auch für die Krypta des Völkerschlachtdenkmals in Leipzig. Die schwere, massive Konstruktion war allerdings nur vorgetäuscht, dahinter verbarg sich eine Drahtputzkonstruktion. Die Gewölbe- und Wandflächen bedeckten von der Firma Johann Odorico ausgeführte Inkrustationen mit geometrischen Ornamenten aus grauen, in den Zement eingepressten Donaukieseln und dunkleren Schieferstücken. Diese Gestaltung knüpfte an die Grottenarchitekturen der Renaissance und des Barock an, erinnerte aber auch an maurische Flächendekorationen. Zahlreiche im Gewölbe zwischen den Mustern eingelassene Glühlampen bildeten eine Art Sternenhimmel. Den künstlerisch gestalteten Marmormosaik-Fußboden lieferte ebenfalls die Firma Johann Odorico. Die im Boden versenkbaren großen Bogenfenster ließen sich im Sommer zum künstlerisch gestalteten Hof öffnen.

#### Roter Saal

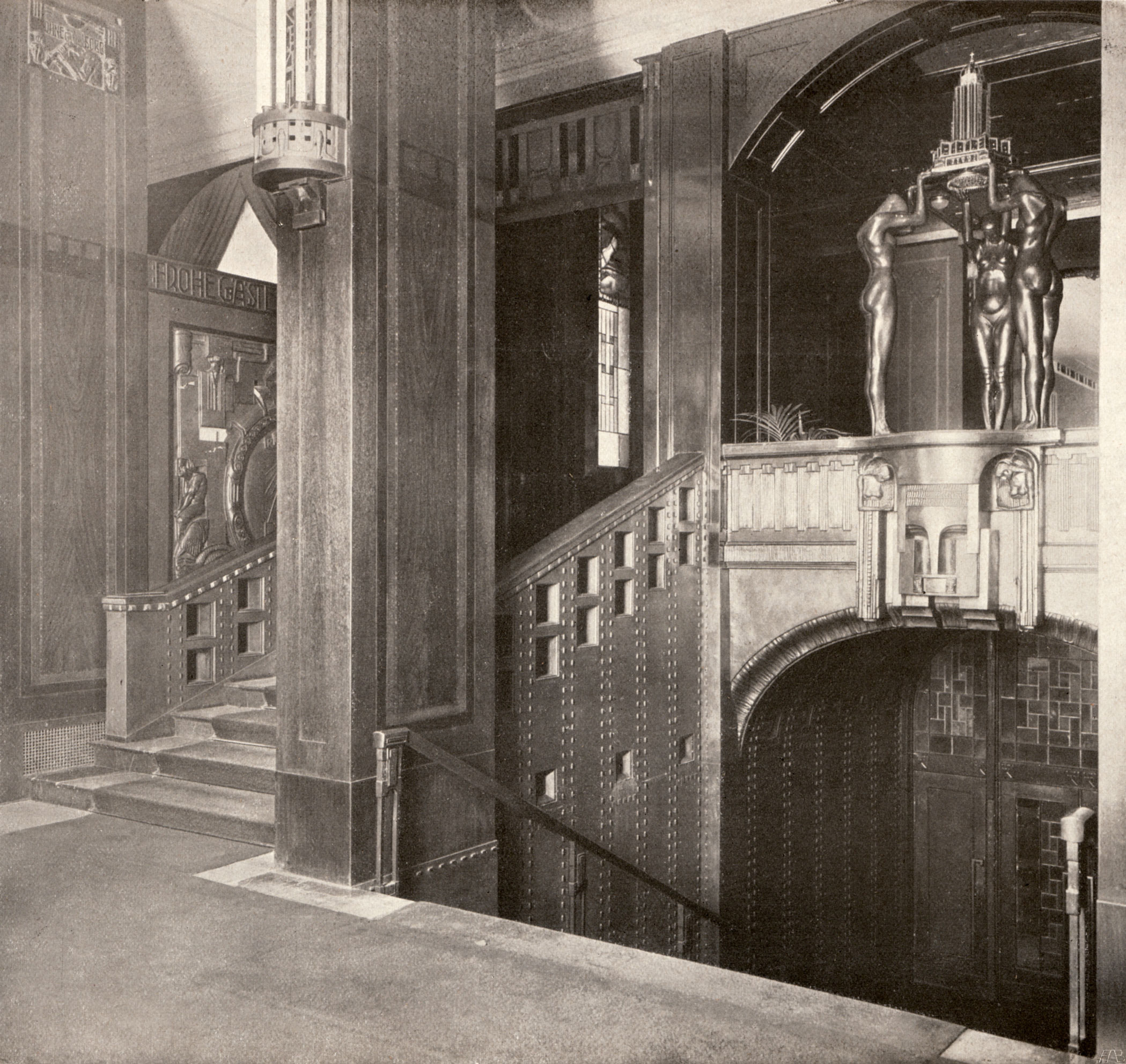
Treppenaufgang vom Pfeilersaal zum Roten Saal, rechts der Rheingoldbrunnen

Der Rote Saal im Erdgeschoss, ein weiterer aufwendig gestalteter Übergangsraum, lag 1,85 Meter über dem Straßenniveau der Bellevuestraße. Der ungefähr vier Meter hohe Raum erhielt seinen Namen von den Wandbespannungen aus roter Seide oder rotem Samt zwischen den gliedernden Wandpfeilern aus rötlichem Padoukholz. Eine goldene oder silberne Decke mit Märchenmotiven überspannte den Raum. Gedämpftes Licht erhielt der Raum durch zwei vom Kunstmaler August Unger entworfene Glasfenster, ausgeführt durch das Atelier für Glasmalerei August Wichmann in Berlin. Passend zur ursprünglich geplanten Nutzung als Konzerthaus zeigten sie Allegorien der musikalischen Tempi Adagio und Andante sowie Allegro und Furioso.
Eine zweiläufige Treppenanlage leitete zum tiefer gelegenen Pfeilersaal im Hauptbau über, in den sie prägend in die Mitte der Längsseite hineinragte. Auf dem Podest der Treppenanlage und von beiden Seiten gut sichtbar erhob sich als „Prunkstück der Anlage“, als „Hauptsinnbild des Hauses“, der Rheingoldbrunnen. Der Bildhauer Franz Metzner modellierte die drei auf dem Rand einer grünen Marmorschale stehenden Rheintöchter, die in den erhobenen Händen den Nibelungenhort tragen. Wie andere Arbeiten Metzners bewegten sich seine Nixen fern gängiger akademischer Schönheitsideale nach der Jahrhundertwende. Der Kritiker Maximilian Rapsilber attestierte den „kühlherzigen, herben, eckigen Nixen“ eine „wahrhaft abschreckende Hoheit, also dass kein Sterblicher ein Gelüsten nach ihnen hegen würde“. Der Guss der Bronzestatuen erfolgte durch die Gießerei G. Knodt in Frankfurt am Main.
Der Schatz ließ sich von Innen elektrisch erleuchten und sorgte im Zusammenspiel mit dem aus der Marmorschale aufsteigenden Wasserstrahl für Effekte, „als ob flüssiges Gold ein Flammengaukelspiel betriebe“.

#### Onyxsaal

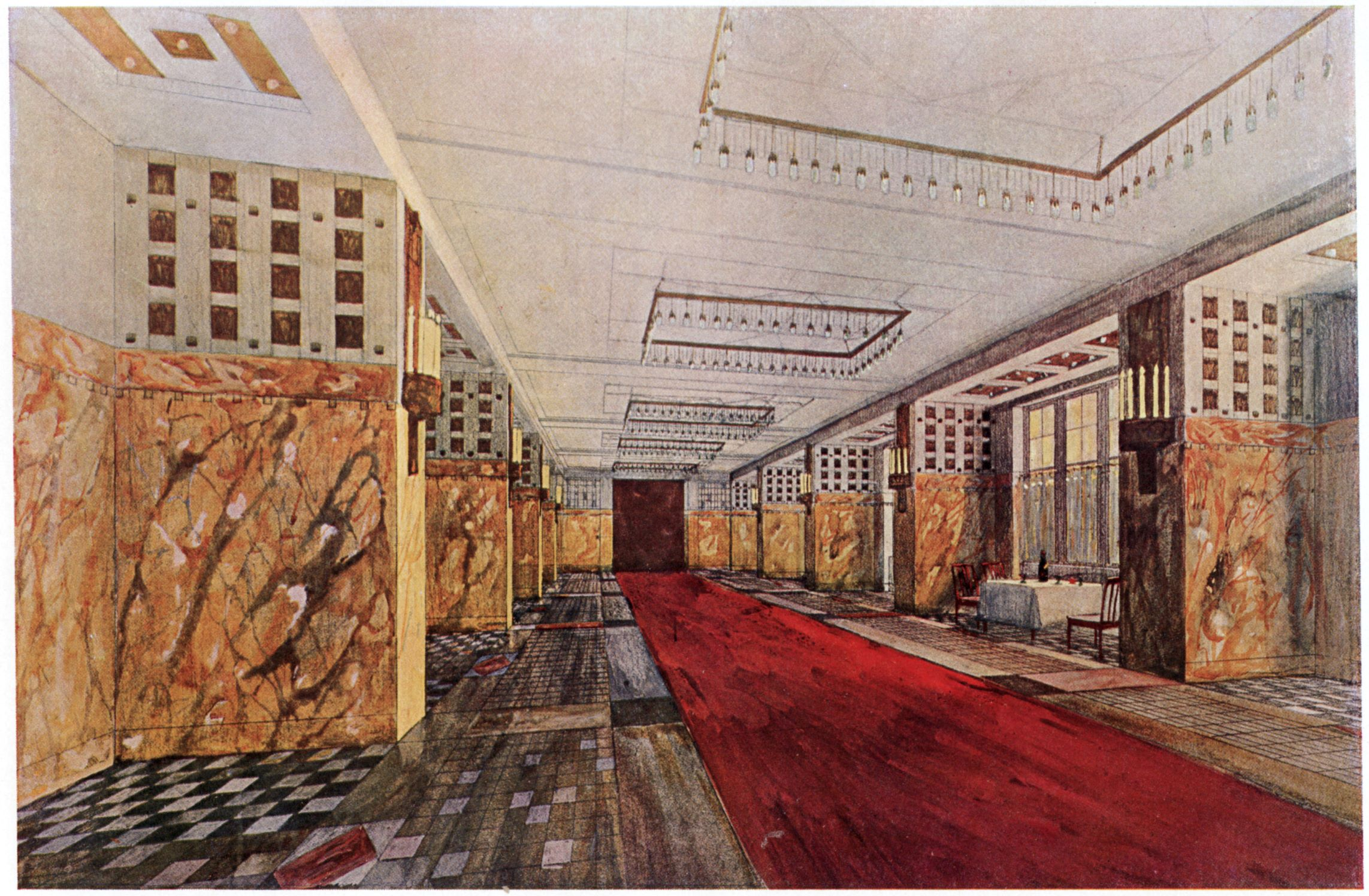
Entwurf von Bruno Schmitz

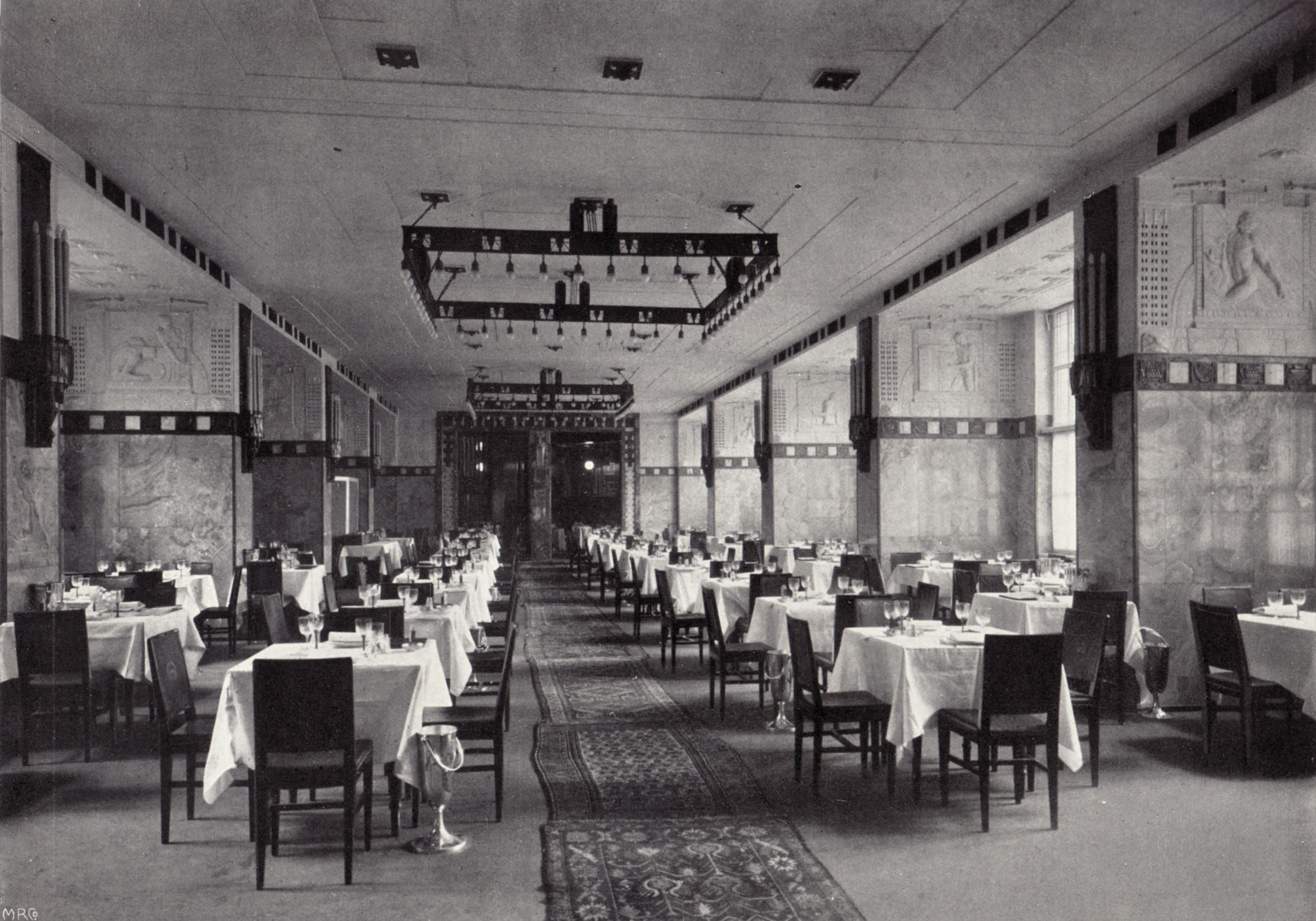
Ansicht des Onyxsaales 1907

Der Onyxsaal erhielt seinen Namen nach den Wandplatten aus Onyxmarmor, die die Wände und Pfeiler bedeckten. Der 230 Quadratmeter große rechteckige Raum war vier Meter hoch, und die als Zungenmauern ausgebildeten Stützen für den darüber liegenden „Bankettsaal“ bildeten an den Längsseiten je fünf Nischen. Während auf der westlichen Seite alle Nischen große, engsprossige Fenster aufnahmen, schlossen sich an der östlichen Seite an drei Nischen Durchgänge zu einem Nebenraum an. In diesem erreichten in zwölf Speiseaufzügen und einem Lastenaufzug die Speisen aus der Küche im Dachgeschoss das Restaurant. Die Aufnahmen aus dem Eröffnungsjahr zeigen ungefähr 50 Tische, die jeweils für vier Personen eingedeckt waren.
Die großen hell-grünlichgelben Onyxplatten aus den Pyrenäen kontrastierten wirkungsvoll mit ihren dunklen Bronzeeinfassungen. Ein Fries aus Bronze – abwechselnd ausgestanzte Quadrate, in denen der Stein sichtbar war, und mit einfachen Mustern gefüllte Bronze-Quadrate – trennte diesen Bereich von der oberen Wandzone. Die Längsseiten der Stützpfeiler bedeckten Stuckreliefs des Bildhauers Hermann Feuerhahn zu dem Thema „Poesie der Jahreszeiten“ mit Frühling, Sommer, Herbst und Winter sowie Darstellungen der vier Elemente Feuer, Wasser, Luft und Erde und dem Emblem des Weinhauses Rheingold. An der Stirnseite sorgten in Bronze gefertigte Beleuchtungskörper zusammen mit zwei von der Decke hängenden, quadratischen Silberleuchtern der lothringischen Kristallmanufaktur Baccarat für stimmungsvolle Beleuchtung. Der obere Teil der Wände und die Decke waren in einem hellgelblichen Steinton gehalten.
Nach den eher dunklen, teils fensterlosen und deshalb nur künstlich beleuchteten Räumen, die die Besucher bis zum „Onyxsaal“ durchschritten hatten, wirkte der Raum wegen der hellen Materialien und der guten Beleuchtung durch die großen Fenster und die zahlreichen Lampen hell und heiter. Die Zeitschrift Der Profanbau sprach von „lichtgleißende[r] Glorie“ und „Champagnerstimmung“.

#### Bankettsaal

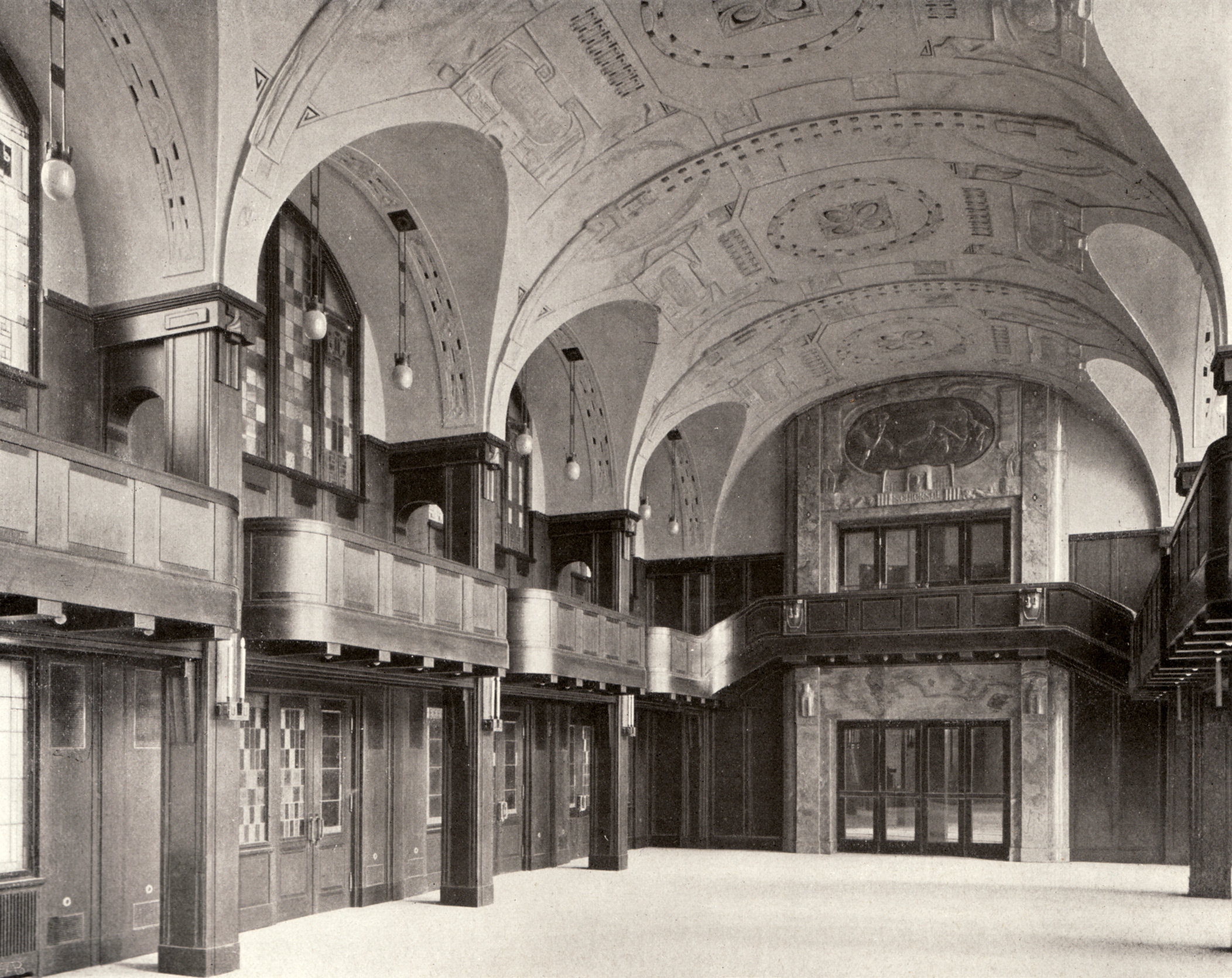
Bankettsaal in Blickrichtung zur Rotunde

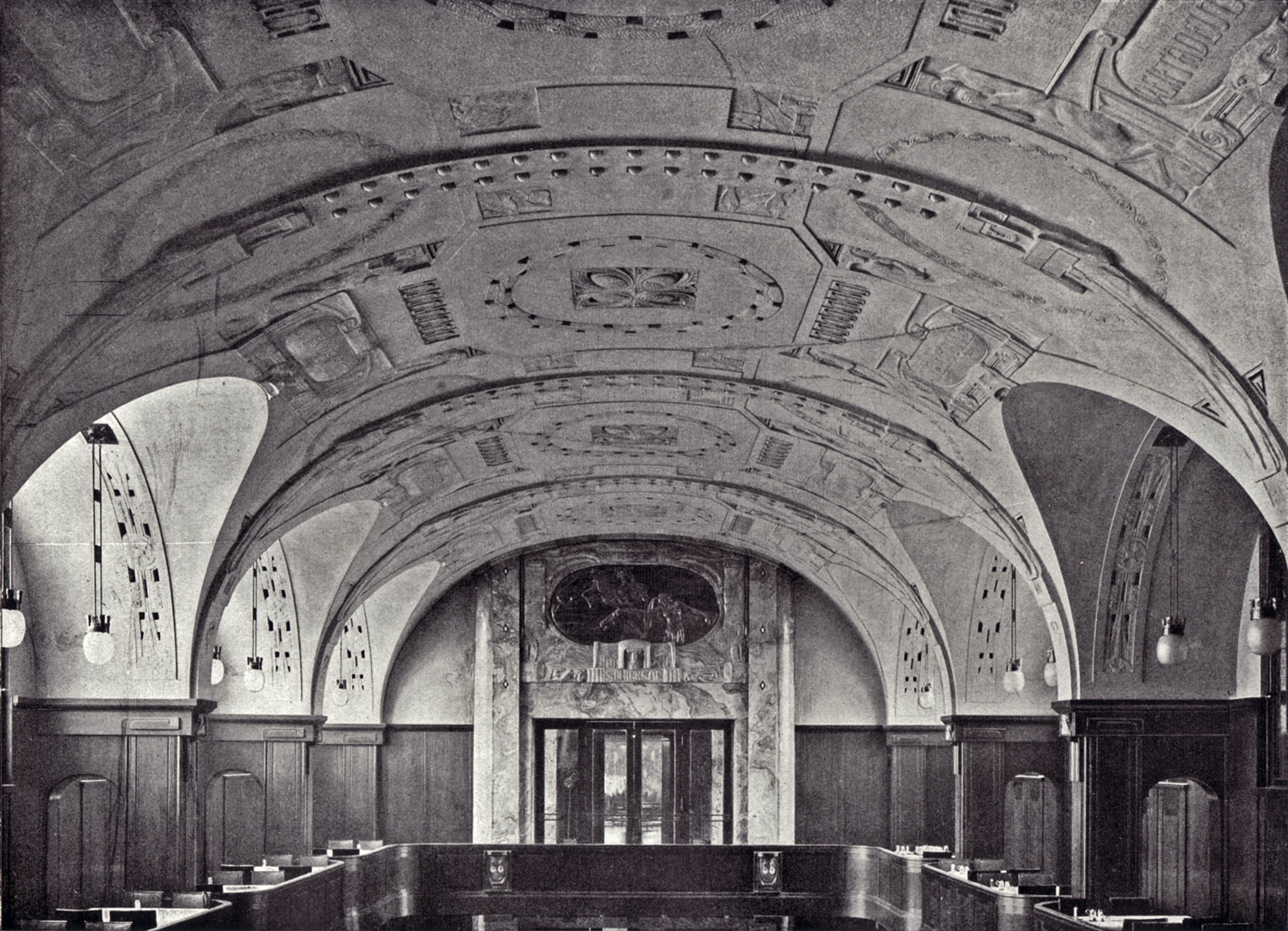
Bankettsaal in Blickrichtung zum Saalbau

Der größte Saal im Zwischentrakt war der Bankettsaal im Garderobengeschoss, 6,25 Meter über dem Niveau der Bellevuestraße. Er stand mit dem Pfeilersaal des Hauptgebäudes über einen Vorraum in Verbindung, in dem je eine Treppe links und rechts des Durchganges zu den Emporen des „Bankettsaales“ führten. Am anderen Ende des Saales gelangten die Besucher in die Rotunde.
In Längsrichtung überwölbte eine Decke in Form eines Tonnengewölbes den durch zwei Geschosse gehenden Raum. Seitlich schnitten sich die Stichkappen über den hohen Rundbogenfenstern in das Hauptgewölbe ein, dessen Scheitel 9,2 Meter über dem Boden lag. Eher flach gehaltene Stuckaturen in an Barock erinnernden Formen bedeckten die grauweiße Putzdecke.
Bis zum Gewölbeansatz bedeckte beinahe schwarzes Wassereichenholz in schlichten, einfachen Formen die Wände. Auch für die Balkone der Emporen mit ihren schlichten, kompakten Brüstungen, die sich zwischen die Pfeiler spannten, wählte Bruno Schmitz das gleiche Holz. Die oberen Wandflächen waren in einem hellgelblichen Steinton gehalten.
Die Eingangsbereiche an den Schmalwänden fassten portalartige Einbauten aus grauem, lebhaft geflammtem Schweizer Cipollino, „dessen Brüche erst vor zwei Jahren wiedereröffnet wurden“. Über dem Durchgang auf der Empore in Richtung Rotunde war Hermann Feuerhahns Bronzerelief Hagen mit den Rheintöchtern eingelassen. Den Durchgang in Richtung Hauptgebäude zierte der Feuerzauber Brünhildes. Beide Reliefs fertigte die Firma G. Knodt in Frankfurt.
Sein Licht erhielt der Raum am Tag durch die zahlreichen Fenster, die aus verschiedenfarbigen rechteckigen Glasstücken zusammengesetzt waren, teils auch mit figürlichen Darstellungen. Bei Dunkelheit erhellten je zwei Leuchten pro Stichkappe und Wandleuchter an den Pfeilern den Saal.

#### Rotunde

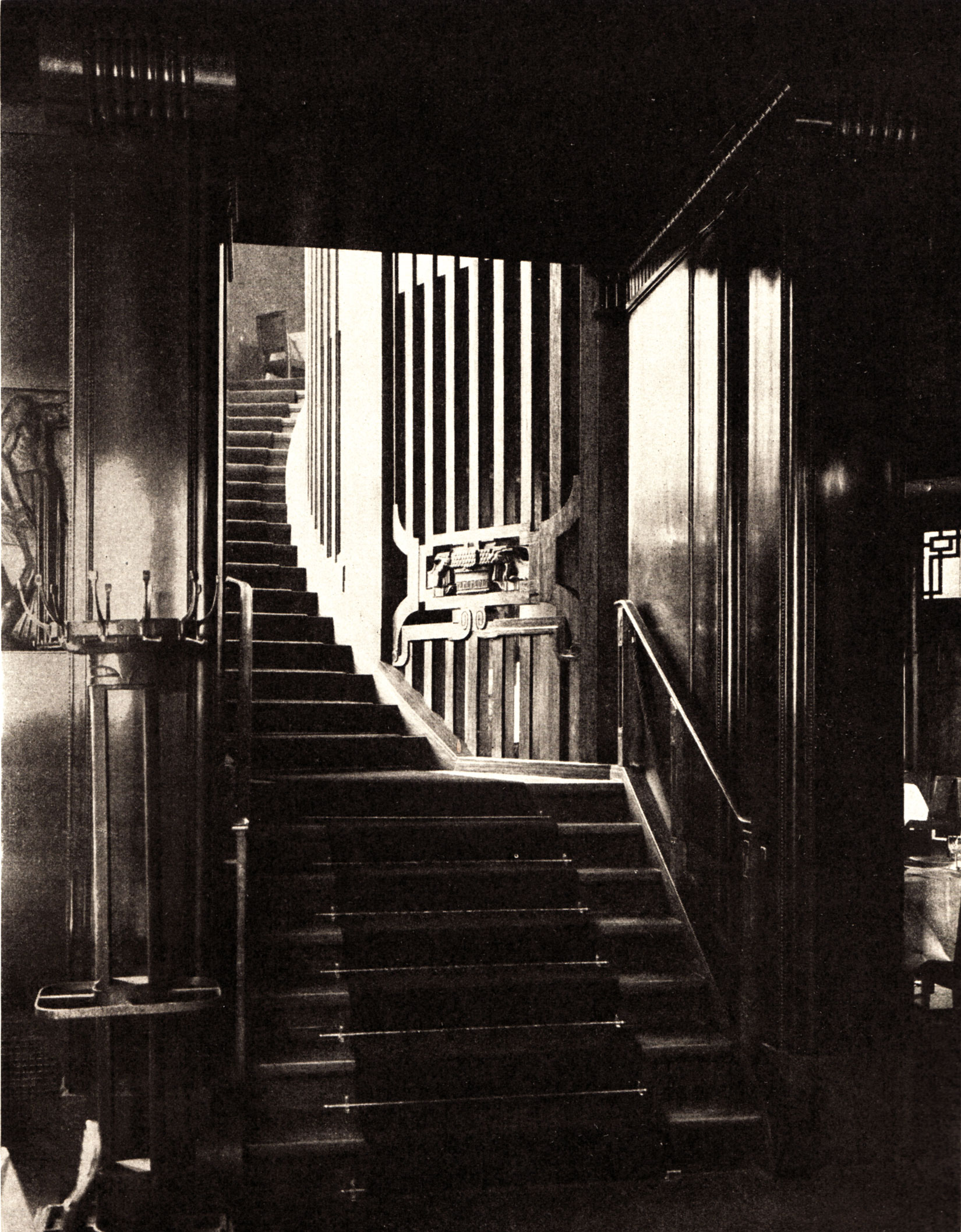
Treppe in der unteren Rotunde, Blick vom Mahagonisaal

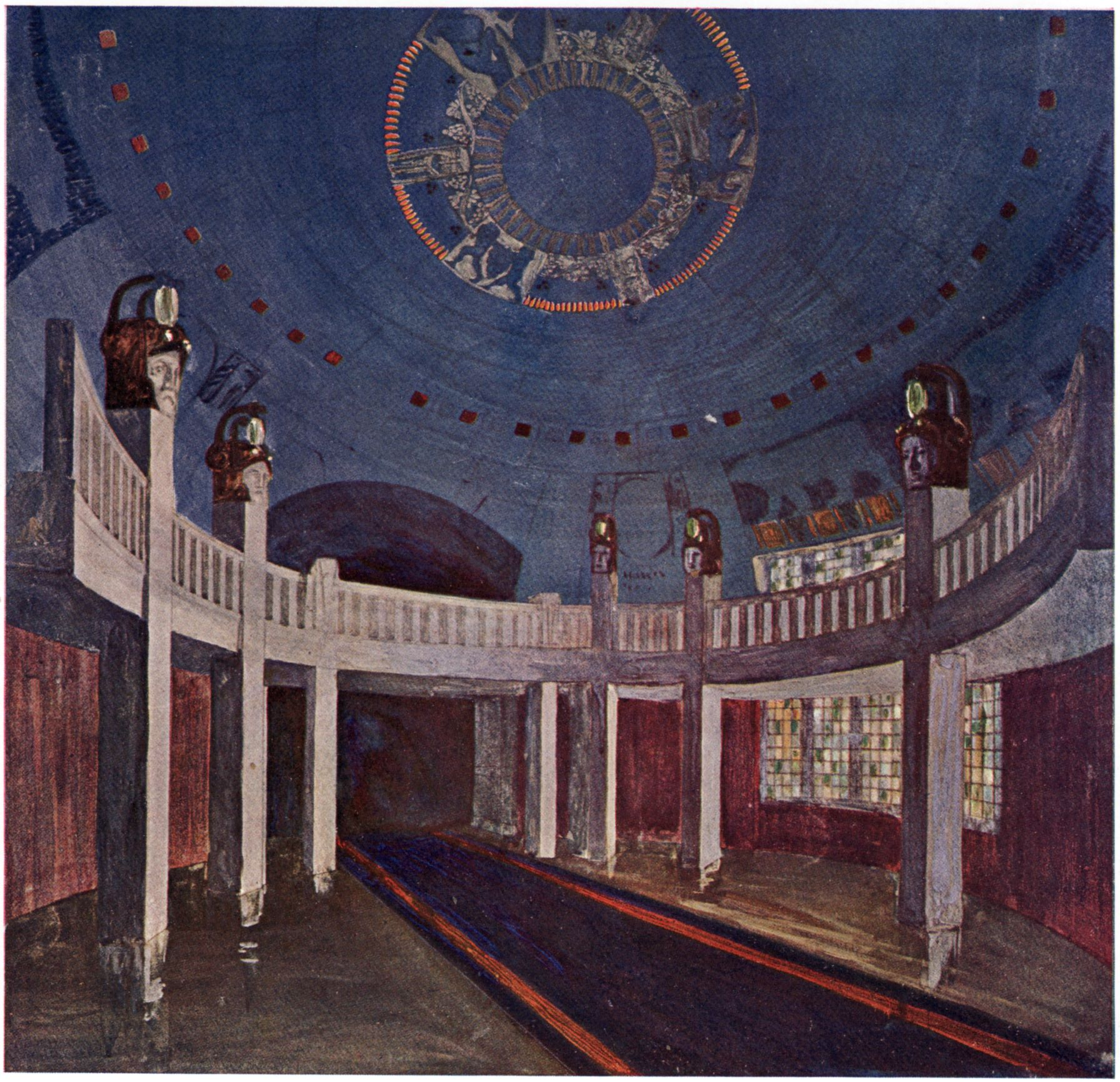
Entwurf für den Blauen Kuppelsaal

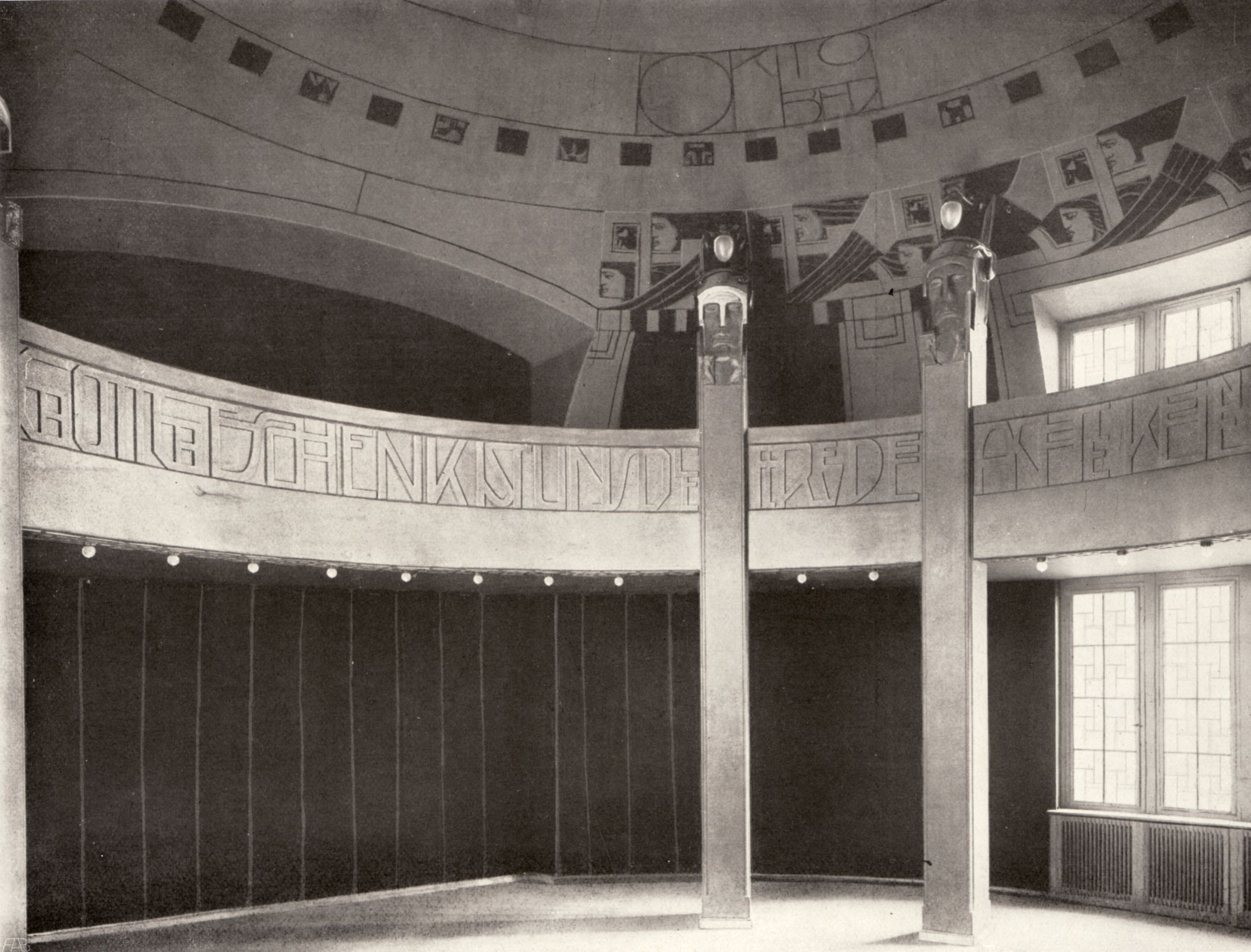
Ansicht des Blauen Kuppelsaales

Die Rotunde, ein mehrgeschossiger zylindrischer Baukörper mit Radius 6,15 Meter, verband als Gelenk den Zwischentrakt mit dem Trakt an der Potsdamer Straße und vermittelte durch ihren runden Grundriss zwischen den spitzwinklig aufeinandertreffenden Flügeln.
Auf der Ebene des Küchengeschosses, bereits 1,75 Meter unter dem Niveau der Potsdamer Straße, querte eine Durchfahrt die Rotunde. Sie führte vom Wirtschaftshof an der Potsdamer Straße in den Hof im Inneren des Grundstücks, dessen Brandmauer gegen das Grand Hôtel Esplanade künstlerisch gestaltet war. Als Durchfahrt diente der 3,2 Meter hohe Raum jedoch nur in Ausnahmefällen. Hauptsächlich verband er den Muschelsaal im Trakt an der Potsdamer Straße mit dem Wotansaal im Zwischenbau. Den Niveauunterschied zu diesen angrenzenden Sälen glichen je drei Treppenstufen aus. Ein Ausgang führte auch zu einem Treppenhaus, das alle Geschosse des Zwischenbaues erschloss.
Auch die untere Rotunde im Erdgeschoss war als Übergangsraum ausgebildet. Einerseits verband der 4,0 Meter hohe Raum den Onyxsaal im Zwischenbau mit dem Mahagonisaal im Flügel an der Potsdamer Straße. Andererseits führten zwei entlang der Außenmauern geführte, geschwungene Stiegen ins Garderobengeschoss. Die Treppen begannen im „Mahagonisaal“ und waren in der Rotunde nur hinter einem dekorativ behandelten Lattenwerk aus beinahe schwarzer Wassereiche sichtbar. Die Treppenläufe verdeckten auch die beiden Fenster, sodass die untere Rotunde nur durch die Treppen mit ihrem Gitterwerk gedämpftes Licht erhielt. Das Zentralblatt der Bauverwaltung berichtete von „eigenartige[r] geometrische[r] Bemalung der Putzflächen, welche an Stoffbespannung erinnert“ und auch die rot-schwarze Decke passte zum durch den starken Gegensatz der Farben geprägten Raum.
Im Garderobengeschoss, wo die Treppenläufe endeten, nahm die Rotunde ein Restaurant auf. In Anlehnung an die Gestaltung des angrenzenden „Ebenholzsaales“ im Trakt an der Potsdamer Straße erhielt der 3,6 Meter hohe Raum Wände aus Ebenholz. Die silbergraue Decke überzog ein Muster aus leicht mit Farbe gehöhtem Kammputz. In Richtung Bellevuestraße schloss sich der „Bankettsaal“ an. Zwei Fenster beleuchteten den geradezu „ernst, monumental“ wirkenden Raum.
Die Blaue Rotunde im Saalgeschoss erreichten die Besucher entweder von der Galerie des Bankettsaales oder über das an die Rotunde anschließende Treppenhaus. Da sich im Trakt an der Potsdamer Straße keine weiteren Säle, sondern nur noch eine Küche befand, hatte der Raum keine Durchgangsfunktion zu erfüllen. Bruno Schmitz gestaltete einen „zu besonderen kleinen Festlichkeiten bestimmten Raum“.
Umlaufende Pfeilerstellungen gliederten den zweigeschossigen, 7,6 Meter hohen Raum, den eine blau ausgemalte Flachkuppel mit großer Goldrosette überdeckte. Die acht Pfeiler aus weißem Marmor endeten in riesigen Menschenköpfen, gekrönt von elektrischen Beleuchtungskörpern. Sie trugen in der Höhe von ungefähr drei Metern eine Galerie. Ihre Brüstung schmückte ein Spruch des Schriftstellers Emil Jacobsen:
Gottgeschenk ist uns die Freude,

Achte keiner sie gering!

Uns zu Schutz und Trutz im Leide –

Freude ist ein ernstes Ding!
Von Jacobsen stammen auch die Sprüche und Verse, die in den anderen Räumen wie zum Beispiel dem „Pfeilersaal“ im Saalbau in dekorativen Schriften die Wände schmückten. Kuppel wie die Wandflächen und Brüstung gestaltete der Maler August Unger. Der Raum „in gedämpfter blaugrüner Beleuchtung“ erinnerte die Zeitschrift für Bauwesen an einen „vorgeschichtlichen Götzentempel“, während er für die Zeitschrift Der Profanbau eher „das geheimnisvolle Gebaren eines Isistempels“ hatte.

### Neben- und Wirtschaftsräume
Das teure Grundstück erforderte eine größtmögliche Ausnutzung, soweit es die baupolizeilichen Vorschriften gestatteten. Die für die Restaurationsräume vorgesehene Fläche entsprach ungefähr der Fläche der Neben- und Wirtschaftsräume zusammen. Die Neben- und Wirtschaftsräume fanden sich mehrheitlich in den für Kundenräume wenig attraktiven Keller- und Dachgeschossen. Um diesen riesigen Flächenbedarf abzudecken, verfügte das Weinhaus Rheingold als einer der ersten Großbauten in der Berliner Innenstadt über zwei voll nutzbare Kellergeschosse.

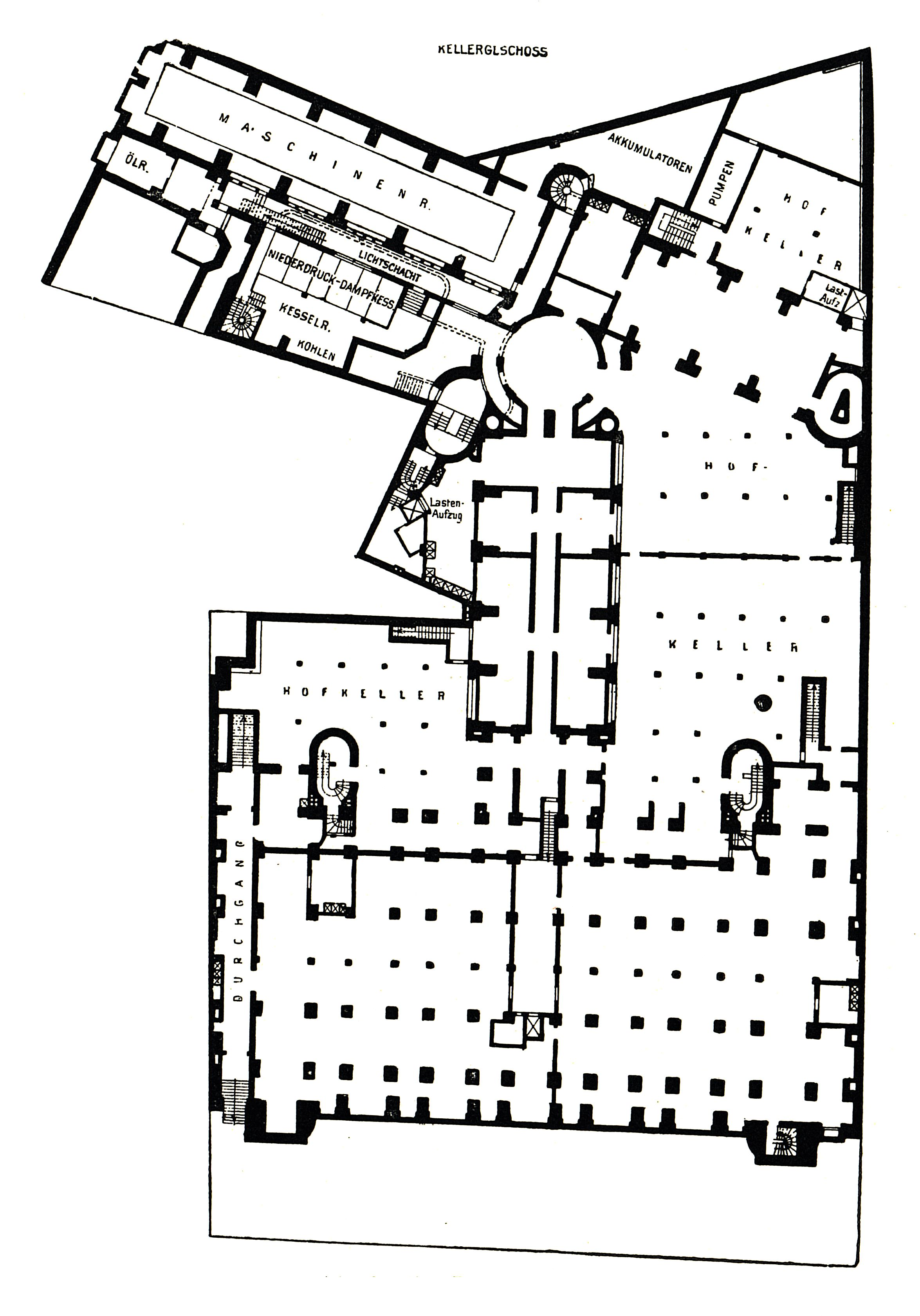
Grundriss des Kellergeschosses
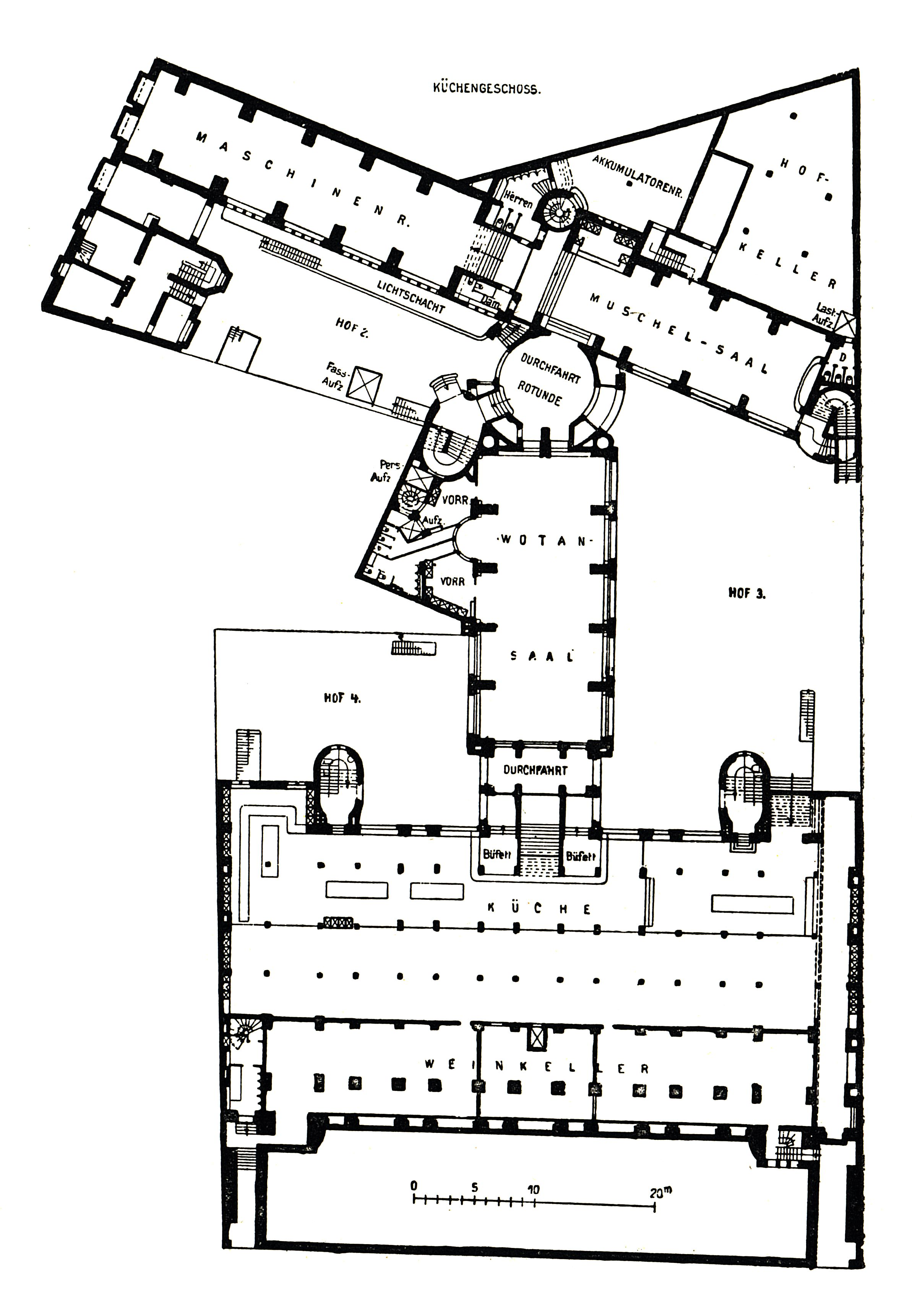
Grundriss des Küchengeschosses
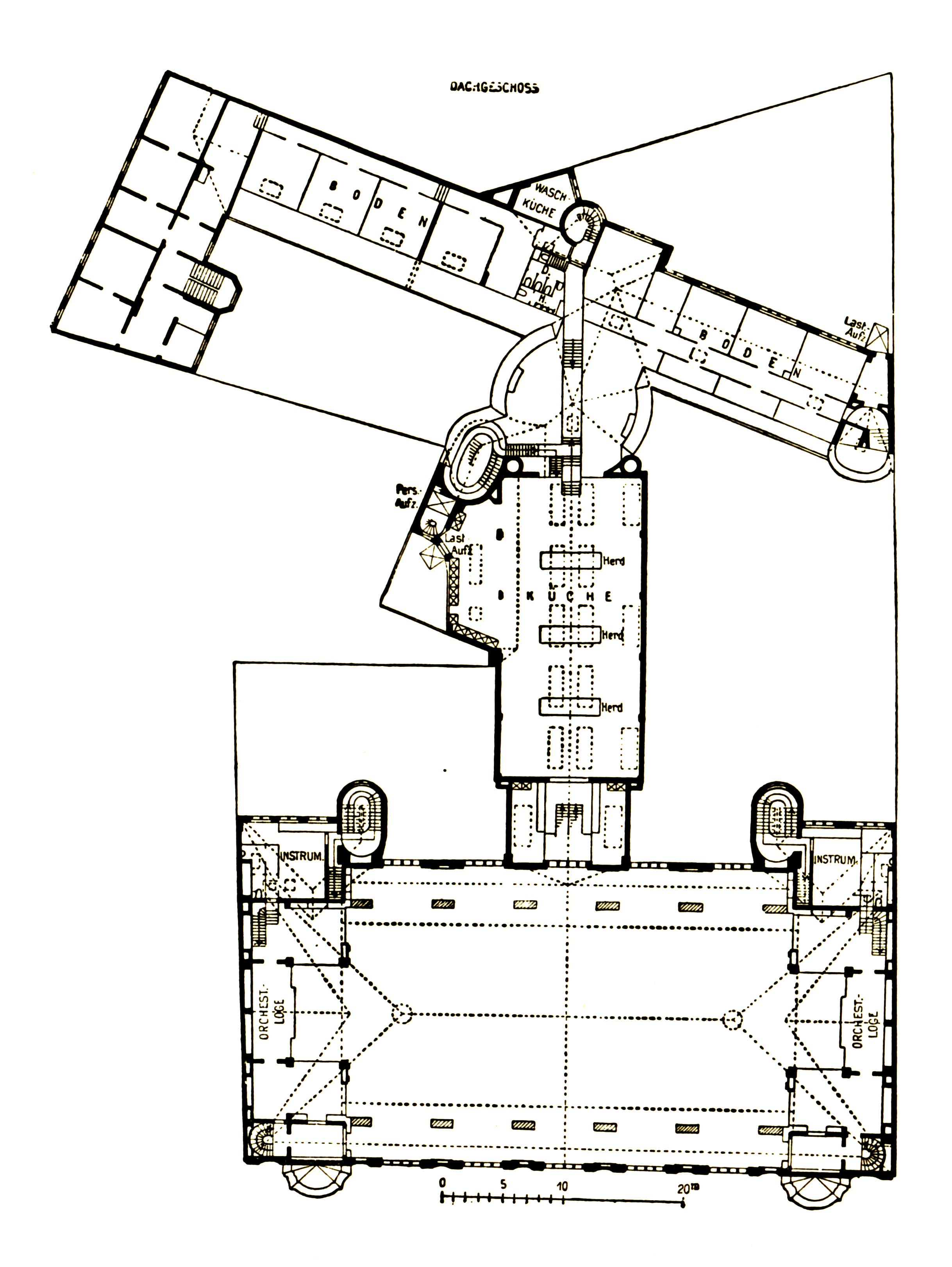
Grundriss des Dachgeschosses

Die Sohle des unteren Kellergeschosses lag 5,50 Meter unter dem Straßenniveau, der Grundwasserpegel bei 3,15 Meter, womit der Keller 2,35 Meter im Grundwasser stand. Nach unten dichtete eine 90 Zentimeter starke, teils eisenarmierte Betonplatte mit einer 20 Millimeter starken Isolierschicht aus drei Lagen verklebter Bitumenpappe mit Überzug aus heiß aufgebrachter Goudronmasse. Die gleichartige, an den Seitenwänden bis 30 Zentimeter über den Grundwasserstand hochgezogene Bitumenpappe-Isolierung dichtete gegen das seitlich eindringende Grundwasser.
Die Kellerräume erstreckten sich bis zu den Grundstücksgrenzen. Das untere Kellergeschoss nahm neben den Kühlräumen vor allem Nebenräume mit technischen Einrichtungen wie den Kesselraum der Heizung, den Pumpenraum oder den Ölraum für die Generatoren auf. Der Maschinenraum gegen die Potsdamer Straße, dessen 28 Meter langes und 4,50 Meter breites Maschinenfundament weitere 1,4 Meter tiefer lag als die Sohle des Kellerbodens, reichte bis in das zweite Kellergeschoss, in den Plänen als Küchengeschoss bezeichnet. In das Küchengeschoss schnitten sich die drei gegenüber dem Straßenniveau vertieft liegenden Höfe ein. Die Fläche unter dem Flügel an der Bellevuestraße teilten sich die Hauptküche des Weinhauses und der Weinkeller, der sieben Millionen Flaschen Wein fasste.

#### Küchen
Das Weinhaus Rheingold verfügte über drei Küchenanlagen, je eine für jeden Bauteil. Die Küche für den Bau an der Bellevuestraße befand sich im Küchengeschoss unter den zu versorgenden Restaurants. Die größte Küchenanlage des Hauses, gut ausgerüstet mit elf Kochmaschinen, sechs großen Dampfkochtöpfen, zahlreichen Grills und Wärmeschränken, erstreckte sich über rund zwei Drittel der Geschossfläche unter dem Saalbau. Zudem nahm sie spezielle Einrichtungen auf, wie die Konditorei und die Kupfer- und Silberabwaschräume. 25 Speiseaufzüge, teilweise mit elektrischen Heizspiralen beheizt, um das Auskühlen der Speisen zu verhindern, transportieren die Speisen in die verschiedenen Restaurants des Traktes an der Bellevuestraße wie etwa den „Kaisersaal“. Die Küchen des Weinhauses Rheingold beschäftigten im Eröffnungsjahr 137 Angestellte, 70 davon arbeiteten in der Hauptküche. Die Küchen zur Versorgung der Säle im Verbindungsbau und im Seitenflügel an der Potsdamer Straße befanden sich über den zugehörigen Restaurants im Dachgeschoss und im Saalgeschoss, mit denen sie ebenfalls über Speiseaufzüge verbunden waren. Den kleineren Sälen und der geringeren Anzahl der Gäste entsprechend kleiner dimensioniert, waren sie wie die Hauptküche hygienisch mit weiß gefliesten Wänden, Pfeilern und Decken versehen, während ein glatter, heller Fliesenbelag den Boden bedeckte.

#### Kühlräume
Die sieben Hauptkühlräume zur Aufbewahrung der verderblichen Lebensmittel wie Fleisch, Fisch, Geflügel, Butter, Käse und Gemüse bedeckten zusammen eine Fläche von ungefähr 160 m² im Kellergeschoss. Der jeweilige Tagesbedarf der drei Küchen lagerte in zehn weiteren Kühlräumen von je 15 bis 20 Quadratmeter Fläche in den Küchen selber. Imprägnierte Korkplatten isolierten die Kühlräume von der Umgebung. Ihre Wände, Decken und Böden waren mit weißen Fliesen ausgekleidet. Die Kälte produzierte eine von August Borsig in Berlin-Tegel gelieferte Kompressionskältemaschine mit Schwefeldioxid als Kältemittel. Ein Rohrsystem mit Korkummantelung verteilte die auf −12 °C gekühlte Salzsole vom Kellergeschoss in die verschiedenen Kühlräume, deren Temperatur je nach Art der Lebensmittel zwischen +2 und +6 °C eingestellt war. Die Kühlmaschine produzierte zusätzlich täglich zwei Tonnen Eis für den Bedarf in den verschiedenen Restaurants des Weinhauses.

#### Dampfwäscherei
In einer eigenen Dampfwäscherei wurde die gesamte im Haus anfallende Wäsche gewaschen und gebügelt. Die gebrauchte Tischwäsche erreichte über Wurfschächte in den Speisesälen die Wäschesammelstelle im Keller. Von dort gelangte sie in die Waschküche und das zugehörige Wäschelager im dritten Geschoss des Seitenflügels an der Potsdamer Straße auf der Höhe des Emporengeschosses. Die technische Einrichtung für die mit weißen Fliesen verkleideten Räume lieferte die Firma H. Timm in Berlin, darunter vier große Waschtrommeln, drei Wäschezentrifugen und zwei Zylindermangeln. Den zum Betrieb erforderlichen Dampf lieferten die Niederdruck-Dampfkessel im Kesselraum des Kellergeschosses.

## Technische Einrichtungen
Schon die Größe des Weinhauses stellte besondere Anforderungen an die technischen Anlagen. Dazu kam der tief im Grundwasser gelegene Keller und der Wunsch des Bauherrn, das Haus möglichst unabhängig von äußeren Einflüssen zu betreiben. Aus wirtschaftlichen Überlegungen sollten die Betriebskosten möglichst gering gehalten werden – Überschlagsrechnungen veranschlagten beispielsweise allein die jährlichen Kosten für elektrische Beleuchtung auf ca. 55.000 Mark. Daher verfügte das Weinhaus Rheingold über eigene Brunnen und erzeugte die Elektrizität selber, wobei die Abwärme der Generatoren zugleich der Warmwasseraufbereitung diente.

### Elektrische Anlagen
Den elektrischen Strom für die 5212 Tantallampen, 544 Kohlefaden-Kerzenlampen und die 51 Bogenlampen sowie für den Betrieb der zahlreichen Pumpen, Ventilatoren, Personen- und Warenaufzüge sowie der Eismaschinen produzierten drei Gleichstrom-Nebenschluss-Dynamomaschinen mit je 204 Kilowatt Leistung, die jeweils direkt mit einem Dieselmotor gekoppelt waren. Die Beleuchtungsanlage und die Generatoren wurden von der Firma Siemens-Schuckert-Werke GmbH in Berlin hergestellt. Die Maschinenfabrik Augsburg lieferte die drei vierzylindrigen Dieselmotoren von je 300 PS, die mit 175 Umdrehungen pro Minute liefen. Die Maschinen waren im Maschinenkeller unter dem Trakt an der Potsdamer Straße untergebracht. Der acht Meter breite, 35 Meter lange und fünf Meter hohe Raum lag 5,5 Meter unter dem Straßenniveau, erhielt aber direktes Tageslicht durch einen zwei Meter breiten Lichtschacht an der Längsseite. Der 13 Kubikmeter fassende Brennstofftank fand sich direkt neben dem Maschinenkeller unter der Hofeinfahrt. Zu den elektrischen Anlagen zählten auch die aus 125 Elementen bestehende Akkumulatorenbatterie, untergebracht in zwei übereinander liegenden Kellerräumen von je 60 Quadratmeter Fläche. Während des Betriebs parallel zu den Maschinen geschaltet, glichen sie Spannungsschwankungen der Generatoren und des Leitungsnetzes aus und waren in der Lage, das Haus nach Ausfall der Maschinen noch beinahe drei Stunden mit Strom zu versorgen. Diese Anlage lieferte die Akkumulatoren-Aktien-Gesellschaft in Hagen. Die elektrischen Leitungen, unter 220 Volt Spannung stehend, waren in Nebenräumen wie Küchen, Keller oder auf dem Dachboden sichtbar über dem Putz auf Rollen geführt.

### Kalt- und Warmwasseranlagen
Zwei Tiefbrunnen auf dem Grundstück an der Potsdamer Straße förderten Grundwasser aus 48 Meter Tiefe. Eine elektrisch betriebene Hochdruckzentrifugalpumpe mit einer Förderleistung von 1200 Litern pro Minute pumpte das wie im gesamten Berliner Raum stark eisenhaltige Wasser durch eine Enteisenungsanlage im Dachgeschoss zu den beiden darüber stehenden Kaltwasserbehältern mit je acht Kubikmetern Fassungsvermögen. Von dort erfolgte die Weiterverteilung in das ganze Haus. Eine zweite Pumpe diente als Reserve und eine Schwimmkontaktvorrichtung unterbrach die Förderung der Pumpe, wenn beide Behälter voll waren. Deckte die selbst geförderte Menge die Nachfrage nicht, ergänzte Wasser aus dem städtischen Netz den Bedarf.
Zur Erzeugung von Warmwasser wurde als frühes Beispiel von Kraft-Wärme-Kopplung das Kühlwasser der großen Dieselmotoranlage genutzt. Das Wasser erhitzte sich dabei auf circa 80 °C und floss in zwei verzinkte Warmwasser-Reservoirs von zusammen 60 Kubikmeter im Keller. Von dort pumpte eine Hockdruckzentrifugalpumpe das warme Wasser zu den Warmwasserbehältern im Dachgeschoss. Das Kühlwasser deckte nicht den ganzen Bedarf – den Rest des Warmwassers lieferte ein herkömmlicher Heizkessel im Kesselraum unter dem Hof an der Potsdamer Straße.

### Entwässerung
Die tiefe Lage eines Teils des Kellers unter dem Niveau des städtischen Abwasserkanals erforderte spezielle Vorkehrungen. Einerseits war eine Ableitung über das natürliche Gefälle so nicht möglich, andererseits drohte der bei Regenwetter schnell überlastete Kanal an der Bellevuestraße die große Küche im unterirdischen Küchengeschoss durch Rückstau unter Wasser zu setzen.
Schlossen sich bei Überlastung der städtischen Kanalisation in der Bellevuestraße die selbsttätigen Rückstauklappen, floss das im Haus anfallende Abwasser als Überlauf über Notleitungen, die höher lagen als die Hauptkanalisationsleitungen, in einen Gully. Dieser sammelte gleichzeitig das Wasser aus den tiefer als die Kanalisation liegenden Kellerbereichen, etwa das Überlaufwasser der Warmwasserbehälter oder das über die Kellertreppen eindringende Regenwasser. Eine Zentrifugalpumpe beförderte das Wasser aus dem Gully in den weniger überlasteten Kanal an der Potsdamer Straße. Die Anlagen lieferte die Allgemeine Städte-Reinigungsgesellschaft mbH in Berlin.

### Heizung und Lüftung
Der Kesselraum der Niederdruckdampfheizung befand sich unter dem Wirtschaftshof an der Potsdamer Straße. Die mit Kohle beheizte Anlage aus sechs Dampfkesseln gliederte sich in zwei Gruppen, wovon die größere mit vier Kesseln ausschließlich der Erzeugung des Dampfes für die Heizung diente. Die kleinere Gruppe mit zwei Heizkesseln produzierte den Dampf für die Küchen und die Waschküche, ließ sich aber bei Bedarf der Heizung zuschalten.
Die Heizungsanlage war so bemessen, dass sie nur rund 80 Prozent der Wärme erzeugte, die für eine Innentemperatur von 20 °C erforderlich war. Den Rest des Wärmebedarfes ergänzte die Lüftung. Durch diese Kopplung der Heizung mit der Lüftung musste auch die Lüftungsanlage permanent in Betrieb gehalten werden. Dies wiederum sicherte einen ausreichenden Luftaustausch in den Räumen des Weinhauses Rheingold.
Die Restaurationsräume verfügten über eine Drucklüftung, wo frische und bei Bedarf vorgewärmte Luft in den Raum hineingedrückt wurde – 20 Kubikmeter pro Gast und Stunde. In den Küchen und Sanitäranlagen, wo die Luft fünffach pro Stunde erneuert wurde, verhinderte eine Sauglüftung die Ausbreitung übler Gerüche. Drei Ventilatoren im Keller unter dem Wirtschaftshof an der Potsdamer Straße saugten die frische Außenluft an. Ein 40 Quadratmeter großer, im Hoffußboden eingebauter Koksfilter befreite die Frischluft von Staub und Ungeziefer. In drei Heizungskammern, je eine pro Ventilator und mit unterschiedlicher Temperatur, ließ sich die Luft durch Rippenheizkörper erwärmen. Durch Mischung der Warmluft verschiedener Temperatur, bei Bedarf auch mit Kaltluft, konnte die Luft auf die gewünschte Temperatur eingestellt werden, bevor sie über die Lüftungskanäle in die Räume strömte. Schmitz integrierte die Öffnungen der Lüftungskanäle geschickt in die Architektur der einzelnen Räume. Die gesamte Heizungs- und Lüftungsanlage, geliefert von der Firma David Grove in Berlin, ließ sich zentral vom Bedienungszentralraum im Keller aus regeln.

## Kritik
Die zeitgenössische deutsche Architekturpresse berichtete in den Hauptzügen positiv, teils beinahe enthusiastisch über den Neubau. Die Deutsche Bauzeitung etwa sah im Weinhaus Rheingold eine „der bedeutendsten baukünstlerischen Schöpfungen der Gegenwart, ein Werk von größtem Wurf und von sieghafter Gestaltungskraft“. Die Berliner Architekturwelt zählte den Bau mit Alfred Messels nahegelegenem Warenhaus Wertheim am Leipziger Platz zu den „besten Bauwerken unserer Zeit“. Auch die Zeitschrift Der Profanbau sah im Weinhaus Rheingold das „vollgewichtige Gegenstück“ zu Messels Warenhausbau, das gleiches für den Begriff „Aschinger“ leisten werde, wie der Messelbau für den „Begriff Wertheim und überhaupt für die Nobilitierung des Warenhauses“. War der Deutschen Bauzeitung „keine neuere Schöpfung des Auslandes bekannt, welche an das Rheingold heranreicht“, fand umgekehrt das Gebäude keine Würdigung in der zeitgenössischen Architekturpresse des Auslands. Die Vossische Zeitung würdigte den Neubau 1907 als „glanzvolles Neujahrsgeschenk, welches die Aschinger-Gesellschaft der Reichshauptstadt darbringt“, das Weinhaus Rheingold stehe „auf dem ganzen Erdenrund einzig und unvergleichlich da.“
Anerkennung fand auch das kulturelle Engagement der Aktiengesellschaft Aschinger – teils mit Seitenhieben auf die „Bierquellen“, denen „plötzlich märchenhafte Goldströme für höchste Kunst“ entfließen – und ihre Wahl von Bruno Schmitz als Architekten, der „die Geschmacklosigkeit eines goldmosaik-strotzenden, romanisierend-byzantinisierenden Kaisersaales zur Vertilgung von Münchner Bier- und Bockwürsten, wie wir solchen schon einmal in Berlin haben, […] nimmermehr mitgemacht“ haben würde.
Auf Kritik dagegen stieß der Missklang zwischen der ambitiösen künstlerischen Gestaltung des Weinhauses Rheingold und der eher profanen Nutzung als Großrestaurant. Der französische Journalist Jules Huret besuchte auf seiner Deutschlandreise in Berlin das neu eröffnete Haus und fragte in seinem 1909 erschienenen Reisebericht:

« Où suis-je? Dans quel château fort teutonique, dans quel cloître géant? Dans quelle crypte bouddhique ou quel Walhalla? Je suis dans un restaurant où la cuisine est mauvaise et où je peux manger à prix réduits. »

„Wo bin ich? In welcher teutonischen Burg, in welchem riesigen Klosterkreuzgang? In welcher buddhistischen Krypta oder in welcher Walhalla? Ich bin in einem Restaurant, wo die Küche schlecht ist und wo ich zu verbilligten Preisen essen kann.“

Er würdigte die Anstrengungen zur Gestaltung mit den Worten:

« N’importe, on ne peut nier qu’il y ait là un effort énorme pour sortir du convenu et du mièvre, effort que je ne pouvais m’empêcher d’admirer, quand je ne songeais pas que quatre mille personnes viennent, entre ces murs de légende et de rêve, s’emplir le ventre. »

„Gleichwohl, man kann nicht leugnen, dass es hier eine gewaltige Anstrengung gibt, vom Herkömmlichen und Faden wegzukommen. Eine Anstrengung, die zu bewundern ich mir nicht verwehren konnte, wenn ich nicht gerade daran dachte, dass 4000 Personen in diese Mauern der Legenden und Träume kommen, um sich den Bauch vollzuschlagen.“

Der Kunstkritiker Max Osborn erwähnte bereits 1909 im 43. Band der Reihe Berühmte Kunststätten mit der Gesamtdarstellung der Kunstgeschichte Berlins das Weinhaus Rheingold, „dessen feierliche Front (mit Reliefgestalten von Franz Metzner) und überprächtige, wenn auch durch vorzügliche Behandlung in echten Materialien ausgezeichnete Innenausstattung nur mit dem Beruf des Hauses nicht im Einklang steht“.
Ein Teil der Zeitgenossen störte sich am nicht naturalistischen, ornamentalen Umgang Franz Metzners mit dem menschlichen Körper. Die Deutsche Bauzeitung etwa berichtete, dass „seine Kunstauffassung auf den stärksten Widerspruch des überlieferten Geschmacks gestoßen“ sei. Zeigte das Zentralblatt der Bauverwaltung Verständnis für „ein gewisses unbehagliches Gefühl“, das die „vergewaltigten Körper“ erzeugten, distanzierten sich die anderen Fachkritiker davon. So schrieb Theodor Heuss, der spätere erste Bundespräsident und seinerzeit Kritiker der Neudeutschen Bauzeitung: „Ich stoße mich nicht daran, daß die Männer, die da in Holz oder anderem Material an den Pfeilern und Wandverkleidungen gebildet wurden, enthauptet sind und dafür immerhin fragmentarischen und fragwürdigen Ersatz erhalten haben.“ Er lobte die Bemühungen Schmitz’ zur Wiederbelebung der „Plastik in der Baukunst“ in der äußeren Gestaltung des Bauwerks und in den großen Räumen des Weinhauses Rheingold, insbesondere dem „Kaisersaal“. Für die kleineren Kabinette und Säle dagegen wirke „die monumentale Plastik gewaltsam und als eine Last“ und das „zu große Maß der Plastik“ erdrücke den Raum.
Auch der Architekturhistoriker Julius Posener verglich 1977 in seiner Publikation Berlin auf dem Weg zu einer neuen Architektur 1889–1918 das Weinhaus Rheingold mit Messels Warenhaus Wertheim. Er attestierte der Rheingold-Fassade eine überlegene Qualität und größere Modernität – „Nur lag Messels Leipziger Straßenfront auf dem Weg, der weiterführte. Die Rheingoldfront stellt die schönste Ausprägung eines errungenen Standes der Kunst dar, steht also eher am Ende eines Weges.“

## Mangelnde Rentabilität von Aschingers Prestigeobjekt
Die Euphorie des Konzerns nach der Eröffnung am 6. Februar 1907 wich schnell Sorgen wegen Problemen in den Betriebsabläufen und der mangelnden Kostendeckung des Weinhauses Rheingold. Bereits im Juli 1907 bat deshalb Carl Aschinger seinen Bruder August wieder in das operative Geschäft einzutreten, obwohl er als Aufsichtsrat der Aktiengesellschaft Aschinger eigentlich nur noch überwachende und repräsentative Funktionen wahrnehmen sollte. August Aschinger vermerkte in einer Notiz, dass die „finanzielle Seite des Rheingoldes […] wirtschaftlich einfach unmöglich“ war und „in der Tat die anderen Geschäfte aufgefressen“ hätte. „Dieses Haus betriebsfähig zu stellen, war die größte Aufgabe meines Lebens.“ Probleme verursachte zum Beispiel die überdimensionierte Ausdehnung des Weinhauses Rheingold. So erkalteten die Speisen auf ihrem Weg zu den Gästen trotz der elektrisch beheizten Speiseaufzüge. Besuchten mehr als 3000 Gäste das Lokal, kamen die Küchen an ihre Kapazitätsgrenzen. Lange Wartezeiten sowie lauwarme oder gar kalte Speisen waren keine gute Reklame für das Vorzeigeobjekt des Aschinger-Konzerns und keine gute Basis für den Aufbau eines Kundenstamms. Durch den Einbau zusätzlicher Küchen und Wirtschaftsräume noch im Jahr 1907, vermutlich gekoppelt mit Verbesserungen im Service, gelang es August Aschinger, die Probleme in den Betriebsabläufen zu lösen.
Die Ertragslage blieb aber weiterhin schlecht, die Umsätze deckten kaum die laufenden Kosten. Bei dieser schlechten Ertragslage rentierten sich zudem die hohen Investitionskosten für das Grundstück und das Gebäude nicht. Die ursprüngliche Kalkulation des Gastronomiebetriebes war bereits bei der Eröffnung des Weinhauses Rheingold als Folge der baupolizeilich verordneten Nutzungsänderung und der Baukostenüberschreitung von einer Million Mark überholt. Dort hatte Aschinger „bei etwas erhöhten Weinpreisen“ mit „billige[n] und gute[n] Speiseportionen zu den Grundpreisen von M. 0,80 und M. 1,30“ und 3800 Sitzplätzen kalkuliert. Die schwache Umsatzrentabilität des Weinhauses Rheingold innerhalb des Aschinger-Konzerns illustrieren beispielhaft die Zahlen von Januar 1911. Die 30 „Bierquellen“ erzielten bei einem Umsatz von 1,1 Millionen Mark einen Gewinn von 160.000 Mark und damit eine Umsatzrentabilität von 14,6 Prozent. Das Weinhaus Rheingold dagegen erreichte bei einem Umsatz von 300.000 Mark einen Gewinn von 15.000 Mark und damit nur fünf Prozent Umsatzrendite, also rund ein Drittel. Besser investiert hatte der Konzern in das nahegelegene Hotel Fürstenhof am Potsdamer Platz, die Rentabilität erreichte dort 22,2 Prozent basierend auf einem Gewinn von 30.000 Mark bei einem Umsatz von 135.000 Mark.
Der Nachruf auf Carl Aschinger in der Deutschen Gastwirthe-Zeitung vom 8. Mai 1909 gibt ein Bild des weiterhin ausbleibenden Erfolgs des Weinhauses Rheingold. Gleichmäßig hohe Gästezahlen blieben aus und die Auslastung war nur sonntags einigermaßen befriedigend, sodass unter der Woche die meisten Säle geschlossen blieben. Küche und Keller waren „nicht auf der Höhe“ und standen hinter der Konkurrenz zurück. Das mit so hohen Ansprüchen gebaute Lokal konnte weder die Berliner Mittel- noch Oberschicht dauerhaft als Stammgäste gewinnen und wurde zum Touristenlokal. Griebens Reiseführer Berlin und Umgebung empfahl 1909 das Weinhaus Rheingold als „hochelegantes Wein- und Bier-Restaurant“. Etwas kritischer reihte Baedekers Berlin und Umgebung das Lokal 1910 unter die „nicht so anspruchsvollen“ Weinrestaurants ein, erwähnte aber beim Stadtrundgang am Potsdamer Platz „das prunkvoll ausgestattete Weinhaus Rheingold, von Bruno Schmitz erbaut, mit Skulpturen von F. Metzner“. Als Touristenattraktion mit mangelnder Rentabilität blieb das Weinhaus Rheingold ein wirtschaftlicher Fehlgriff des sonst so erfolgreichen Aschinger-Konzerns.

## Zwischenkriegszeit
In den wirtschaftlich schwierigen Zeiten nach dem Ersten Weltkrieg erwog der Konzern 1919 den Verkauf des Weinhauses Rheingold. Doch die bereits durch den Aufsichtsrat genehmigten Verkaufspläne, die 15 Millionen Mark einbringen sollten, zerschlugen sich. Die im Kaiserreich moderne Ausstattung des Weinhauses Rheingold mit ihren Jugendstilanklängen galt nach dem Ende des Ersten Weltkriegs als veraltet. Zu Beginn der 1920er Jahre vermerkte Griebens Reiseführer abendliche Konzertveranstaltungen, dazu sollten ab 1922 Tanz- und Kabarettveranstaltungen die Attraktivität des Lokals steigern. Der Erfolg ließ weiter auf sich warten und der Konzernvorstand stellte 1928 resigniert fest, dass das Weinhaus Rheingold „nicht annähernd seine Unkosten deckt, geschweige denn von einem Verdienst die Rede sein kann.“ Mit der Weltwirtschaftskrise verschärfte sich die Situation 1930, da wegen der eingebrochenen Erträge die Quersubvention des Weinhauses Rheingold durch andere Aschinger-Betriebe wegfiel und der Konzern 1931 in ernste finanzielle Schwierigkeiten geriet. Das Weinhaus Rheingold blieb in den Jahren 1931/1932 ganz geschlossen und fand auch in Baedekers Berlin und Umgebung 1933 keine Erwähnung mehr. Ab 1935 brachte die Verköstigung der zahlreichen Reisegruppen, die mit der Organisation „Kraft durch Freude“ nach Berlin reisten, und Veranstaltungen vaterländischer Vereinigungen etwas bessere Auslastung. Im Zweiten Weltkrieg diente das Weinhaus Rheingold als Truppenunterkunft, allerdings musste im Winter 1940 der Betrieb wegen Kohlemangel eingestellt werden.

## Verkauf und Zerstörung

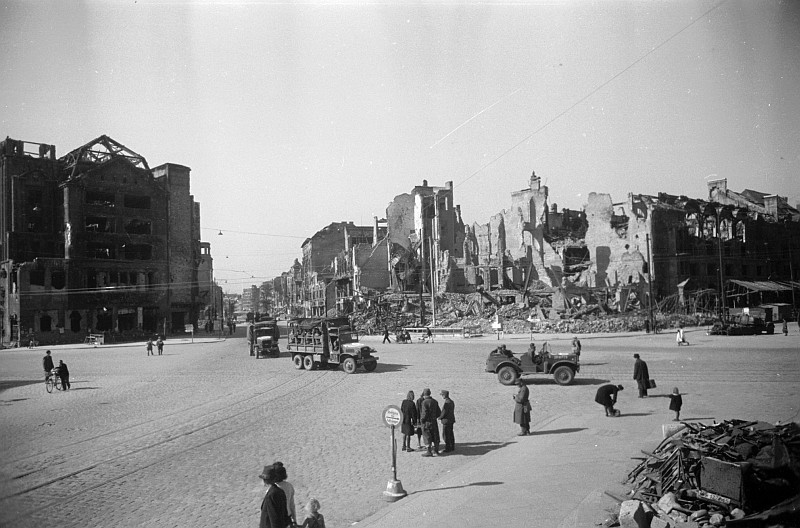
Die Ruine des Weinhauses am rechten Bildrand im Oktober 1945

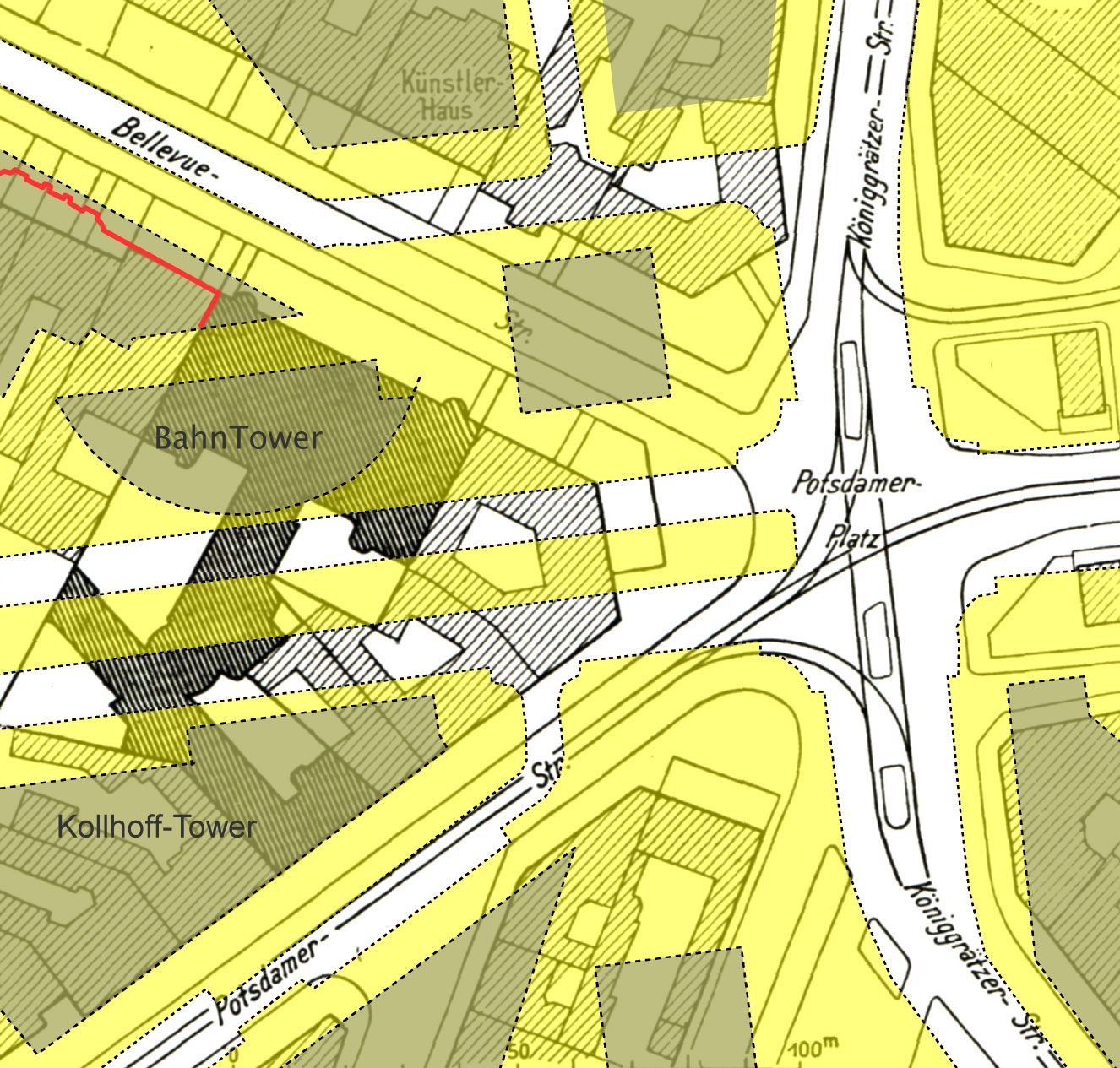
Historischer Lageplan, überlagert mit der heutigen Bebauung, rot markiert die Fassade des ehemaligen Grand Hôtel Esplanade

Im Januar 1943 weckte ein Bericht der Berliner Börsen-Zeitung über die Verkaufsabsichten der Firma Aschinger für das Weinhaus Rheingold das Interesse mehrerer Reichsministerien. Das Grundstück lag nahe der neuen, prestigeträchtigen Nord-Süd-Achse in den Planungen Albert Speers für die Welthauptstadt Germania. In den Akten des ehemaligen Aschinger-Konzerns, verwahrt im Landesarchiv Berlin, findet sich ein Vorvertrag mit dem Finanzministerium, der den Verkaufspreis auf sechs Millionen Mark festlegte. Den Zuschlag erhielt schließlich 1943 die Deutsche Reichspost. Bei einem Bombenangriff im gleichen Jahr erlitt der Bau schwere Schäden, und das beim Verkauf eingelagerte Inventar des Weinhauses im Wert von 250.000 Reichsmark verbrannte bei einem Angriff im Frühling 1944.
Die Karte der Gebäudeschäden von 1945 wies das Gebäude als „beschädigt aber wiederaufbaufähig“ aus, trotzdem erfolgte eine schnelle Beseitigung der Ruinen des Weinhauses Rheingold in den ersten Nachkriegsjahren. Fotografien zeigen bereits zu Beginn der 1950er Jahre das enttrümmerte Grundstück. Nach dem Bau der Berliner Mauer 1961 lief die als Umgehung des nicht mehr zugänglichen Potsdamer Platzes zur Bellevuestraße verlängerte Linkstraße über die Baubrache. In diese Verlängerung mündete auch die 1966 für den Neubau der West-Berliner Staatsbibliothek umgelegte Potsdamer Straße, ebenfalls über das Gelände des ehemaligen Weinhauses Rheingold.
Mit der Neubebauung des Potsdamer Platzes nach der deutschen Wiedervereinigung änderte sich die Situation erneut. Während die Verlängerung der Linkstraße wieder aufgehoben wurde, teilt die bis zum Potsdamer Platz durchgezogene Potsdamer Straße das Grundstück. Ungefähr an der Stelle des Saalbaus an der Bellevuestraße steht heute der BahnTower, während der gegenüberliegende Kollhoff-Tower unter anderem die Fläche des ehemaligen Vorderhauses an der Potsdamer Straße einnimmt.

## Literatur

Architektur-Monografie über das Haus Rheingold, 1907